# Capablanca - Bernstein, San Sebastián, 1911
La Capablanca-Bernstein fu una partita del primo turno del torneo che valse al cubano il premio di bellezza di 500 franchi offerto dal barone Albert Salomon von Rothschild. 

## La partita
1. e4 e5 2. Cf3 Cc6 3. Ab5 Cf6 4. 0-0 Ae7
Porta alla difesa Steinitz, molto popolare al tempo: il Nero ottiene una posizione passiva ma solida.
5. Cc3 d6 6. Axc6
Una continuazione tranquilla: 6. d4 dà luogo a posizioni più complicate.
6…bxc6 7. d4 exd4 8. Cxd4 Ad7
| \| \| a \| b \| c \| d \| e \| f \| g \| h \| \| \| 8 \| a8 torre del nero · d8 donna del nero · e8 re del nero · h8 torre del nero · a7 pedone del nero · c7 pedone del nero · d7 alfiere del nero · e7 alfiere del nero · f7 pedone del nero · g7 pedone del nero · h7 pedone del nero · c6 pedone del nero · d6 pedone del nero · f6 cavallo del nero · d4 cavallo del bianco · e4 pedone del bianco · c3 cavallo del bianco · a2 pedone del bianco · b2 pedone del bianco · c2 pedone del bianco · f2 pedone del bianco · g2 pedone del bianco · h2 pedone del bianco · a1 torre del bianco · c1 alfiere del bianco · d1 donna del bianco · f1 torre del bianco · g1 re del bianco \| a8 torre del nero · d8 donna del nero · e8 re del nero · h8 torre del nero · a7 pedone del nero · c7 pedone del nero · d7 alfiere del nero · e7 alfiere del nero · f7 pedone del nero · g7 pedone del nero · h7 pedone del nero · c6 pedone del nero · d6 pedone del nero · f6 cavallo del nero · d4 cavallo del bianco · e4 pedone del bianco · c3 cavallo del bianco · a2 pedone del bianco · b2 pedone del bianco · c2 pedone del bianco · f2 pedone del bianco · g2 pedone del bianco · h2 pedone del bianco · a1 torre del bianco · c1 alfiere del bianco · d1 donna del bianco · f1 torre del bianco · g1 re del bianco \| a8 torre del nero · d8 donna del nero · e8 re del nero · h8 torre del nero · a7 pedone del nero · c7 pedone del nero · d7 alfiere del nero · e7 alfiere del nero · f7 pedone del nero · g7 pedone del nero · h7 pedone del nero · c6 pedone del nero · d6 pedone del nero · f6 cavallo del nero · d4 cavallo del bianco · e4 pedone del bianco · c3 cavallo del bianco · a2 pedone del bianco · b2 pedone del bianco · c2 pedone del bianco · f2 pedone del bianco · g2 pedone del bianco · h2 pedone del bianco · a1 torre del bianco · c1 alfiere del bianco · d1 donna del bianco · f1 torre del bianco · g1 re del bianco \| a8 torre del nero · d8 donna del nero · e8 re del nero · h8 torre del nero · a7 pedone del nero · c7 pedone del nero · d7 alfiere del nero · e7 alfiere del nero · f7 pedone del nero · g7 pedone del nero · h7 pedone del nero · c6 pedone del nero · d6 pedone del nero · f6 cavallo del nero · d4 cavallo del bianco · e4 pedone del bianco · c3 cavallo del bianco · a2 pedone del bianco · b2 pedone del bianco · c2 pedone del bianco · f2 pedone del bianco · g2 pedone del bianco · h2 pedone del bianco · a1 torre del bianco · c1 alfiere del bianco · d1 donna del bianco · f1 torre del bianco · g1 re del bianco \| a8 torre del nero · d8 donna del nero · e8 re del nero · h8 torre del nero · a7 pedone del nero · c7 pedone del nero · d7 alfiere del nero · e7 alfiere del nero · f7 pedone del nero · g7 pedone del nero · h7 pedone del nero · c6 pedone del nero · d6 pedone del nero · f6 cavallo del nero · d4 cavallo del bianco · e4 pedone del bianco · c3 cavallo del bianco · a2 pedone del bianco · b2 pedone del bianco · c2 pedone del bianco · f2 pedone del bianco · g2 pedone del bianco · h2 pedone del bianco · a1 torre del bianco · c1 alfiere del bianco · d1 donna del bianco · f1 torre del bianco · g1 re del bianco \| a8 torre del nero · d8 donna del nero · e8 re del nero · h8 torre del nero · a7 pedone del nero · c7 pedone del nero · d7 alfiere del nero · e7 alfiere del nero · f7 pedone del nero · g7 pedone del nero · h7 pedone del nero · c6 pedone del nero · d6 pedone del nero · f6 cavallo del nero · d4 cavallo del bianco · e4 pedone del bianco · c3 cavallo del bianco · a2 pedone del bianco · b2 pedone del bianco · c2 pedone del bianco · f2 pedone del bianco · g2 pedone del bianco · h2 pedone del bianco · a1 torre del bianco · c1 alfiere del bianco · d1 donna del bianco · f1 torre del bianco · g1 re del bianco \| a8 torre del nero · d8 donna del nero · e8 re del nero · h8 torre del nero · a7 pedone del nero · c7 pedone del nero · d7 alfiere del nero · e7 alfiere del nero · f7 pedone del nero · g7 pedone del nero · h7 pedone del nero · c6 pedone del nero · d6 pedone del nero · f6 cavallo del nero · d4 cavallo del bianco · e4 pedone del bianco · c3 cavallo del bianco · a2 pedone del bianco · b2 pedone del bianco · c2 pedone del bianco · f2 pedone del bianco · g2 pedone del bianco · h2 pedone del bianco · a1 torre del bianco · c1 alfiere del bianco · d1 donna del bianco · f1 torre del bianco · g1 re del bianco \| a8 torre del nero · d8 donna del nero · e8 re del nero · h8 torre del nero · a7 pedone del nero · c7 pedone del nero · d7 alfiere del nero · e7 alfiere del nero · f7 pedone del nero · g7 pedone del nero · h7 pedone del nero · c6 pedone del nero · d6 pedone del nero · f6 cavallo del nero · d4 cavallo del bianco · e4 pedone del bianco · c3 cavallo del bianco · a2 pedone del bianco · b2 pedone del bianco · c2 pedone del bianco · f2 pedone del bianco · g2 pedone del bianco · h2 pedone del bianco · a1 torre del bianco · c1 alfiere del bianco · d1 donna del bianco · f1 torre del bianco · g1 re del bianco \| 8 \| \| 7 \| a8 torre del nero · d8 donna del nero · e8 re del nero · h8 torre del nero · a7 pedone del nero · c7 pedone del nero · d7 alfiere del nero · e7 alfiere del nero · f7 pedone del nero · g7 pedone del nero · h7 pedone del nero · c6 pedone del nero · d6 pedone del nero · f6 cavallo del nero · d4 cavallo del bianco · e4 pedone del bianco · c3 cavallo del bianco · a2 pedone del bianco · b2 pedone del bianco · c2 pedone del bianco · f2 pedone del bianco · g2 pedone del bianco · h2 pedone del bianco · a1 torre del bianco · c1 alfiere del bianco · d1 donna del bianco · f1 torre del bianco · g1 re del bianco \| a8 torre del nero · d8 donna del nero · e8 re del nero · h8 torre del nero · a7 pedone del nero · c7 pedone del nero · d7 alfiere del nero · e7 alfiere del nero · f7 pedone del nero · g7 pedone del nero · h7 pedone del nero · c6 pedone del nero · d6 pedone del nero · f6 cavallo del nero · d4 cavallo del bianco · e4 pedone del bianco · c3 cavallo del bianco · a2 pedone del bianco · b2 pedone del bianco · c2 pedone del bianco · f2 pedone del bianco · g2 pedone del bianco · h2 pedone del bianco · a1 torre del bianco · c1 alfiere del bianco · d1 donna del bianco · f1 torre del bianco · g1 re del bianco \| a8 torre del nero · d8 donna del nero · e8 re del nero · h8 torre del nero · a7 pedone del nero · c7 pedone del nero · d7 alfiere del nero · e7 alfiere del nero · f7 pedone del nero · g7 pedone del nero · h7 pedone del nero · c6 pedone del nero · d6 pedone del nero · f6 cavallo del nero · d4 cavallo del bianco · e4 pedone del bianco · c3 cavallo del bianco · a2 pedone del bianco · b2 pedone del bianco · c2 pedone del bianco · f2 pedone del bianco · g2 pedone del bianco · h2 pedone del bianco · a1 torre del bianco · c1 alfiere del bianco · d1 donna del bianco · f1 torre del bianco · g1 re del bianco \| a8 torre del nero · d8 donna del nero · e8 re del nero · h8 torre del nero · a7 pedone del nero · c7 pedone del nero · d7 alfiere del nero · e7 alfiere del nero · f7 pedone del nero · g7 pedone del nero · h7 pedone del nero · c6 pedone del nero · d6 pedone del nero · f6 cavallo del nero · d4 cavallo del bianco · e4 pedone del bianco · c3 cavallo del bianco · a2 pedone del bianco · b2 pedone del bianco · c2 pedone del bianco · f2 pedone del bianco · g2 pedone del bianco · h2 pedone del bianco · a1 torre del bianco · c1 alfiere del bianco · d1 donna del bianco · f1 torre del bianco · g1 re del bianco \| a8 torre del nero · d8 donna del nero · e8 re del nero · h8 torre del nero · a7 pedone del nero · c7 pedone del nero · d7 alfiere del nero · e7 alfiere del nero · f7 pedone del nero · g7 pedone del nero · h7 pedone del nero · c6 pedone del nero · d6 pedone del nero · f6 cavallo del nero · d4 cavallo del bianco · e4 pedone del bianco · c3 cavallo del bianco · a2 pedone del bianco · b2 pedone del bianco · c2 pedone del bianco · f2 pedone del bianco · g2 pedone del bianco · h2 pedone del bianco · a1 torre del bianco · c1 alfiere del bianco · d1 donna del bianco · f1 torre del bianco · g1 re del bianco \| a8 torre del nero · d8 donna del nero · e8 re del nero · h8 torre del nero · a7 pedone del nero · c7 pedone del nero · d7 alfiere del nero · e7 alfiere del nero · f7 pedone del nero · g7 pedone del nero · h7 pedone del nero · c6 pedone del nero · d6 pedone del nero · f6 cavallo del nero · d4 cavallo del bianco · e4 pedone del bianco · c3 cavallo del bianco · a2 pedone del bianco · b2 pedone del bianco · c2 pedone del bianco · f2 pedone del bianco · g2 pedone del bianco · h2 pedone del bianco · a1 torre del bianco · c1 alfiere del bianco · d1 donna del bianco · f1 torre del bianco · g1 re del bianco \| a8 torre del nero · d8 donna del nero · e8 re del nero · h8 torre del nero · a7 pedone del nero · c7 pedone del nero · d7 alfiere del nero · e7 alfiere del nero · f7 pedone del nero · g7 pedone del nero · h7 pedone del nero · c6 pedone del nero · d6 pedone del nero · f6 cavallo del nero · d4 cavallo del bianco · e4 pedone del bianco · c3 cavallo del bianco · a2 pedone del bianco · b2 pedone del bianco · c2 pedone del bianco · f2 pedone del bianco · g2 pedone del bianco · h2 pedone del bianco · a1 torre del bianco · c1 alfiere del bianco · d1 donna del bianco · f1 torre del bianco · g1 re del bianco \| a8 torre del nero · d8 donna del nero · e8 re del nero · h8 torre del nero · a7 pedone del nero · c7 pedone del nero · d7 alfiere del nero · e7 alfiere del nero · f7 pedone del nero · g7 pedone del nero · h7 pedone del nero · c6 pedone del nero · d6 pedone del nero · f6 cavallo del nero · d4 cavallo del bianco · e4 pedone del bianco · c3 cavallo del bianco · a2 pedone del bianco · b2 pedone del bianco · c2 pedone del bianco · f2 pedone del bianco · g2 pedone del bianco · h2 pedone del bianco · a1 torre del bianco · c1 alfiere del bianco · d1 donna del bianco · f1 torre del bianco · g1 re del bianco \| 7 \| \| 6 \| a8 torre del nero · d8 donna del nero · e8 re del nero · h8 torre del nero · a7 pedone del nero · c7 pedone del nero · d7 alfiere del nero · e7 alfiere del nero · f7 pedone del nero · g7 pedone del nero · h7 pedone del nero · c6 pedone del nero · d6 pedone del nero · f6 cavallo del nero · d4 cavallo del bianco · e4 pedone del bianco · c3 cavallo del bianco · a2 pedone del bianco · b2 pedone del bianco · c2 pedone del bianco · f2 pedone del bianco · g2 pedone del bianco · h2 pedone del bianco · a1 torre del bianco · c1 alfiere del bianco · d1 donna del bianco · f1 torre del bianco · g1 re del bianco \| a8 torre del nero · d8 donna del nero · e8 re del nero · h8 torre del nero · a7 pedone del nero · c7 pedone del nero · d7 alfiere del nero · e7 alfiere del nero · f7 pedone del nero · g7 pedone del nero · h7 pedone del nero · c6 pedone del nero · d6 pedone del nero · f6 cavallo del nero · d4 cavallo del bianco · e4 pedone del bianco · c3 cavallo del bianco · a2 pedone del bianco · b2 pedone del bianco · c2 pedone del bianco · f2 pedone del bianco · g2 pedone del bianco · h2 pedone del bianco · a1 torre del bianco · c1 alfiere del bianco · d1 donna del bianco · f1 torre del bianco · g1 re del bianco \| a8 torre del nero · d8 donna del nero · e8 re del nero · h8 torre del nero · a7 pedone del nero · c7 pedone del nero · d7 alfiere del nero · e7 alfiere del nero · f7 pedone del nero · g7 pedone del nero · h7 pedone del nero · c6 pedone del nero · d6 pedone del nero · f6 cavallo del nero · d4 cavallo del bianco · e4 pedone del bianco · c3 cavallo del bianco · a2 pedone del bianco · b2 pedone del bianco · c2 pedone del bianco · f2 pedone del bianco · g2 pedone del bianco · h2 pedone del bianco · a1 torre del bianco · c1 alfiere del bianco · d1 donna del bianco · f1 torre del bianco · g1 re del bianco \| a8 torre del nero · d8 donna del nero · e8 re del nero · h8 torre del nero · a7 pedone del nero · c7 pedone del nero · d7 alfiere del nero · e7 alfiere del nero · f7 pedone del nero · g7 pedone del nero · h7 pedone del nero · c6 pedone del nero · d6 pedone del nero · f6 cavallo del nero · d4 cavallo del bianco · e4 pedone del bianco · c3 cavallo del bianco · a2 pedone del bianco · b2 pedone del bianco · c2 pedone del bianco · f2 pedone del bianco · g2 pedone del bianco · h2 pedone del bianco · a1 torre del bianco · c1 alfiere del bianco · d1 donna del bianco · f1 torre del bianco · g1 re del bianco \| a8 torre del nero · d8 donna del nero · e8 re del nero · h8 torre del nero · a7 pedone del nero · c7 pedone del nero · d7 alfiere del nero · e7 alfiere del nero · f7 pedone del nero · g7 pedone del nero · h7 pedone del nero · c6 pedone del nero · d6 pedone del nero · f6 cavallo del nero · d4 cavallo del bianco · e4 pedone del bianco · c3 cavallo del bianco · a2 pedone del bianco · b2 pedone del bianco · c2 pedone del bianco · f2 pedone del bianco · g2 pedone del bianco · h2 pedone del bianco · a1 torre del bianco · c1 alfiere del bianco · d1 donna del bianco · f1 torre del bianco · g1 re del bianco \| a8 torre del nero · d8 donna del nero · e8 re del nero · h8 torre del nero · a7 pedone del nero · c7 pedone del nero · d7 alfiere del nero · e7 alfiere del nero · f7 pedone del nero · g7 pedone del nero · h7 pedone del nero · c6 pedone del nero · d6 pedone del nero · f6 cavallo del nero · d4 cavallo del bianco · e4 pedone del bianco · c3 cavallo del bianco · a2 pedone del bianco · b2 pedone del bianco · c2 pedone del bianco · f2 pedone del bianco · g2 pedone del bianco · h2 pedone del bianco · a1 torre del bianco · c1 alfiere del bianco · d1 donna del bianco · f1 torre del bianco · g1 re del bianco \| a8 torre del nero · d8 donna del nero · e8 re del nero · h8 torre del nero · a7 pedone del nero · c7 pedone del nero · d7 alfiere del nero · e7 alfiere del nero · f7 pedone del nero · g7 pedone del nero · h7 pedone del nero · c6 pedone del nero · d6 pedone del nero · f6 cavallo del nero · d4 cavallo del bianco · e4 pedone del bianco · c3 cavallo del bianco · a2 pedone del bianco · b2 pedone del bianco · c2 pedone del bianco · f2 pedone del bianco · g2 pedone del bianco · h2 pedone del bianco · a1 torre del bianco · c1 alfiere del bianco · d1 donna del bianco · f1 torre del bianco · g1 re del bianco \| a8 torre del nero · d8 donna del nero · e8 re del nero · h8 torre del nero · a7 pedone del nero · c7 pedone del nero · d7 alfiere del nero · e7 alfiere del nero · f7 pedone del nero · g7 pedone del nero · h7 pedone del nero · c6 pedone del nero · d6 pedone del nero · f6 cavallo del nero · d4 cavallo del bianco · e4 pedone del bianco · c3 cavallo del bianco · a2 pedone del bianco · b2 pedone del bianco · c2 pedone del bianco · f2 pedone del bianco · g2 pedone del bianco · h2 pedone del bianco · a1 torre del bianco · c1 alfiere del bianco · d1 donna del bianco · f1 torre del bianco · g1 re del bianco \| 6 \| \| 5 \| a8 torre del nero · d8 donna del nero · e8 re del nero · h8 torre del nero · a7 pedone del nero · c7 pedone del nero · d7 alfiere del nero · e7 alfiere del nero · f7 pedone del nero · g7 pedone del nero · h7 pedone del nero · c6 pedone del nero · d6 pedone del nero · f6 cavallo del nero · d4 cavallo del bianco · e4 pedone del bianco · c3 cavallo del bianco · a2 pedone del bianco · b2 pedone del bianco · c2 pedone del bianco · f2 pedone del bianco · g2 pedone del bianco · h2 pedone del bianco · a1 torre del bianco · c1 alfiere del bianco · d1 donna del bianco · f1 torre del bianco · g1 re del bianco \| a8 torre del nero · d8 donna del nero · e8 re del nero · h8 torre del nero · a7 pedone del nero · c7 pedone del nero · d7 alfiere del nero · e7 alfiere del nero · f7 pedone del nero · g7 pedone del nero · h7 pedone del nero · c6 pedone del nero · d6 pedone del nero · f6 cavallo del nero · d4 cavallo del bianco · e4 pedone del bianco · c3 cavallo del bianco · a2 pedone del bianco · b2 pedone del bianco · c2 pedone del bianco · f2 pedone del bianco · g2 pedone del bianco · h2 pedone del bianco · a1 torre del bianco · c1 alfiere del bianco · d1 donna del bianco · f1 torre del bianco · g1 re del bianco \| a8 torre del nero · d8 donna del nero · e8 re del nero · h8 torre del nero · a7 pedone del nero · c7 pedone del nero · d7 alfiere del nero · e7 alfiere del nero · f7 pedone del nero · g7 pedone del nero · h7 pedone del nero · c6 pedone del nero · d6 pedone del nero · f6 cavallo del nero · d4 cavallo del bianco · e4 pedone del bianco · c3 cavallo del bianco · a2 pedone del bianco · b2 pedone del bianco · c2 pedone del bianco · f2 pedone del bianco · g2 pedone del bianco · h2 pedone del bianco · a1 torre del bianco · c1 alfiere del bianco · d1 donna del bianco · f1 torre del bianco · g1 re del bianco \| a8 torre del nero · d8 donna del nero · e8 re del nero · h8 torre del nero · a7 pedone del nero · c7 pedone del nero · d7 alfiere del nero · e7 alfiere del nero · f7 pedone del nero · g7 pedone del nero · h7 pedone del nero · c6 pedone del nero · d6 pedone del nero · f6 cavallo del nero · d4 cavallo del bianco · e4 pedone del bianco · c3 cavallo del bianco · a2 pedone del bianco · b2 pedone del bianco · c2 pedone del bianco · f2 pedone del bianco · g2 pedone del bianco · h2 pedone del bianco · a1 torre del bianco · c1 alfiere del bianco · d1 donna del bianco · f1 torre del bianco · g1 re del bianco \| a8 torre del nero · d8 donna del nero · e8 re del nero · h8 torre del nero · a7 pedone del nero · c7 pedone del nero · d7 alfiere del nero · e7 alfiere del nero · f7 pedone del nero · g7 pedone del nero · h7 pedone del nero · c6 pedone del nero · d6 pedone del nero · f6 cavallo del nero · d4 cavallo del bianco · e4 pedone del bianco · c3 cavallo del bianco · a2 pedone del bianco · b2 pedone del bianco · c2 pedone del bianco · f2 pedone del bianco · g2 pedone del bianco · h2 pedone del bianco · a1 torre del bianco · c1 alfiere del bianco · d1 donna del bianco · f1 torre del bianco · g1 re del bianco \| a8 torre del nero · d8 donna del nero · e8 re del nero · h8 torre del nero · a7 pedone del nero · c7 pedone del nero · d7 alfiere del nero · e7 alfiere del nero · f7 pedone del nero · g7 pedone del nero · h7 pedone del nero · c6 pedone del nero · d6 pedone del nero · f6 cavallo del nero · d4 cavallo del bianco · e4 pedone del bianco · c3 cavallo del bianco · a2 pedone del bianco · b2 pedone del bianco · c2 pedone del bianco · f2 pedone del bianco · g2 pedone del bianco · h2 pedone del bianco · a1 torre del bianco · c1 alfiere del bianco · d1 donna del bianco · f1 torre del bianco · g1 re del bianco \| a8 torre del nero · d8 donna del nero · e8 re del nero · h8 torre del nero · a7 pedone del nero · c7 pedone del nero · d7 alfiere del nero · e7 alfiere del nero · f7 pedone del nero · g7 pedone del nero · h7 pedone del nero · c6 pedone del nero · d6 pedone del nero · f6 cavallo del nero · d4 cavallo del bianco · e4 pedone del bianco · c3 cavallo del bianco · a2 pedone del bianco · b2 pedone del bianco · c2 pedone del bianco · f2 pedone del bianco · g2 pedone del bianco · h2 pedone del bianco · a1 torre del bianco · c1 alfiere del bianco · d1 donna del bianco · f1 torre del bianco · g1 re del bianco \| a8 torre del nero · d8 donna del nero · e8 re del nero · h8 torre del nero · a7 pedone del nero · c7 pedone del nero · d7 alfiere del nero · e7 alfiere del nero · f7 pedone del nero · g7 pedone del nero · h7 pedone del nero · c6 pedone del nero · d6 pedone del nero · f6 cavallo del nero · d4 cavallo del bianco · e4 pedone del bianco · c3 cavallo del bianco · a2 pedone del bianco · b2 pedone del bianco · c2 pedone del bianco · f2 pedone del bianco · g2 pedone del bianco · h2 pedone del bianco · a1 torre del bianco · c1 alfiere del bianco · d1 donna del bianco · f1 torre del bianco · g1 re del bianco \| 5 \| \| 4 \| a8 torre del nero · d8 donna del nero · e8 re del nero · h8 torre del nero · a7 pedone del nero · c7 pedone del nero · d7 alfiere del nero · e7 alfiere del nero · f7 pedone del nero · g7 pedone del nero · h7 pedone del nero · c6 pedone del nero · d6 pedone del nero · f6 cavallo del nero · d4 cavallo del bianco · e4 pedone del bianco · c3 cavallo del bianco · a2 pedone del bianco · b2 pedone del bianco · c2 pedone del bianco · f2 pedone del bianco · g2 pedone del bianco · h2 pedone del bianco · a1 torre del bianco · c1 alfiere del bianco · d1 donna del bianco · f1 torre del bianco · g1 re del bianco \| a8 torre del nero · d8 donna del nero · e8 re del nero · h8 torre del nero · a7 pedone del nero · c7 pedone del nero · d7 alfiere del nero · e7 alfiere del nero · f7 pedone del nero · g7 pedone del nero · h7 pedone del nero · c6 pedone del nero · d6 pedone del nero · f6 cavallo del nero · d4 cavallo del bianco · e4 pedone del bianco · c3 cavallo del bianco · a2 pedone del bianco · b2 pedone del bianco · c2 pedone del bianco · f2 pedone del bianco · g2 pedone del bianco · h2 pedone del bianco · a1 torre del bianco · c1 alfiere del bianco · d1 donna del bianco · f1 torre del bianco · g1 re del bianco \| a8 torre del nero · d8 donna del nero · e8 re del nero · h8 torre del nero · a7 pedone del nero · c7 pedone del nero · d7 alfiere del nero · e7 alfiere del nero · f7 pedone del nero · g7 pedone del nero · h7 pedone del nero · c6 pedone del nero · d6 pedone del nero · f6 cavallo del nero · d4 cavallo del bianco · e4 pedone del bianco · c3 cavallo del bianco · a2 pedone del bianco · b2 pedone del bianco · c2 pedone del bianco · f2 pedone del bianco · g2 pedone del bianco · h2 pedone del bianco · a1 torre del bianco · c1 alfiere del bianco · d1 donna del bianco · f1 torre del bianco · g1 re del bianco \| a8 torre del nero · d8 donna del nero · e8 re del nero · h8 torre del nero · a7 pedone del nero · c7 pedone del nero · d7 alfiere del nero · e7 alfiere del nero · f7 pedone del nero · g7 pedone del nero · h7 pedone del nero · c6 pedone del nero · d6 pedone del nero · f6 cavallo del nero · d4 cavallo del bianco · e4 pedone del bianco · c3 cavallo del bianco · a2 pedone del bianco · b2 pedone del bianco · c2 pedone del bianco · f2 pedone del bianco · g2 pedone del bianco · h2 pedone del bianco · a1 torre del bianco · c1 alfiere del bianco · d1 donna del bianco · f1 torre del bianco · g1 re del bianco \| a8 torre del nero · d8 donna del nero · e8 re del nero · h8 torre del nero · a7 pedone del nero · c7 pedone del nero · d7 alfiere del nero · e7 alfiere del nero · f7 pedone del nero · g7 pedone del nero · h7 pedone del nero · c6 pedone del nero · d6 pedone del nero · f6 cavallo del nero · d4 cavallo del bianco · e4 pedone del bianco · c3 cavallo del bianco · a2 pedone del bianco · b2 pedone del bianco · c2 pedone del bianco · f2 pedone del bianco · g2 pedone del bianco · h2 pedone del bianco · a1 torre del bianco · c1 alfiere del bianco · d1 donna del bianco · f1 torre del bianco · g1 re del bianco \| a8 torre del nero · d8 donna del nero · e8 re del nero · h8 torre del nero · a7 pedone del nero · c7 pedone del nero · d7 alfiere del nero · e7 alfiere del nero · f7 pedone del nero · g7 pedone del nero · h7 pedone del nero · c6 pedone del nero · d6 pedone del nero · f6 cavallo del nero · d4 cavallo del bianco · e4 pedone del bianco · c3 cavallo del bianco · a2 pedone del bianco · b2 pedone del bianco · c2 pedone del bianco · f2 pedone del bianco · g2 pedone del bianco · h2 pedone del bianco · a1 torre del bianco · c1 alfiere del bianco · d1 donna del bianco · f1 torre del bianco · g1 re del bianco \| a8 torre del nero · d8 donna del nero · e8 re del nero · h8 torre del nero · a7 pedone del nero · c7 pedone del nero · d7 alfiere del nero · e7 alfiere del nero · f7 pedone del nero · g7 pedone del nero · h7 pedone del nero · c6 pedone del nero · d6 pedone del nero · f6 cavallo del nero · d4 cavallo del bianco · e4 pedone del bianco · c3 cavallo del bianco · a2 pedone del bianco · b2 pedone del bianco · c2 pedone del bianco · f2 pedone del bianco · g2 pedone del bianco · h2 pedone del bianco · a1 torre del bianco · c1 alfiere del bianco · d1 donna del bianco · f1 torre del bianco · g1 re del bianco \| a8 torre del nero · d8 donna del nero · e8 re del nero · h8 torre del nero · a7 pedone del nero · c7 pedone del nero · d7 alfiere del nero · e7 alfiere del nero · f7 pedone del nero · g7 pedone del nero · h7 pedone del nero · c6 pedone del nero · d6 pedone del nero · f6 cavallo del nero · d4 cavallo del bianco · e4 pedone del bianco · c3 cavallo del bianco · a2 pedone del bianco · b2 pedone del bianco · c2 pedone del bianco · f2 pedone del bianco · g2 pedone del bianco · h2 pedone del bianco · a1 torre del bianco · c1 alfiere del bianco · d1 donna del bianco · f1 torre del bianco · g1 re del bianco \| 4 \| \| 3 \| a8 torre del nero · d8 donna del nero · e8 re del nero · h8 torre del nero · a7 pedone del nero · c7 pedone del nero · d7 alfiere del nero · e7 alfiere del nero · f7 pedone del nero · g7 pedone del nero · h7 pedone del nero · c6 pedone del nero · d6 pedone del nero · f6 cavallo del nero · d4 cavallo del bianco · e4 pedone del bianco · c3 cavallo del bianco · a2 pedone del bianco · b2 pedone del bianco · c2 pedone del bianco · f2 pedone del bianco · g2 pedone del bianco · h2 pedone del bianco · a1 torre del bianco · c1 alfiere del bianco · d1 donna del bianco · f1 torre del bianco · g1 re del bianco \| a8 torre del nero · d8 donna del nero · e8 re del nero · h8 torre del nero · a7 pedone del nero · c7 pedone del nero · d7 alfiere del nero · e7 alfiere del nero · f7 pedone del nero · g7 pedone del nero · h7 pedone del nero · c6 pedone del nero · d6 pedone del nero · f6 cavallo del nero · d4 cavallo del bianco · e4 pedone del bianco · c3 cavallo del bianco · a2 pedone del bianco · b2 pedone del bianco · c2 pedone del bianco · f2 pedone del bianco · g2 pedone del bianco · h2 pedone del bianco · a1 torre del bianco · c1 alfiere del bianco · d1 donna del bianco · f1 torre del bianco · g1 re del bianco \| a8 torre del nero · d8 donna del nero · e8 re del nero · h8 torre del nero · a7 pedone del nero · c7 pedone del nero · d7 alfiere del nero · e7 alfiere del nero · f7 pedone del nero · g7 pedone del nero · h7 pedone del nero · c6 pedone del nero · d6 pedone del nero · f6 cavallo del nero · d4 cavallo del bianco · e4 pedone del bianco · c3 cavallo del bianco · a2 pedone del bianco · b2 pedone del bianco · c2 pedone del bianco · f2 pedone del bianco · g2 pedone del bianco · h2 pedone del bianco · a1 torre del bianco · c1 alfiere del bianco · d1 donna del bianco · f1 torre del bianco · g1 re del bianco \| a8 torre del nero · d8 donna del nero · e8 re del nero · h8 torre del nero · a7 pedone del nero · c7 pedone del nero · d7 alfiere del nero · e7 alfiere del nero · f7 pedone del nero · g7 pedone del nero · h7 pedone del nero · c6 pedone del nero · d6 pedone del nero · f6 cavallo del nero · d4 cavallo del bianco · e4 pedone del bianco · c3 cavallo del bianco · a2 pedone del bianco · b2 pedone del bianco · c2 pedone del bianco · f2 pedone del bianco · g2 pedone del bianco · h2 pedone del bianco · a1 torre del bianco · c1 alfiere del bianco · d1 donna del bianco · f1 torre del bianco · g1 re del bianco \| a8 torre del nero · d8 donna del nero · e8 re del nero · h8 torre del nero · a7 pedone del nero · c7 pedone del nero · d7 alfiere del nero · e7 alfiere del nero · f7 pedone del nero · g7 pedone del nero · h7 pedone del nero · c6 pedone del nero · d6 pedone del nero · f6 cavallo del nero · d4 cavallo del bianco · e4 pedone del bianco · c3 cavallo del bianco · a2 pedone del bianco · b2 pedone del bianco · c2 pedone del bianco · f2 pedone del bianco · g2 pedone del bianco · h2 pedone del bianco · a1 torre del bianco · c1 alfiere del bianco · d1 donna del bianco · f1 torre del bianco · g1 re del bianco \| a8 torre del nero · d8 donna del nero · e8 re del nero · h8 torre del nero · a7 pedone del nero · c7 pedone del nero · d7 alfiere del nero · e7 alfiere del nero · f7 pedone del nero · g7 pedone del nero · h7 pedone del nero · c6 pedone del nero · d6 pedone del nero · f6 cavallo del nero · d4 cavallo del bianco · e4 pedone del bianco · c3 cavallo del bianco · a2 pedone del bianco · b2 pedone del bianco · c2 pedone del bianco · f2 pedone del bianco · g2 pedone del bianco · h2 pedone del bianco · a1 torre del bianco · c1 alfiere del bianco · d1 donna del bianco · f1 torre del bianco · g1 re del bianco \| a8 torre del nero · d8 donna del nero · e8 re del nero · h8 torre del nero · a7 pedone del nero · c7 pedone del nero · d7 alfiere del nero · e7 alfiere del nero · f7 pedone del nero · g7 pedone del nero · h7 pedone del nero · c6 pedone del nero · d6 pedone del nero · f6 cavallo del nero · d4 cavallo del bianco · e4 pedone del bianco · c3 cavallo del bianco · a2 pedone del bianco · b2 pedone del bianco · c2 pedone del bianco · f2 pedone del bianco · g2 pedone del bianco · h2 pedone del bianco · a1 torre del bianco · c1 alfiere del bianco · d1 donna del bianco · f1 torre del bianco · g1 re del bianco \| a8 torre del nero · d8 donna del nero · e8 re del nero · h8 torre del nero · a7 pedone del nero · c7 pedone del nero · d7 alfiere del nero · e7 alfiere del nero · f7 pedone del nero · g7 pedone del nero · h7 pedone del nero · c6 pedone del nero · d6 pedone del nero · f6 cavallo del nero · d4 cavallo del bianco · e4 pedone del bianco · c3 cavallo del bianco · a2 pedone del bianco · b2 pedone del bianco · c2 pedone del bianco · f2 pedone del bianco · g2 pedone del bianco · h2 pedone del bianco · a1 torre del bianco · c1 alfiere del bianco · d1 donna del bianco · f1 torre del bianco · g1 re del bianco \| 3 \| \| 2 \| a8 torre del nero · d8 donna del nero · e8 re del nero · h8 torre del nero · a7 pedone del nero · c7 pedone del nero · d7 alfiere del nero · e7 alfiere del nero · f7 pedone del nero · g7 pedone del nero · h7 pedone del nero · c6 pedone del nero · d6 pedone del nero · f6 cavallo del nero · d4 cavallo del bianco · e4 pedone del bianco · c3 cavallo del bianco · a2 pedone del bianco · b2 pedone del bianco · c2 pedone del bianco · f2 pedone del bianco · g2 pedone del bianco · h2 pedone del bianco · a1 torre del bianco · c1 alfiere del bianco · d1 donna del bianco · f1 torre del bianco · g1 re del bianco \| a8 torre del nero · d8 donna del nero · e8 re del nero · h8 torre del nero · a7 pedone del nero · c7 pedone del nero · d7 alfiere del nero · e7 alfiere del nero · f7 pedone del nero · g7 pedone del nero · h7 pedone del nero · c6 pedone del nero · d6 pedone del nero · f6 cavallo del nero · d4 cavallo del bianco · e4 pedone del bianco · c3 cavallo del bianco · a2 pedone del bianco · b2 pedone del bianco · c2 pedone del bianco · f2 pedone del bianco · g2 pedone del bianco · h2 pedone del bianco · a1 torre del bianco · c1 alfiere del bianco · d1 donna del bianco · f1 torre del bianco · g1 re del bianco \| a8 torre del nero · d8 donna del nero · e8 re del nero · h8 torre del nero · a7 pedone del nero · c7 pedone del nero · d7 alfiere del nero · e7 alfiere del nero · f7 pedone del nero · g7 pedone del nero · h7 pedone del nero · c6 pedone del nero · d6 pedone del nero · f6 cavallo del nero · d4 cavallo del bianco · e4 pedone del bianco · c3 cavallo del bianco · a2 pedone del bianco · b2 pedone del bianco · c2 pedone del bianco · f2 pedone del bianco · g2 pedone del bianco · h2 pedone del bianco · a1 torre del bianco · c1 alfiere del bianco · d1 donna del bianco · f1 torre del bianco · g1 re del bianco \| a8 torre del nero · d8 donna del nero · e8 re del nero · h8 torre del nero · a7 pedone del nero · c7 pedone del nero · d7 alfiere del nero · e7 alfiere del nero · f7 pedone del nero · g7 pedone del nero · h7 pedone del nero · c6 pedone del nero · d6 pedone del nero · f6 cavallo del nero · d4 cavallo del bianco · e4 pedone del bianco · c3 cavallo del bianco · a2 pedone del bianco · b2 pedone del bianco · c2 pedone del bianco · f2 pedone del bianco · g2 pedone del bianco · h2 pedone del bianco · a1 torre del bianco · c1 alfiere del bianco · d1 donna del bianco · f1 torre del bianco · g1 re del bianco \| a8 torre del nero · d8 donna del nero · e8 re del nero · h8 torre del nero · a7 pedone del nero · c7 pedone del nero · d7 alfiere del nero · e7 alfiere del nero · f7 pedone del nero · g7 pedone del nero · h7 pedone del nero · c6 pedone del nero · d6 pedone del nero · f6 cavallo del nero · d4 cavallo del bianco · e4 pedone del bianco · c3 cavallo del bianco · a2 pedone del bianco · b2 pedone del bianco · c2 pedone del bianco · f2 pedone del bianco · g2 pedone del bianco · h2 pedone del bianco · a1 torre del bianco · c1 alfiere del bianco · d1 donna del bianco · f1 torre del bianco · g1 re del bianco \| a8 torre del nero · d8 donna del nero · e8 re del nero · h8 torre del nero · a7 pedone del nero · c7 pedone del nero · d7 alfiere del nero · e7 alfiere del nero · f7 pedone del nero · g7 pedone del nero · h7 pedone del nero · c6 pedone del nero · d6 pedone del nero · f6 cavallo del nero · d4 cavallo del bianco · e4 pedone del bianco · c3 cavallo del bianco · a2 pedone del bianco · b2 pedone del bianco · c2 pedone del bianco · f2 pedone del bianco · g2 pedone del bianco · h2 pedone del bianco · a1 torre del bianco · c1 alfiere del bianco · d1 donna del bianco · f1 torre del bianco · g1 re del bianco \| a8 torre del nero · d8 donna del nero · e8 re del nero · h8 torre del nero · a7 pedone del nero · c7 pedone del nero · d7 alfiere del nero · e7 alfiere del nero · f7 pedone del nero · g7 pedone del nero · h7 pedone del nero · c6 pedone del nero · d6 pedone del nero · f6 cavallo del nero · d4 cavallo del bianco · e4 pedone del bianco · c3 cavallo del bianco · a2 pedone del bianco · b2 pedone del bianco · c2 pedone del bianco · f2 pedone del bianco · g2 pedone del bianco · h2 pedone del bianco · a1 torre del bianco · c1 alfiere del bianco · d1 donna del bianco · f1 torre del bianco · g1 re del bianco \| a8 torre del nero · d8 donna del nero · e8 re del nero · h8 torre del nero · a7 pedone del nero · c7 pedone del nero · d7 alfiere del nero · e7 alfiere del nero · f7 pedone del nero · g7 pedone del nero · h7 pedone del nero · c6 pedone del nero · d6 pedone del nero · f6 cavallo del nero · d4 cavallo del bianco · e4 pedone del bianco · c3 cavallo del bianco · a2 pedone del bianco · b2 pedone del bianco · c2 pedone del bianco · f2 pedone del bianco · g2 pedone del bianco · h2 pedone del bianco · a1 torre del bianco · c1 alfiere del bianco · d1 donna del bianco · f1 torre del bianco · g1 re del bianco \| 2 \| \| 1 \| a8 torre del nero · d8 donna del nero · e8 re del nero · h8 torre del nero · a7 pedone del nero · c7 pedone del nero · d7 alfiere del nero · e7 alfiere del nero · f7 pedone del nero · g7 pedone del nero · h7 pedone del nero · c6 pedone del nero · d6 pedone del nero · f6 cavallo del nero · d4 cavallo del bianco · e4 pedone del bianco · c3 cavallo del bianco · a2 pedone del bianco · b2 pedone del bianco · c2 pedone del bianco · f2 pedone del bianco · g2 pedone del bianco · h2 pedone del bianco · a1 torre del bianco · c1 alfiere del bianco · d1 donna del bianco · f1 torre del bianco · g1 re del bianco \| a8 torre del nero · d8 donna del nero · e8 re del nero · h8 torre del nero · a7 pedone del nero · c7 pedone del nero · d7 alfiere del nero · e7 alfiere del nero · f7 pedone del nero · g7 pedone del nero · h7 pedone del nero · c6 pedone del nero · d6 pedone del nero · f6 cavallo del nero · d4 cavallo del bianco · e4 pedone del bianco · c3 cavallo del bianco · a2 pedone del bianco · b2 pedone del bianco · c2 pedone del bianco · f2 pedone del bianco · g2 pedone del bianco · h2 pedone del bianco · a1 torre del bianco · c1 alfiere del bianco · d1 donna del bianco · f1 torre del bianco · g1 re del bianco \| a8 torre del nero · d8 donna del nero · e8 re del nero · h8 torre del nero · a7 pedone del nero · c7 pedone del nero · d7 alfiere del nero · e7 alfiere del nero · f7 pedone del nero · g7 pedone del nero · h7 pedone del nero · c6 pedone del nero · d6 pedone del nero · f6 cavallo del nero · d4 cavallo del bianco · e4 pedone del bianco · c3 cavallo del bianco · a2 pedone del bianco · b2 pedone del bianco · c2 pedone del bianco · f2 pedone del bianco · g2 pedone del bianco · h2 pedone del bianco · a1 torre del bianco · c1 alfiere del bianco · d1 donna del bianco · f1 torre del bianco · g1 re del bianco \| a8 torre del nero · d8 donna del nero · e8 re del nero · h8 torre del nero · a7 pedone del nero · c7 pedone del nero · d7 alfiere del nero · e7 alfiere del nero · f7 pedone del nero · g7 pedone del nero · h7 pedone del nero · c6 pedone del nero · d6 pedone del nero · f6 cavallo del nero · d4 cavallo del bianco · e4 pedone del bianco · c3 cavallo del bianco · a2 pedone del bianco · b2 pedone del bianco · c2 pedone del bianco · f2 pedone del bianco · g2 pedone del bianco · h2 pedone del bianco · a1 torre del bianco · c1 alfiere del bianco · d1 donna del bianco · f1 torre del bianco · g1 re del bianco \| a8 torre del nero · d8 donna del nero · e8 re del nero · h8 torre del nero · a7 pedone del nero · c7 pedone del nero · d7 alfiere del nero · e7 alfiere del nero · f7 pedone del nero · g7 pedone del nero · h7 pedone del nero · c6 pedone del nero · d6 pedone del nero · f6 cavallo del nero · d4 cavallo del bianco · e4 pedone del bianco · c3 cavallo del bianco · a2 pedone del bianco · b2 pedone del bianco · c2 pedone del bianco · f2 pedone del bianco · g2 pedone del bianco · h2 pedone del bianco · a1 torre del bianco · c1 alfiere del bianco · d1 donna del bianco · f1 torre del bianco · g1 re del bianco \| a8 torre del nero · d8 donna del nero · e8 re del nero · h8 torre del nero · a7 pedone del nero · c7 pedone del nero · d7 alfiere del nero · e7 alfiere del nero · f7 pedone del nero · g7 pedone del nero · h7 pedone del nero · c6 pedone del nero · d6 pedone del nero · f6 cavallo del nero · d4 cavallo del bianco · e4 pedone del bianco · c3 cavallo del bianco · a2 pedone del bianco · b2 pedone del bianco · c2 pedone del bianco · f2 pedone del bianco · g2 pedone del bianco · h2 pedone del bianco · a1 torre del bianco · c1 alfiere del bianco · d1 donna del bianco · f1 torre del bianco · g1 re del bianco \| a8 torre del nero · d8 donna del nero · e8 re del nero · h8 torre del nero · a7 pedone del nero · c7 pedone del nero · d7 alfiere del nero · e7 alfiere del nero · f7 pedone del nero · g7 pedone del nero · h7 pedone del nero · c6 pedone del nero · d6 pedone del nero · f6 cavallo del nero · d4 cavallo del bianco · e4 pedone del bianco · c3 cavallo del bianco · a2 pedone del bianco · b2 pedone del bianco · c2 pedone del bianco · f2 pedone del bianco · g2 pedone del bianco · h2 pedone del bianco · a1 torre del bianco · c1 alfiere del bianco · d1 donna del bianco · f1 torre del bianco · g1 re del bianco \| a8 torre del nero · d8 donna del nero · e8 re del nero · h8 torre del nero · a7 pedone del nero · c7 pedone del nero · d7 alfiere del nero · e7 alfiere del nero · f7 pedone del nero · g7 pedone del nero · h7 pedone del nero · c6 pedone del nero · d6 pedone del nero · f6 cavallo del nero · d4 cavallo del bianco · e4 pedone del bianco · c3 cavallo del bianco · a2 pedone del bianco · b2 pedone del bianco · c2 pedone del bianco · f2 pedone del bianco · g2 pedone del bianco · h2 pedone del bianco · a1 torre del bianco · c1 alfiere del bianco · d1 donna del bianco · f1 torre del bianco · g1 re del bianco \| 1 \| \| \| a \| b \| c \| d \| e \| f \| g \| h \| \|Posizione dopo 8…Ad7 | | | | | | | | |   |
| | a | b | c | d | e | f | g | h |   |
| 8 | a8 torre del nero · d8 donna del nero · e8 re del nero · h8 torre del nero · a7 pedone del nero · c7 pedone del nero · d7 alfiere del nero · e7 alfiere del nero · f7 pedone del nero · g7 pedone del nero · h7 pedone del nero · c6 pedone del nero · d6 pedone del nero · f6 cavallo del nero · d4 cavallo del bianco · e4 pedone del bianco · c3 cavallo del bianco · a2 pedone del bianco · b2 pedone del bianco · c2 pedone del bianco · f2 pedone del bianco · g2 pedone del bianco · h2 pedone del bianco · a1 torre del bianco · c1 alfiere del bianco · d1 donna del bianco · f1 torre del bianco · g1 re del bianco | a8 torre del nero · d8 donna del nero · e8 re del nero · h8 torre del nero · a7 pedone del nero · c7 pedone del nero · d7 alfiere del nero · e7 alfiere del nero · f7 pedone del nero · g7 pedone del nero · h7 pedone del nero · c6 pedone del nero · d6 pedone del nero · f6 cavallo del nero · d4 cavallo del bianco · e4 pedone del bianco · c3 cavallo del bianco · a2 pedone del bianco · b2 pedone del bianco · c2 pedone del bianco · f2 pedone del bianco · g2 pedone del bianco · h2 pedone del bianco · a1 torre del bianco · c1 alfiere del bianco · d1 donna del bianco · f1 torre del bianco · g1 re del bianco | a8 torre del nero · d8 donna del nero · e8 re del nero · h8 torre del nero · a7 pedone del nero · c7 pedone del nero · d7 alfiere del nero · e7 alfiere del nero · f7 pedone del nero · g7 pedone del nero · h7 pedone del nero · c6 pedone del nero · d6 pedone del nero · f6 cavallo del nero · d4 cavallo del bianco · e4 pedone del bianco · c3 cavallo del bianco · a2 pedone del bianco · b2 pedone del bianco · c2 pedone del bianco · f2 pedone del bianco · g2 pedone del bianco · h2 pedone del bianco · a1 torre del bianco · c1 alfiere del bianco · d1 donna del bianco · f1 torre del bianco · g1 re del bianco | a8 torre del nero · d8 donna del nero · e8 re del nero · h8 torre del nero · a7 pedone del nero · c7 pedone del nero · d7 alfiere del nero · e7 alfiere del nero · f7 pedone del nero · g7 pedone del nero · h7 pedone del nero · c6 pedone del nero · d6 pedone del nero · f6 cavallo del nero · d4 cavallo del bianco · e4 pedone del bianco · c3 cavallo del bianco · a2 pedone del bianco · b2 pedone del bianco · c2 pedone del bianco · f2 pedone del bianco · g2 pedone del bianco · h2 pedone del bianco · a1 torre del bianco · c1 alfiere del bianco · d1 donna del bianco · f1 torre del bianco · g1 re del bianco | a8 torre del nero · d8 donna del nero · e8 re del nero · h8 torre del nero · a7 pedone del nero · c7 pedone del nero · d7 alfiere del nero · e7 alfiere del nero · f7 pedone del nero · g7 pedone del nero · h7 pedone del nero · c6 pedone del nero · d6 pedone del nero · f6 cavallo del nero · d4 cavallo del bianco · e4 pedone del bianco · c3 cavallo del bianco · a2 pedone del bianco · b2 pedone del bianco · c2 pedone del bianco · f2 pedone del bianco · g2 pedone del bianco · h2 pedone del bianco · a1 torre del bianco · c1 alfiere del bianco · d1 donna del bianco · f1 torre del bianco · g1 re del bianco | a8 torre del nero · d8 donna del nero · e8 re del nero · h8 torre del nero · a7 pedone del nero · c7 pedone del nero · d7 alfiere del nero · e7 alfiere del nero · f7 pedone del nero · g7 pedone del nero · h7 pedone del nero · c6 pedone del nero · d6 pedone del nero · f6 cavallo del nero · d4 cavallo del bianco · e4 pedone del bianco · c3 cavallo del bianco · a2 pedone del bianco · b2 pedone del bianco · c2 pedone del bianco · f2 pedone del bianco · g2 pedone del bianco · h2 pedone del bianco · a1 torre del bianco · c1 alfiere del bianco · d1 donna del bianco · f1 torre del bianco · g1 re del bianco | a8 torre del nero · d8 donna del nero · e8 re del nero · h8 torre del nero · a7 pedone del nero · c7 pedone del nero · d7 alfiere del nero · e7 alfiere del nero · f7 pedone del nero · g7 pedone del nero · h7 pedone del nero · c6 pedone del nero · d6 pedone del nero · f6 cavallo del nero · d4 cavallo del bianco · e4 pedone del bianco · c3 cavallo del bianco · a2 pedone del bianco · b2 pedone del bianco · c2 pedone del bianco · f2 pedone del bianco · g2 pedone del bianco · h2 pedone del bianco · a1 torre del bianco · c1 alfiere del bianco · d1 donna del bianco · f1 torre del bianco · g1 re del bianco | a8 torre del nero · d8 donna del nero · e8 re del nero · h8 torre del nero · a7 pedone del nero · c7 pedone del nero · d7 alfiere del nero · e7 alfiere del nero · f7 pedone del nero · g7 pedone del nero · h7 pedone del nero · c6 pedone del nero · d6 pedone del nero · f6 cavallo del nero · d4 cavallo del bianco · e4 pedone del bianco · c3 cavallo del bianco · a2 pedone del bianco · b2 pedone del bianco · c2 pedone del bianco · f2 pedone del bianco · g2 pedone del bianco · h2 pedone del bianco · a1 torre del bianco · c1 alfiere del bianco · d1 donna del bianco · f1 torre del bianco · g1 re del bianco | 8 |
| 7 | a8 torre del nero · d8 donna del nero · e8 re del nero · h8 torre del nero · a7 pedone del nero · c7 pedone del nero · d7 alfiere del nero · e7 alfiere del nero · f7 pedone del nero · g7 pedone del nero · h7 pedone del nero · c6 pedone del nero · d6 pedone del nero · f6 cavallo del nero · d4 cavallo del bianco · e4 pedone del bianco · c3 cavallo del bianco · a2 pedone del bianco · b2 pedone del bianco · c2 pedone del bianco · f2 pedone del bianco · g2 pedone del bianco · h2 pedone del bianco · a1 torre del bianco · c1 alfiere del bianco · d1 donna del bianco · f1 torre del bianco · g1 re del bianco | a8 torre del nero · d8 donna del nero · e8 re del nero · h8 torre del nero · a7 pedone del nero · c7 pedone del nero · d7 alfiere del nero · e7 alfiere del nero · f7 pedone del nero · g7 pedone del nero · h7 pedone del nero · c6 pedone del nero · d6 pedone del nero · f6 cavallo del nero · d4 cavallo del bianco · e4 pedone del bianco · c3 cavallo del bianco · a2 pedone del bianco · b2 pedone del bianco · c2 pedone del bianco · f2 pedone del bianco · g2 pedone del bianco · h2 pedone del bianco · a1 torre del bianco · c1 alfiere del bianco · d1 donna del bianco · f1 torre del bianco · g1 re del bianco | a8 torre del nero · d8 donna del nero · e8 re del nero · h8 torre del nero · a7 pedone del nero · c7 pedone del nero · d7 alfiere del nero · e7 alfiere del nero · f7 pedone del nero · g7 pedone del nero · h7 pedone del nero · c6 pedone del nero · d6 pedone del nero · f6 cavallo del nero · d4 cavallo del bianco · e4 pedone del bianco · c3 cavallo del bianco · a2 pedone del bianco · b2 pedone del bianco · c2 pedone del bianco · f2 pedone del bianco · g2 pedone del bianco · h2 pedone del bianco · a1 torre del bianco · c1 alfiere del bianco · d1 donna del bianco · f1 torre del bianco · g1 re del bianco | a8 torre del nero · d8 donna del nero · e8 re del nero · h8 torre del nero · a7 pedone del nero · c7 pedone del nero · d7 alfiere del nero · e7 alfiere del nero · f7 pedone del nero · g7 pedone del nero · h7 pedone del nero · c6 pedone del nero · d6 pedone del nero · f6 cavallo del nero · d4 cavallo del bianco · e4 pedone del bianco · c3 cavallo del bianco · a2 pedone del bianco · b2 pedone del bianco · c2 pedone del bianco · f2 pedone del bianco · g2 pedone del bianco · h2 pedone del bianco · a1 torre del bianco · c1 alfiere del bianco · d1 donna del bianco · f1 torre del bianco · g1 re del bianco | a8 torre del nero · d8 donna del nero · e8 re del nero · h8 torre del nero · a7 pedone del nero · c7 pedone del nero · d7 alfiere del nero · e7 alfiere del nero · f7 pedone del nero · g7 pedone del nero · h7 pedone del nero · c6 pedone del nero · d6 pedone del nero · f6 cavallo del nero · d4 cavallo del bianco · e4 pedone del bianco · c3 cavallo del bianco · a2 pedone del bianco · b2 pedone del bianco · c2 pedone del bianco · f2 pedone del bianco · g2 pedone del bianco · h2 pedone del bianco · a1 torre del bianco · c1 alfiere del bianco · d1 donna del bianco · f1 torre del bianco · g1 re del bianco | a8 torre del nero · d8 donna del nero · e8 re del nero · h8 torre del nero · a7 pedone del nero · c7 pedone del nero · d7 alfiere del nero · e7 alfiere del nero · f7 pedone del nero · g7 pedone del nero · h7 pedone del nero · c6 pedone del nero · d6 pedone del nero · f6 cavallo del nero · d4 cavallo del bianco · e4 pedone del bianco · c3 cavallo del bianco · a2 pedone del bianco · b2 pedone del bianco · c2 pedone del bianco · f2 pedone del bianco · g2 pedone del bianco · h2 pedone del bianco · a1 torre del bianco · c1 alfiere del bianco · d1 donna del bianco · f1 torre del bianco · g1 re del bianco | a8 torre del nero · d8 donna del nero · e8 re del nero · h8 torre del nero · a7 pedone del nero · c7 pedone del nero · d7 alfiere del nero · e7 alfiere del nero · f7 pedone del nero · g7 pedone del nero · h7 pedone del nero · c6 pedone del nero · d6 pedone del nero · f6 cavallo del nero · d4 cavallo del bianco · e4 pedone del bianco · c3 cavallo del bianco · a2 pedone del bianco · b2 pedone del bianco · c2 pedone del bianco · f2 pedone del bianco · g2 pedone del bianco · h2 pedone del bianco · a1 torre del bianco · c1 alfiere del bianco · d1 donna del bianco · f1 torre del bianco · g1 re del bianco | a8 torre del nero · d8 donna del nero · e8 re del nero · h8 torre del nero · a7 pedone del nero · c7 pedone del nero · d7 alfiere del nero · e7 alfiere del nero · f7 pedone del nero · g7 pedone del nero · h7 pedone del nero · c6 pedone del nero · d6 pedone del nero · f6 cavallo del nero · d4 cavallo del bianco · e4 pedone del bianco · c3 cavallo del bianco · a2 pedone del bianco · b2 pedone del bianco · c2 pedone del bianco · f2 pedone del bianco · g2 pedone del bianco · h2 pedone del bianco · a1 torre del bianco · c1 alfiere del bianco · d1 donna del bianco · f1 torre del bianco · g1 re del bianco | 7 |
| 6 | a8 torre del nero · d8 donna del nero · e8 re del nero · h8 torre del nero · a7 pedone del nero · c7 pedone del nero · d7 alfiere del nero · e7 alfiere del nero · f7 pedone del nero · g7 pedone del nero · h7 pedone del nero · c6 pedone del nero · d6 pedone del nero · f6 cavallo del nero · d4 cavallo del bianco · e4 pedone del bianco · c3 cavallo del bianco · a2 pedone del bianco · b2 pedone del bianco · c2 pedone del bianco · f2 pedone del bianco · g2 pedone del bianco · h2 pedone del bianco · a1 torre del bianco · c1 alfiere del bianco · d1 donna del bianco · f1 torre del bianco · g1 re del bianco | a8 torre del nero · d8 donna del nero · e8 re del nero · h8 torre del nero · a7 pedone del nero · c7 pedone del nero · d7 alfiere del nero · e7 alfiere del nero · f7 pedone del nero · g7 pedone del nero · h7 pedone del nero · c6 pedone del nero · d6 pedone del nero · f6 cavallo del nero · d4 cavallo del bianco · e4 pedone del bianco · c3 cavallo del bianco · a2 pedone del bianco · b2 pedone del bianco · c2 pedone del bianco · f2 pedone del bianco · g2 pedone del bianco · h2 pedone del bianco · a1 torre del bianco · c1 alfiere del bianco · d1 donna del bianco · f1 torre del bianco · g1 re del bianco | a8 torre del nero · d8 donna del nero · e8 re del nero · h8 torre del nero · a7 pedone del nero · c7 pedone del nero · d7 alfiere del nero · e7 alfiere del nero · f7 pedone del nero · g7 pedone del nero · h7 pedone del nero · c6 pedone del nero · d6 pedone del nero · f6 cavallo del nero · d4 cavallo del bianco · e4 pedone del bianco · c3 cavallo del bianco · a2 pedone del bianco · b2 pedone del bianco · c2 pedone del bianco · f2 pedone del bianco · g2 pedone del bianco · h2 pedone del bianco · a1 torre del bianco · c1 alfiere del bianco · d1 donna del bianco · f1 torre del bianco · g1 re del bianco | a8 torre del nero · d8 donna del nero · e8 re del nero · h8 torre del nero · a7 pedone del nero · c7 pedone del nero · d7 alfiere del nero · e7 alfiere del nero · f7 pedone del nero · g7 pedone del nero · h7 pedone del nero · c6 pedone del nero · d6 pedone del nero · f6 cavallo del nero · d4 cavallo del bianco · e4 pedone del bianco · c3 cavallo del bianco · a2 pedone del bianco · b2 pedone del bianco · c2 pedone del bianco · f2 pedone del bianco · g2 pedone del bianco · h2 pedone del bianco · a1 torre del bianco · c1 alfiere del bianco · d1 donna del bianco · f1 torre del bianco · g1 re del bianco | a8 torre del nero · d8 donna del nero · e8 re del nero · h8 torre del nero · a7 pedone del nero · c7 pedone del nero · d7 alfiere del nero · e7 alfiere del nero · f7 pedone del nero · g7 pedone del nero · h7 pedone del nero · c6 pedone del nero · d6 pedone del nero · f6 cavallo del nero · d4 cavallo del bianco · e4 pedone del bianco · c3 cavallo del bianco · a2 pedone del bianco · b2 pedone del bianco · c2 pedone del bianco · f2 pedone del bianco · g2 pedone del bianco · h2 pedone del bianco · a1 torre del bianco · c1 alfiere del bianco · d1 donna del bianco · f1 torre del bianco · g1 re del bianco | a8 torre del nero · d8 donna del nero · e8 re del nero · h8 torre del nero · a7 pedone del nero · c7 pedone del nero · d7 alfiere del nero · e7 alfiere del nero · f7 pedone del nero · g7 pedone del nero · h7 pedone del nero · c6 pedone del nero · d6 pedone del nero · f6 cavallo del nero · d4 cavallo del bianco · e4 pedone del bianco · c3 cavallo del bianco · a2 pedone del bianco · b2 pedone del bianco · c2 pedone del bianco · f2 pedone del bianco · g2 pedone del bianco · h2 pedone del bianco · a1 torre del bianco · c1 alfiere del bianco · d1 donna del bianco · f1 torre del bianco · g1 re del bianco | a8 torre del nero · d8 donna del nero · e8 re del nero · h8 torre del nero · a7 pedone del nero · c7 pedone del nero · d7 alfiere del nero · e7 alfiere del nero · f7 pedone del nero · g7 pedone del nero · h7 pedone del nero · c6 pedone del nero · d6 pedone del nero · f6 cavallo del nero · d4 cavallo del bianco · e4 pedone del bianco · c3 cavallo del bianco · a2 pedone del bianco · b2 pedone del bianco · c2 pedone del bianco · f2 pedone del bianco · g2 pedone del bianco · h2 pedone del bianco · a1 torre del bianco · c1 alfiere del bianco · d1 donna del bianco · f1 torre del bianco · g1 re del bianco | a8 torre del nero · d8 donna del nero · e8 re del nero · h8 torre del nero · a7 pedone del nero · c7 pedone del nero · d7 alfiere del nero · e7 alfiere del nero · f7 pedone del nero · g7 pedone del nero · h7 pedone del nero · c6 pedone del nero · d6 pedone del nero · f6 cavallo del nero · d4 cavallo del bianco · e4 pedone del bianco · c3 cavallo del bianco · a2 pedone del bianco · b2 pedone del bianco · c2 pedone del bianco · f2 pedone del bianco · g2 pedone del bianco · h2 pedone del bianco · a1 torre del bianco · c1 alfiere del bianco · d1 donna del bianco · f1 torre del bianco · g1 re del bianco | 6 |
| 5 | a8 torre del nero · d8 donna del nero · e8 re del nero · h8 torre del nero · a7 pedone del nero · c7 pedone del nero · d7 alfiere del nero · e7 alfiere del nero · f7 pedone del nero · g7 pedone del nero · h7 pedone del nero · c6 pedone del nero · d6 pedone del nero · f6 cavallo del nero · d4 cavallo del bianco · e4 pedone del bianco · c3 cavallo del bianco · a2 pedone del bianco · b2 pedone del bianco · c2 pedone del bianco · f2 pedone del bianco · g2 pedone del bianco · h2 pedone del bianco · a1 torre del bianco · c1 alfiere del bianco · d1 donna del bianco · f1 torre del bianco · g1 re del bianco | a8 torre del nero · d8 donna del nero · e8 re del nero · h8 torre del nero · a7 pedone del nero · c7 pedone del nero · d7 alfiere del nero · e7 alfiere del nero · f7 pedone del nero · g7 pedone del nero · h7 pedone del nero · c6 pedone del nero · d6 pedone del nero · f6 cavallo del nero · d4 cavallo del bianco · e4 pedone del bianco · c3 cavallo del bianco · a2 pedone del bianco · b2 pedone del bianco · c2 pedone del bianco · f2 pedone del bianco · g2 pedone del bianco · h2 pedone del bianco · a1 torre del bianco · c1 alfiere del bianco · d1 donna del bianco · f1 torre del bianco · g1 re del bianco | a8 torre del nero · d8 donna del nero · e8 re del nero · h8 torre del nero · a7 pedone del nero · c7 pedone del nero · d7 alfiere del nero · e7 alfiere del nero · f7 pedone del nero · g7 pedone del nero · h7 pedone del nero · c6 pedone del nero · d6 pedone del nero · f6 cavallo del nero · d4 cavallo del bianco · e4 pedone del bianco · c3 cavallo del bianco · a2 pedone del bianco · b2 pedone del bianco · c2 pedone del bianco · f2 pedone del bianco · g2 pedone del bianco · h2 pedone del bianco · a1 torre del bianco · c1 alfiere del bianco · d1 donna del bianco · f1 torre del bianco · g1 re del bianco | a8 torre del nero · d8 donna del nero · e8 re del nero · h8 torre del nero · a7 pedone del nero · c7 pedone del nero · d7 alfiere del nero · e7 alfiere del nero · f7 pedone del nero · g7 pedone del nero · h7 pedone del nero · c6 pedone del nero · d6 pedone del nero · f6 cavallo del nero · d4 cavallo del bianco · e4 pedone del bianco · c3 cavallo del bianco · a2 pedone del bianco · b2 pedone del bianco · c2 pedone del bianco · f2 pedone del bianco · g2 pedone del bianco · h2 pedone del bianco · a1 torre del bianco · c1 alfiere del bianco · d1 donna del bianco · f1 torre del bianco · g1 re del bianco | a8 torre del nero · d8 donna del nero · e8 re del nero · h8 torre del nero · a7 pedone del nero · c7 pedone del nero · d7 alfiere del nero · e7 alfiere del nero · f7 pedone del nero · g7 pedone del nero · h7 pedone del nero · c6 pedone del nero · d6 pedone del nero · f6 cavallo del nero · d4 cavallo del bianco · e4 pedone del bianco · c3 cavallo del bianco · a2 pedone del bianco · b2 pedone del bianco · c2 pedone del bianco · f2 pedone del bianco · g2 pedone del bianco · h2 pedone del bianco · a1 torre del bianco · c1 alfiere del bianco · d1 donna del bianco · f1 torre del bianco · g1 re del bianco | a8 torre del nero · d8 donna del nero · e8 re del nero · h8 torre del nero · a7 pedone del nero · c7 pedone del nero · d7 alfiere del nero · e7 alfiere del nero · f7 pedone del nero · g7 pedone del nero · h7 pedone del nero · c6 pedone del nero · d6 pedone del nero · f6 cavallo del nero · d4 cavallo del bianco · e4 pedone del bianco · c3 cavallo del bianco · a2 pedone del bianco · b2 pedone del bianco · c2 pedone del bianco · f2 pedone del bianco · g2 pedone del bianco · h2 pedone del bianco · a1 torre del bianco · c1 alfiere del bianco · d1 donna del bianco · f1 torre del bianco · g1 re del bianco | a8 torre del nero · d8 donna del nero · e8 re del nero · h8 torre del nero · a7 pedone del nero · c7 pedone del nero · d7 alfiere del nero · e7 alfiere del nero · f7 pedone del nero · g7 pedone del nero · h7 pedone del nero · c6 pedone del nero · d6 pedone del nero · f6 cavallo del nero · d4 cavallo del bianco · e4 pedone del bianco · c3 cavallo del bianco · a2 pedone del bianco · b2 pedone del bianco · c2 pedone del bianco · f2 pedone del bianco · g2 pedone del bianco · h2 pedone del bianco · a1 torre del bianco · c1 alfiere del bianco · d1 donna del bianco · f1 torre del bianco · g1 re del bianco | a8 torre del nero · d8 donna del nero · e8 re del nero · h8 torre del nero · a7 pedone del nero · c7 pedone del nero · d7 alfiere del nero · e7 alfiere del nero · f7 pedone del nero · g7 pedone del nero · h7 pedone del nero · c6 pedone del nero · d6 pedone del nero · f6 cavallo del nero · d4 cavallo del bianco · e4 pedone del bianco · c3 cavallo del bianco · a2 pedone del bianco · b2 pedone del bianco · c2 pedone del bianco · f2 pedone del bianco · g2 pedone del bianco · h2 pedone del bianco · a1 torre del bianco · c1 alfiere del bianco · d1 donna del bianco · f1 torre del bianco · g1 re del bianco | 5 |
| 4 | a8 torre del nero · d8 donna del nero · e8 re del nero · h8 torre del nero · a7 pedone del nero · c7 pedone del nero · d7 alfiere del nero · e7 alfiere del nero · f7 pedone del nero · g7 pedone del nero · h7 pedone del nero · c6 pedone del nero · d6 pedone del nero · f6 cavallo del nero · d4 cavallo del bianco · e4 pedone del bianco · c3 cavallo del bianco · a2 pedone del bianco · b2 pedone del bianco · c2 pedone del bianco · f2 pedone del bianco · g2 pedone del bianco · h2 pedone del bianco · a1 torre del bianco · c1 alfiere del bianco · d1 donna del bianco · f1 torre del bianco · g1 re del bianco | a8 torre del nero · d8 donna del nero · e8 re del nero · h8 torre del nero · a7 pedone del nero · c7 pedone del nero · d7 alfiere del nero · e7 alfiere del nero · f7 pedone del nero · g7 pedone del nero · h7 pedone del nero · c6 pedone del nero · d6 pedone del nero · f6 cavallo del nero · d4 cavallo del bianco · e4 pedone del bianco · c3 cavallo del bianco · a2 pedone del bianco · b2 pedone del bianco · c2 pedone del bianco · f2 pedone del bianco · g2 pedone del bianco · h2 pedone del bianco · a1 torre del bianco · c1 alfiere del bianco · d1 donna del bianco · f1 torre del bianco · g1 re del bianco | a8 torre del nero · d8 donna del nero · e8 re del nero · h8 torre del nero · a7 pedone del nero · c7 pedone del nero · d7 alfiere del nero · e7 alfiere del nero · f7 pedone del nero · g7 pedone del nero · h7 pedone del nero · c6 pedone del nero · d6 pedone del nero · f6 cavallo del nero · d4 cavallo del bianco · e4 pedone del bianco · c3 cavallo del bianco · a2 pedone del bianco · b2 pedone del bianco · c2 pedone del bianco · f2 pedone del bianco · g2 pedone del bianco · h2 pedone del bianco · a1 torre del bianco · c1 alfiere del bianco · d1 donna del bianco · f1 torre del bianco · g1 re del bianco | a8 torre del nero · d8 donna del nero · e8 re del nero · h8 torre del nero · a7 pedone del nero · c7 pedone del nero · d7 alfiere del nero · e7 alfiere del nero · f7 pedone del nero · g7 pedone del nero · h7 pedone del nero · c6 pedone del nero · d6 pedone del nero · f6 cavallo del nero · d4 cavallo del bianco · e4 pedone del bianco · c3 cavallo del bianco · a2 pedone del bianco · b2 pedone del bianco · c2 pedone del bianco · f2 pedone del bianco · g2 pedone del bianco · h2 pedone del bianco · a1 torre del bianco · c1 alfiere del bianco · d1 donna del bianco · f1 torre del bianco · g1 re del bianco | a8 torre del nero · d8 donna del nero · e8 re del nero · h8 torre del nero · a7 pedone del nero · c7 pedone del nero · d7 alfiere del nero · e7 alfiere del nero · f7 pedone del nero · g7 pedone del nero · h7 pedone del nero · c6 pedone del nero · d6 pedone del nero · f6 cavallo del nero · d4 cavallo del bianco · e4 pedone del bianco · c3 cavallo del bianco · a2 pedone del bianco · b2 pedone del bianco · c2 pedone del bianco · f2 pedone del bianco · g2 pedone del bianco · h2 pedone del bianco · a1 torre del bianco · c1 alfiere del bianco · d1 donna del bianco · f1 torre del bianco · g1 re del bianco | a8 torre del nero · d8 donna del nero · e8 re del nero · h8 torre del nero · a7 pedone del nero · c7 pedone del nero · d7 alfiere del nero · e7 alfiere del nero · f7 pedone del nero · g7 pedone del nero · h7 pedone del nero · c6 pedone del nero · d6 pedone del nero · f6 cavallo del nero · d4 cavallo del bianco · e4 pedone del bianco · c3 cavallo del bianco · a2 pedone del bianco · b2 pedone del bianco · c2 pedone del bianco · f2 pedone del bianco · g2 pedone del bianco · h2 pedone del bianco · a1 torre del bianco · c1 alfiere del bianco · d1 donna del bianco · f1 torre del bianco · g1 re del bianco | a8 torre del nero · d8 donna del nero · e8 re del nero · h8 torre del nero · a7 pedone del nero · c7 pedone del nero · d7 alfiere del nero · e7 alfiere del nero · f7 pedone del nero · g7 pedone del nero · h7 pedone del nero · c6 pedone del nero · d6 pedone del nero · f6 cavallo del nero · d4 cavallo del bianco · e4 pedone del bianco · c3 cavallo del bianco · a2 pedone del bianco · b2 pedone del bianco · c2 pedone del bianco · f2 pedone del bianco · g2 pedone del bianco · h2 pedone del bianco · a1 torre del bianco · c1 alfiere del bianco · d1 donna del bianco · f1 torre del bianco · g1 re del bianco | a8 torre del nero · d8 donna del nero · e8 re del nero · h8 torre del nero · a7 pedone del nero · c7 pedone del nero · d7 alfiere del nero · e7 alfiere del nero · f7 pedone del nero · g7 pedone del nero · h7 pedone del nero · c6 pedone del nero · d6 pedone del nero · f6 cavallo del nero · d4 cavallo del bianco · e4 pedone del bianco · c3 cavallo del bianco · a2 pedone del bianco · b2 pedone del bianco · c2 pedone del bianco · f2 pedone del bianco · g2 pedone del bianco · h2 pedone del bianco · a1 torre del bianco · c1 alfiere del bianco · d1 donna del bianco · f1 torre del bianco · g1 re del bianco | 4 |
| 3 | a8 torre del nero · d8 donna del nero · e8 re del nero · h8 torre del nero · a7 pedone del nero · c7 pedone del nero · d7 alfiere del nero · e7 alfiere del nero · f7 pedone del nero · g7 pedone del nero · h7 pedone del nero · c6 pedone del nero · d6 pedone del nero · f6 cavallo del nero · d4 cavallo del bianco · e4 pedone del bianco · c3 cavallo del bianco · a2 pedone del bianco · b2 pedone del bianco · c2 pedone del bianco · f2 pedone del bianco · g2 pedone del bianco · h2 pedone del bianco · a1 torre del bianco · c1 alfiere del bianco · d1 donna del bianco · f1 torre del bianco · g1 re del bianco | a8 torre del nero · d8 donna del nero · e8 re del nero · h8 torre del nero · a7 pedone del nero · c7 pedone del nero · d7 alfiere del nero · e7 alfiere del nero · f7 pedone del nero · g7 pedone del nero · h7 pedone del nero · c6 pedone del nero · d6 pedone del nero · f6 cavallo del nero · d4 cavallo del bianco · e4 pedone del bianco · c3 cavallo del bianco · a2 pedone del bianco · b2 pedone del bianco · c2 pedone del bianco · f2 pedone del bianco · g2 pedone del bianco · h2 pedone del bianco · a1 torre del bianco · c1 alfiere del bianco · d1 donna del bianco · f1 torre del bianco · g1 re del bianco | a8 torre del nero · d8 donna del nero · e8 re del nero · h8 torre del nero · a7 pedone del nero · c7 pedone del nero · d7 alfiere del nero · e7 alfiere del nero · f7 pedone del nero · g7 pedone del nero · h7 pedone del nero · c6 pedone del nero · d6 pedone del nero · f6 cavallo del nero · d4 cavallo del bianco · e4 pedone del bianco · c3 cavallo del bianco · a2 pedone del bianco · b2 pedone del bianco · c2 pedone del bianco · f2 pedone del bianco · g2 pedone del bianco · h2 pedone del bianco · a1 torre del bianco · c1 alfiere del bianco · d1 donna del bianco · f1 torre del bianco · g1 re del bianco | a8 torre del nero · d8 donna del nero · e8 re del nero · h8 torre del nero · a7 pedone del nero · c7 pedone del nero · d7 alfiere del nero · e7 alfiere del nero · f7 pedone del nero · g7 pedone del nero · h7 pedone del nero · c6 pedone del nero · d6 pedone del nero · f6 cavallo del nero · d4 cavallo del bianco · e4 pedone del bianco · c3 cavallo del bianco · a2 pedone del bianco · b2 pedone del bianco · c2 pedone del bianco · f2 pedone del bianco · g2 pedone del bianco · h2 pedone del bianco · a1 torre del bianco · c1 alfiere del bianco · d1 donna del bianco · f1 torre del bianco · g1 re del bianco | a8 torre del nero · d8 donna del nero · e8 re del nero · h8 torre del nero · a7 pedone del nero · c7 pedone del nero · d7 alfiere del nero · e7 alfiere del nero · f7 pedone del nero · g7 pedone del nero · h7 pedone del nero · c6 pedone del nero · d6 pedone del nero · f6 cavallo del nero · d4 cavallo del bianco · e4 pedone del bianco · c3 cavallo del bianco · a2 pedone del bianco · b2 pedone del bianco · c2 pedone del bianco · f2 pedone del bianco · g2 pedone del bianco · h2 pedone del bianco · a1 torre del bianco · c1 alfiere del bianco · d1 donna del bianco · f1 torre del bianco · g1 re del bianco | a8 torre del nero · d8 donna del nero · e8 re del nero · h8 torre del nero · a7 pedone del nero · c7 pedone del nero · d7 alfiere del nero · e7 alfiere del nero · f7 pedone del nero · g7 pedone del nero · h7 pedone del nero · c6 pedone del nero · d6 pedone del nero · f6 cavallo del nero · d4 cavallo del bianco · e4 pedone del bianco · c3 cavallo del bianco · a2 pedone del bianco · b2 pedone del bianco · c2 pedone del bianco · f2 pedone del bianco · g2 pedone del bianco · h2 pedone del bianco · a1 torre del bianco · c1 alfiere del bianco · d1 donna del bianco · f1 torre del bianco · g1 re del bianco | a8 torre del nero · d8 donna del nero · e8 re del nero · h8 torre del nero · a7 pedone del nero · c7 pedone del nero · d7 alfiere del nero · e7 alfiere del nero · f7 pedone del nero · g7 pedone del nero · h7 pedone del nero · c6 pedone del nero · d6 pedone del nero · f6 cavallo del nero · d4 cavallo del bianco · e4 pedone del bianco · c3 cavallo del bianco · a2 pedone del bianco · b2 pedone del bianco · c2 pedone del bianco · f2 pedone del bianco · g2 pedone del bianco · h2 pedone del bianco · a1 torre del bianco · c1 alfiere del bianco · d1 donna del bianco · f1 torre del bianco · g1 re del bianco | a8 torre del nero · d8 donna del nero · e8 re del nero · h8 torre del nero · a7 pedone del nero · c7 pedone del nero · d7 alfiere del nero · e7 alfiere del nero · f7 pedone del nero · g7 pedone del nero · h7 pedone del nero · c6 pedone del nero · d6 pedone del nero · f6 cavallo del nero · d4 cavallo del bianco · e4 pedone del bianco · c3 cavallo del bianco · a2 pedone del bianco · b2 pedone del bianco · c2 pedone del bianco · f2 pedone del bianco · g2 pedone del bianco · h2 pedone del bianco · a1 torre del bianco · c1 alfiere del bianco · d1 donna del bianco · f1 torre del bianco · g1 re del bianco | 3 |
| 2 | a8 torre del nero · d8 donna del nero · e8 re del nero · h8 torre del nero · a7 pedone del nero · c7 pedone del nero · d7 alfiere del nero · e7 alfiere del nero · f7 pedone del nero · g7 pedone del nero · h7 pedone del nero · c6 pedone del nero · d6 pedone del nero · f6 cavallo del nero · d4 cavallo del bianco · e4 pedone del bianco · c3 cavallo del bianco · a2 pedone del bianco · b2 pedone del bianco · c2 pedone del bianco · f2 pedone del bianco · g2 pedone del bianco · h2 pedone del bianco · a1 torre del bianco · c1 alfiere del bianco · d1 donna del bianco · f1 torre del bianco · g1 re del bianco | a8 torre del nero · d8 donna del nero · e8 re del nero · h8 torre del nero · a7 pedone del nero · c7 pedone del nero · d7 alfiere del nero · e7 alfiere del nero · f7 pedone del nero · g7 pedone del nero · h7 pedone del nero · c6 pedone del nero · d6 pedone del nero · f6 cavallo del nero · d4 cavallo del bianco · e4 pedone del bianco · c3 cavallo del bianco · a2 pedone del bianco · b2 pedone del bianco · c2 pedone del bianco · f2 pedone del bianco · g2 pedone del bianco · h2 pedone del bianco · a1 torre del bianco · c1 alfiere del bianco · d1 donna del bianco · f1 torre del bianco · g1 re del bianco | a8 torre del nero · d8 donna del nero · e8 re del nero · h8 torre del nero · a7 pedone del nero · c7 pedone del nero · d7 alfiere del nero · e7 alfiere del nero · f7 pedone del nero · g7 pedone del nero · h7 pedone del nero · c6 pedone del nero · d6 pedone del nero · f6 cavallo del nero · d4 cavallo del bianco · e4 pedone del bianco · c3 cavallo del bianco · a2 pedone del bianco · b2 pedone del bianco · c2 pedone del bianco · f2 pedone del bianco · g2 pedone del bianco · h2 pedone del bianco · a1 torre del bianco · c1 alfiere del bianco · d1 donna del bianco · f1 torre del bianco · g1 re del bianco | a8 torre del nero · d8 donna del nero · e8 re del nero · h8 torre del nero · a7 pedone del nero · c7 pedone del nero · d7 alfiere del nero · e7 alfiere del nero · f7 pedone del nero · g7 pedone del nero · h7 pedone del nero · c6 pedone del nero · d6 pedone del nero · f6 cavallo del nero · d4 cavallo del bianco · e4 pedone del bianco · c3 cavallo del bianco · a2 pedone del bianco · b2 pedone del bianco · c2 pedone del bianco · f2 pedone del bianco · g2 pedone del bianco · h2 pedone del bianco · a1 torre del bianco · c1 alfiere del bianco · d1 donna del bianco · f1 torre del bianco · g1 re del bianco | a8 torre del nero · d8 donna del nero · e8 re del nero · h8 torre del nero · a7 pedone del nero · c7 pedone del nero · d7 alfiere del nero · e7 alfiere del nero · f7 pedone del nero · g7 pedone del nero · h7 pedone del nero · c6 pedone del nero · d6 pedone del nero · f6 cavallo del nero · d4 cavallo del bianco · e4 pedone del bianco · c3 cavallo del bianco · a2 pedone del bianco · b2 pedone del bianco · c2 pedone del bianco · f2 pedone del bianco · g2 pedone del bianco · h2 pedone del bianco · a1 torre del bianco · c1 alfiere del bianco · d1 donna del bianco · f1 torre del bianco · g1 re del bianco | a8 torre del nero · d8 donna del nero · e8 re del nero · h8 torre del nero · a7 pedone del nero · c7 pedone del nero · d7 alfiere del nero · e7 alfiere del nero · f7 pedone del nero · g7 pedone del nero · h7 pedone del nero · c6 pedone del nero · d6 pedone del nero · f6 cavallo del nero · d4 cavallo del bianco · e4 pedone del bianco · c3 cavallo del bianco · a2 pedone del bianco · b2 pedone del bianco · c2 pedone del bianco · f2 pedone del bianco · g2 pedone del bianco · h2 pedone del bianco · a1 torre del bianco · c1 alfiere del bianco · d1 donna del bianco · f1 torre del bianco · g1 re del bianco | a8 torre del nero · d8 donna del nero · e8 re del nero · h8 torre del nero · a7 pedone del nero · c7 pedone del nero · d7 alfiere del nero · e7 alfiere del nero · f7 pedone del nero · g7 pedone del nero · h7 pedone del nero · c6 pedone del nero · d6 pedone del nero · f6 cavallo del nero · d4 cavallo del bianco · e4 pedone del bianco · c3 cavallo del bianco · a2 pedone del bianco · b2 pedone del bianco · c2 pedone del bianco · f2 pedone del bianco · g2 pedone del bianco · h2 pedone del bianco · a1 torre del bianco · c1 alfiere del bianco · d1 donna del bianco · f1 torre del bianco · g1 re del bianco | a8 torre del nero · d8 donna del nero · e8 re del nero · h8 torre del nero · a7 pedone del nero · c7 pedone del nero · d7 alfiere del nero · e7 alfiere del nero · f7 pedone del nero · g7 pedone del nero · h7 pedone del nero · c6 pedone del nero · d6 pedone del nero · f6 cavallo del nero · d4 cavallo del bianco · e4 pedone del bianco · c3 cavallo del bianco · a2 pedone del bianco · b2 pedone del bianco · c2 pedone del bianco · f2 pedone del bianco · g2 pedone del bianco · h2 pedone del bianco · a1 torre del bianco · c1 alfiere del bianco · d1 donna del bianco · f1 torre del bianco · g1 re del bianco | 2 |
| 1 | a8 torre del nero · d8 donna del nero · e8 re del nero · h8 torre del nero · a7 pedone del nero · c7 pedone del nero · d7 alfiere del nero · e7 alfiere del nero · f7 pedone del nero · g7 pedone del nero · h7 pedone del nero · c6 pedone del nero · d6 pedone del nero · f6 cavallo del nero · d4 cavallo del bianco · e4 pedone del bianco · c3 cavallo del bianco · a2 pedone del bianco · b2 pedone del bianco · c2 pedone del bianco · f2 pedone del bianco · g2 pedone del bianco · h2 pedone del bianco · a1 torre del bianco · c1 alfiere del bianco · d1 donna del bianco · f1 torre del bianco · g1 re del bianco | a8 torre del nero · d8 donna del nero · e8 re del nero · h8 torre del nero · a7 pedone del nero · c7 pedone del nero · d7 alfiere del nero · e7 alfiere del nero · f7 pedone del nero · g7 pedone del nero · h7 pedone del nero · c6 pedone del nero · d6 pedone del nero · f6 cavallo del nero · d4 cavallo del bianco · e4 pedone del bianco · c3 cavallo del bianco · a2 pedone del bianco · b2 pedone del bianco · c2 pedone del bianco · f2 pedone del bianco · g2 pedone del bianco · h2 pedone del bianco · a1 torre del bianco · c1 alfiere del bianco · d1 donna del bianco · f1 torre del bianco · g1 re del bianco | a8 torre del nero · d8 donna del nero · e8 re del nero · h8 torre del nero · a7 pedone del nero · c7 pedone del nero · d7 alfiere del nero · e7 alfiere del nero · f7 pedone del nero · g7 pedone del nero · h7 pedone del nero · c6 pedone del nero · d6 pedone del nero · f6 cavallo del nero · d4 cavallo del bianco · e4 pedone del bianco · c3 cavallo del bianco · a2 pedone del bianco · b2 pedone del bianco · c2 pedone del bianco · f2 pedone del bianco · g2 pedone del bianco · h2 pedone del bianco · a1 torre del bianco · c1 alfiere del bianco · d1 donna del bianco · f1 torre del bianco · g1 re del bianco | a8 torre del nero · d8 donna del nero · e8 re del nero · h8 torre del nero · a7 pedone del nero · c7 pedone del nero · d7 alfiere del nero · e7 alfiere del nero · f7 pedone del nero · g7 pedone del nero · h7 pedone del nero · c6 pedone del nero · d6 pedone del nero · f6 cavallo del nero · d4 cavallo del bianco · e4 pedone del bianco · c3 cavallo del bianco · a2 pedone del bianco · b2 pedone del bianco · c2 pedone del bianco · f2 pedone del bianco · g2 pedone del bianco · h2 pedone del bianco · a1 torre del bianco · c1 alfiere del bianco · d1 donna del bianco · f1 torre del bianco · g1 re del bianco | a8 torre del nero · d8 donna del nero · e8 re del nero · h8 torre del nero · a7 pedone del nero · c7 pedone del nero · d7 alfiere del nero · e7 alfiere del nero · f7 pedone del nero · g7 pedone del nero · h7 pedone del nero · c6 pedone del nero · d6 pedone del nero · f6 cavallo del nero · d4 cavallo del bianco · e4 pedone del bianco · c3 cavallo del bianco · a2 pedone del bianco · b2 pedone del bianco · c2 pedone del bianco · f2 pedone del bianco · g2 pedone del bianco · h2 pedone del bianco · a1 torre del bianco · c1 alfiere del bianco · d1 donna del bianco · f1 torre del bianco · g1 re del bianco | a8 torre del nero · d8 donna del nero · e8 re del nero · h8 torre del nero · a7 pedone del nero · c7 pedone del nero · d7 alfiere del nero · e7 alfiere del nero · f7 pedone del nero · g7 pedone del nero · h7 pedone del nero · c6 pedone del nero · d6 pedone del nero · f6 cavallo del nero · d4 cavallo del bianco · e4 pedone del bianco · c3 cavallo del bianco · a2 pedone del bianco · b2 pedone del bianco · c2 pedone del bianco · f2 pedone del bianco · g2 pedone del bianco · h2 pedone del bianco · a1 torre del bianco · c1 alfiere del bianco · d1 donna del bianco · f1 torre del bianco · g1 re del bianco | a8 torre del nero · d8 donna del nero · e8 re del nero · h8 torre del nero · a7 pedone del nero · c7 pedone del nero · d7 alfiere del nero · e7 alfiere del nero · f7 pedone del nero · g7 pedone del nero · h7 pedone del nero · c6 pedone del nero · d6 pedone del nero · f6 cavallo del nero · d4 cavallo del bianco · e4 pedone del bianco · c3 cavallo del bianco · a2 pedone del bianco · b2 pedone del bianco · c2 pedone del bianco · f2 pedone del bianco · g2 pedone del bianco · h2 pedone del bianco · a1 torre del bianco · c1 alfiere del bianco · d1 donna del bianco · f1 torre del bianco · g1 re del bianco | a8 torre del nero · d8 donna del nero · e8 re del nero · h8 torre del nero · a7 pedone del nero · c7 pedone del nero · d7 alfiere del nero · e7 alfiere del nero · f7 pedone del nero · g7 pedone del nero · h7 pedone del nero · c6 pedone del nero · d6 pedone del nero · f6 cavallo del nero · d4 cavallo del bianco · e4 pedone del bianco · c3 cavallo del bianco · a2 pedone del bianco · b2 pedone del bianco · c2 pedone del bianco · f2 pedone del bianco · g2 pedone del bianco · h2 pedone del bianco · a1 torre del bianco · c1 alfiere del bianco · d1 donna del bianco · f1 torre del bianco · g1 re del bianco | 1 |
| | a | b | c | d | e | f | g | h |   |

9. Ag5
Una mossa di Lasker; le mosse 9. b3 e poi 10. Ab2 producono posizioni più complesse.
9…0-0 10. Tfe1
Per evitare la combinazione 10…Cxe4 11. Axe7 Cxe7. La continuazione 10. Dd3 e poi Tad1 e f4 era più promettente, ma allora Capablanca dava poca attenzione all'apertura, concentrandosi sul mediogioco e il finale.
10…h6 11. Ah4 Ch7
Tipica manovra di semplificazione
12. Axe7 Dxe7 13. Dd3 Tab8 14. b3 Cg5
È più forte la manovra 14…Te8 e 5…Cf8
15. Tad1 De5 16. De3 Ce6 17. Cce2 Da5
Il Nero sottovaluta le minacce sulla sua ala di re e spera in un contrattacco su quella di donna; era migliore 17…Cxd4 18. Cxd4 Tfe8
18. Cf5! Cc5
Se 18…Dxa2, seguirebbe 19. Dc3 Da6 20. Cf4 f6 21. Dg3 g5 22. Cg6! e vince.
19. Ced4 Rh7
| \| \| a \| b \| c \| d \| e \| f \| g \| h \| \| \| 8 \| b8 torre del nero · f8 torre del nero · a7 pedone del nero · c7 pedone del nero · d7 alfiere del nero · f7 pedone del nero · g7 pedone del nero · h7 re del nero · c6 pedone del nero · d6 pedone del nero · h6 pedone del nero · a5 donna del nero · c5 cavallo del nero · f5 cavallo del bianco · d4 cavallo del bianco · e4 pedone del bianco · b3 pedone del bianco · e3 donna del bianco · a2 pedone del bianco · c2 pedone del bianco · f2 pedone del bianco · g2 pedone del bianco · h2 pedone del bianco · d1 torre del bianco · e1 torre del bianco · g1 re del bianco \| b8 torre del nero · f8 torre del nero · a7 pedone del nero · c7 pedone del nero · d7 alfiere del nero · f7 pedone del nero · g7 pedone del nero · h7 re del nero · c6 pedone del nero · d6 pedone del nero · h6 pedone del nero · a5 donna del nero · c5 cavallo del nero · f5 cavallo del bianco · d4 cavallo del bianco · e4 pedone del bianco · b3 pedone del bianco · e3 donna del bianco · a2 pedone del bianco · c2 pedone del bianco · f2 pedone del bianco · g2 pedone del bianco · h2 pedone del bianco · d1 torre del bianco · e1 torre del bianco · g1 re del bianco \| b8 torre del nero · f8 torre del nero · a7 pedone del nero · c7 pedone del nero · d7 alfiere del nero · f7 pedone del nero · g7 pedone del nero · h7 re del nero · c6 pedone del nero · d6 pedone del nero · h6 pedone del nero · a5 donna del nero · c5 cavallo del nero · f5 cavallo del bianco · d4 cavallo del bianco · e4 pedone del bianco · b3 pedone del bianco · e3 donna del bianco · a2 pedone del bianco · c2 pedone del bianco · f2 pedone del bianco · g2 pedone del bianco · h2 pedone del bianco · d1 torre del bianco · e1 torre del bianco · g1 re del bianco \| b8 torre del nero · f8 torre del nero · a7 pedone del nero · c7 pedone del nero · d7 alfiere del nero · f7 pedone del nero · g7 pedone del nero · h7 re del nero · c6 pedone del nero · d6 pedone del nero · h6 pedone del nero · a5 donna del nero · c5 cavallo del nero · f5 cavallo del bianco · d4 cavallo del bianco · e4 pedone del bianco · b3 pedone del bianco · e3 donna del bianco · a2 pedone del bianco · c2 pedone del bianco · f2 pedone del bianco · g2 pedone del bianco · h2 pedone del bianco · d1 torre del bianco · e1 torre del bianco · g1 re del bianco \| b8 torre del nero · f8 torre del nero · a7 pedone del nero · c7 pedone del nero · d7 alfiere del nero · f7 pedone del nero · g7 pedone del nero · h7 re del nero · c6 pedone del nero · d6 pedone del nero · h6 pedone del nero · a5 donna del nero · c5 cavallo del nero · f5 cavallo del bianco · d4 cavallo del bianco · e4 pedone del bianco · b3 pedone del bianco · e3 donna del bianco · a2 pedone del bianco · c2 pedone del bianco · f2 pedone del bianco · g2 pedone del bianco · h2 pedone del bianco · d1 torre del bianco · e1 torre del bianco · g1 re del bianco \| b8 torre del nero · f8 torre del nero · a7 pedone del nero · c7 pedone del nero · d7 alfiere del nero · f7 pedone del nero · g7 pedone del nero · h7 re del nero · c6 pedone del nero · d6 pedone del nero · h6 pedone del nero · a5 donna del nero · c5 cavallo del nero · f5 cavallo del bianco · d4 cavallo del bianco · e4 pedone del bianco · b3 pedone del bianco · e3 donna del bianco · a2 pedone del bianco · c2 pedone del bianco · f2 pedone del bianco · g2 pedone del bianco · h2 pedone del bianco · d1 torre del bianco · e1 torre del bianco · g1 re del bianco \| b8 torre del nero · f8 torre del nero · a7 pedone del nero · c7 pedone del nero · d7 alfiere del nero · f7 pedone del nero · g7 pedone del nero · h7 re del nero · c6 pedone del nero · d6 pedone del nero · h6 pedone del nero · a5 donna del nero · c5 cavallo del nero · f5 cavallo del bianco · d4 cavallo del bianco · e4 pedone del bianco · b3 pedone del bianco · e3 donna del bianco · a2 pedone del bianco · c2 pedone del bianco · f2 pedone del bianco · g2 pedone del bianco · h2 pedone del bianco · d1 torre del bianco · e1 torre del bianco · g1 re del bianco \| b8 torre del nero · f8 torre del nero · a7 pedone del nero · c7 pedone del nero · d7 alfiere del nero · f7 pedone del nero · g7 pedone del nero · h7 re del nero · c6 pedone del nero · d6 pedone del nero · h6 pedone del nero · a5 donna del nero · c5 cavallo del nero · f5 cavallo del bianco · d4 cavallo del bianco · e4 pedone del bianco · b3 pedone del bianco · e3 donna del bianco · a2 pedone del bianco · c2 pedone del bianco · f2 pedone del bianco · g2 pedone del bianco · h2 pedone del bianco · d1 torre del bianco · e1 torre del bianco · g1 re del bianco \| 8 \| \| 7 \| b8 torre del nero · f8 torre del nero · a7 pedone del nero · c7 pedone del nero · d7 alfiere del nero · f7 pedone del nero · g7 pedone del nero · h7 re del nero · c6 pedone del nero · d6 pedone del nero · h6 pedone del nero · a5 donna del nero · c5 cavallo del nero · f5 cavallo del bianco · d4 cavallo del bianco · e4 pedone del bianco · b3 pedone del bianco · e3 donna del bianco · a2 pedone del bianco · c2 pedone del bianco · f2 pedone del bianco · g2 pedone del bianco · h2 pedone del bianco · d1 torre del bianco · e1 torre del bianco · g1 re del bianco \| b8 torre del nero · f8 torre del nero · a7 pedone del nero · c7 pedone del nero · d7 alfiere del nero · f7 pedone del nero · g7 pedone del nero · h7 re del nero · c6 pedone del nero · d6 pedone del nero · h6 pedone del nero · a5 donna del nero · c5 cavallo del nero · f5 cavallo del bianco · d4 cavallo del bianco · e4 pedone del bianco · b3 pedone del bianco · e3 donna del bianco · a2 pedone del bianco · c2 pedone del bianco · f2 pedone del bianco · g2 pedone del bianco · h2 pedone del bianco · d1 torre del bianco · e1 torre del bianco · g1 re del bianco \| b8 torre del nero · f8 torre del nero · a7 pedone del nero · c7 pedone del nero · d7 alfiere del nero · f7 pedone del nero · g7 pedone del nero · h7 re del nero · c6 pedone del nero · d6 pedone del nero · h6 pedone del nero · a5 donna del nero · c5 cavallo del nero · f5 cavallo del bianco · d4 cavallo del bianco · e4 pedone del bianco · b3 pedone del bianco · e3 donna del bianco · a2 pedone del bianco · c2 pedone del bianco · f2 pedone del bianco · g2 pedone del bianco · h2 pedone del bianco · d1 torre del bianco · e1 torre del bianco · g1 re del bianco \| b8 torre del nero · f8 torre del nero · a7 pedone del nero · c7 pedone del nero · d7 alfiere del nero · f7 pedone del nero · g7 pedone del nero · h7 re del nero · c6 pedone del nero · d6 pedone del nero · h6 pedone del nero · a5 donna del nero · c5 cavallo del nero · f5 cavallo del bianco · d4 cavallo del bianco · e4 pedone del bianco · b3 pedone del bianco · e3 donna del bianco · a2 pedone del bianco · c2 pedone del bianco · f2 pedone del bianco · g2 pedone del bianco · h2 pedone del bianco · d1 torre del bianco · e1 torre del bianco · g1 re del bianco \| b8 torre del nero · f8 torre del nero · a7 pedone del nero · c7 pedone del nero · d7 alfiere del nero · f7 pedone del nero · g7 pedone del nero · h7 re del nero · c6 pedone del nero · d6 pedone del nero · h6 pedone del nero · a5 donna del nero · c5 cavallo del nero · f5 cavallo del bianco · d4 cavallo del bianco · e4 pedone del bianco · b3 pedone del bianco · e3 donna del bianco · a2 pedone del bianco · c2 pedone del bianco · f2 pedone del bianco · g2 pedone del bianco · h2 pedone del bianco · d1 torre del bianco · e1 torre del bianco · g1 re del bianco \| b8 torre del nero · f8 torre del nero · a7 pedone del nero · c7 pedone del nero · d7 alfiere del nero · f7 pedone del nero · g7 pedone del nero · h7 re del nero · c6 pedone del nero · d6 pedone del nero · h6 pedone del nero · a5 donna del nero · c5 cavallo del nero · f5 cavallo del bianco · d4 cavallo del bianco · e4 pedone del bianco · b3 pedone del bianco · e3 donna del bianco · a2 pedone del bianco · c2 pedone del bianco · f2 pedone del bianco · g2 pedone del bianco · h2 pedone del bianco · d1 torre del bianco · e1 torre del bianco · g1 re del bianco \| b8 torre del nero · f8 torre del nero · a7 pedone del nero · c7 pedone del nero · d7 alfiere del nero · f7 pedone del nero · g7 pedone del nero · h7 re del nero · c6 pedone del nero · d6 pedone del nero · h6 pedone del nero · a5 donna del nero · c5 cavallo del nero · f5 cavallo del bianco · d4 cavallo del bianco · e4 pedone del bianco · b3 pedone del bianco · e3 donna del bianco · a2 pedone del bianco · c2 pedone del bianco · f2 pedone del bianco · g2 pedone del bianco · h2 pedone del bianco · d1 torre del bianco · e1 torre del bianco · g1 re del bianco \| b8 torre del nero · f8 torre del nero · a7 pedone del nero · c7 pedone del nero · d7 alfiere del nero · f7 pedone del nero · g7 pedone del nero · h7 re del nero · c6 pedone del nero · d6 pedone del nero · h6 pedone del nero · a5 donna del nero · c5 cavallo del nero · f5 cavallo del bianco · d4 cavallo del bianco · e4 pedone del bianco · b3 pedone del bianco · e3 donna del bianco · a2 pedone del bianco · c2 pedone del bianco · f2 pedone del bianco · g2 pedone del bianco · h2 pedone del bianco · d1 torre del bianco · e1 torre del bianco · g1 re del bianco \| 7 \| \| 6 \| b8 torre del nero · f8 torre del nero · a7 pedone del nero · c7 pedone del nero · d7 alfiere del nero · f7 pedone del nero · g7 pedone del nero · h7 re del nero · c6 pedone del nero · d6 pedone del nero · h6 pedone del nero · a5 donna del nero · c5 cavallo del nero · f5 cavallo del bianco · d4 cavallo del bianco · e4 pedone del bianco · b3 pedone del bianco · e3 donna del bianco · a2 pedone del bianco · c2 pedone del bianco · f2 pedone del bianco · g2 pedone del bianco · h2 pedone del bianco · d1 torre del bianco · e1 torre del bianco · g1 re del bianco \| b8 torre del nero · f8 torre del nero · a7 pedone del nero · c7 pedone del nero · d7 alfiere del nero · f7 pedone del nero · g7 pedone del nero · h7 re del nero · c6 pedone del nero · d6 pedone del nero · h6 pedone del nero · a5 donna del nero · c5 cavallo del nero · f5 cavallo del bianco · d4 cavallo del bianco · e4 pedone del bianco · b3 pedone del bianco · e3 donna del bianco · a2 pedone del bianco · c2 pedone del bianco · f2 pedone del bianco · g2 pedone del bianco · h2 pedone del bianco · d1 torre del bianco · e1 torre del bianco · g1 re del bianco \| b8 torre del nero · f8 torre del nero · a7 pedone del nero · c7 pedone del nero · d7 alfiere del nero · f7 pedone del nero · g7 pedone del nero · h7 re del nero · c6 pedone del nero · d6 pedone del nero · h6 pedone del nero · a5 donna del nero · c5 cavallo del nero · f5 cavallo del bianco · d4 cavallo del bianco · e4 pedone del bianco · b3 pedone del bianco · e3 donna del bianco · a2 pedone del bianco · c2 pedone del bianco · f2 pedone del bianco · g2 pedone del bianco · h2 pedone del bianco · d1 torre del bianco · e1 torre del bianco · g1 re del bianco \| b8 torre del nero · f8 torre del nero · a7 pedone del nero · c7 pedone del nero · d7 alfiere del nero · f7 pedone del nero · g7 pedone del nero · h7 re del nero · c6 pedone del nero · d6 pedone del nero · h6 pedone del nero · a5 donna del nero · c5 cavallo del nero · f5 cavallo del bianco · d4 cavallo del bianco · e4 pedone del bianco · b3 pedone del bianco · e3 donna del bianco · a2 pedone del bianco · c2 pedone del bianco · f2 pedone del bianco · g2 pedone del bianco · h2 pedone del bianco · d1 torre del bianco · e1 torre del bianco · g1 re del bianco \| b8 torre del nero · f8 torre del nero · a7 pedone del nero · c7 pedone del nero · d7 alfiere del nero · f7 pedone del nero · g7 pedone del nero · h7 re del nero · c6 pedone del nero · d6 pedone del nero · h6 pedone del nero · a5 donna del nero · c5 cavallo del nero · f5 cavallo del bianco · d4 cavallo del bianco · e4 pedone del bianco · b3 pedone del bianco · e3 donna del bianco · a2 pedone del bianco · c2 pedone del bianco · f2 pedone del bianco · g2 pedone del bianco · h2 pedone del bianco · d1 torre del bianco · e1 torre del bianco · g1 re del bianco \| b8 torre del nero · f8 torre del nero · a7 pedone del nero · c7 pedone del nero · d7 alfiere del nero · f7 pedone del nero · g7 pedone del nero · h7 re del nero · c6 pedone del nero · d6 pedone del nero · h6 pedone del nero · a5 donna del nero · c5 cavallo del nero · f5 cavallo del bianco · d4 cavallo del bianco · e4 pedone del bianco · b3 pedone del bianco · e3 donna del bianco · a2 pedone del bianco · c2 pedone del bianco · f2 pedone del bianco · g2 pedone del bianco · h2 pedone del bianco · d1 torre del bianco · e1 torre del bianco · g1 re del bianco \| b8 torre del nero · f8 torre del nero · a7 pedone del nero · c7 pedone del nero · d7 alfiere del nero · f7 pedone del nero · g7 pedone del nero · h7 re del nero · c6 pedone del nero · d6 pedone del nero · h6 pedone del nero · a5 donna del nero · c5 cavallo del nero · f5 cavallo del bianco · d4 cavallo del bianco · e4 pedone del bianco · b3 pedone del bianco · e3 donna del bianco · a2 pedone del bianco · c2 pedone del bianco · f2 pedone del bianco · g2 pedone del bianco · h2 pedone del bianco · d1 torre del bianco · e1 torre del bianco · g1 re del bianco \| b8 torre del nero · f8 torre del nero · a7 pedone del nero · c7 pedone del nero · d7 alfiere del nero · f7 pedone del nero · g7 pedone del nero · h7 re del nero · c6 pedone del nero · d6 pedone del nero · h6 pedone del nero · a5 donna del nero · c5 cavallo del nero · f5 cavallo del bianco · d4 cavallo del bianco · e4 pedone del bianco · b3 pedone del bianco · e3 donna del bianco · a2 pedone del bianco · c2 pedone del bianco · f2 pedone del bianco · g2 pedone del bianco · h2 pedone del bianco · d1 torre del bianco · e1 torre del bianco · g1 re del bianco \| 6 \| \| 5 \| b8 torre del nero · f8 torre del nero · a7 pedone del nero · c7 pedone del nero · d7 alfiere del nero · f7 pedone del nero · g7 pedone del nero · h7 re del nero · c6 pedone del nero · d6 pedone del nero · h6 pedone del nero · a5 donna del nero · c5 cavallo del nero · f5 cavallo del bianco · d4 cavallo del bianco · e4 pedone del bianco · b3 pedone del bianco · e3 donna del bianco · a2 pedone del bianco · c2 pedone del bianco · f2 pedone del bianco · g2 pedone del bianco · h2 pedone del bianco · d1 torre del bianco · e1 torre del bianco · g1 re del bianco \| b8 torre del nero · f8 torre del nero · a7 pedone del nero · c7 pedone del nero · d7 alfiere del nero · f7 pedone del nero · g7 pedone del nero · h7 re del nero · c6 pedone del nero · d6 pedone del nero · h6 pedone del nero · a5 donna del nero · c5 cavallo del nero · f5 cavallo del bianco · d4 cavallo del bianco · e4 pedone del bianco · b3 pedone del bianco · e3 donna del bianco · a2 pedone del bianco · c2 pedone del bianco · f2 pedone del bianco · g2 pedone del bianco · h2 pedone del bianco · d1 torre del bianco · e1 torre del bianco · g1 re del bianco \| b8 torre del nero · f8 torre del nero · a7 pedone del nero · c7 pedone del nero · d7 alfiere del nero · f7 pedone del nero · g7 pedone del nero · h7 re del nero · c6 pedone del nero · d6 pedone del nero · h6 pedone del nero · a5 donna del nero · c5 cavallo del nero · f5 cavallo del bianco · d4 cavallo del bianco · e4 pedone del bianco · b3 pedone del bianco · e3 donna del bianco · a2 pedone del bianco · c2 pedone del bianco · f2 pedone del bianco · g2 pedone del bianco · h2 pedone del bianco · d1 torre del bianco · e1 torre del bianco · g1 re del bianco \| b8 torre del nero · f8 torre del nero · a7 pedone del nero · c7 pedone del nero · d7 alfiere del nero · f7 pedone del nero · g7 pedone del nero · h7 re del nero · c6 pedone del nero · d6 pedone del nero · h6 pedone del nero · a5 donna del nero · c5 cavallo del nero · f5 cavallo del bianco · d4 cavallo del bianco · e4 pedone del bianco · b3 pedone del bianco · e3 donna del bianco · a2 pedone del bianco · c2 pedone del bianco · f2 pedone del bianco · g2 pedone del bianco · h2 pedone del bianco · d1 torre del bianco · e1 torre del bianco · g1 re del bianco \| b8 torre del nero · f8 torre del nero · a7 pedone del nero · c7 pedone del nero · d7 alfiere del nero · f7 pedone del nero · g7 pedone del nero · h7 re del nero · c6 pedone del nero · d6 pedone del nero · h6 pedone del nero · a5 donna del nero · c5 cavallo del nero · f5 cavallo del bianco · d4 cavallo del bianco · e4 pedone del bianco · b3 pedone del bianco · e3 donna del bianco · a2 pedone del bianco · c2 pedone del bianco · f2 pedone del bianco · g2 pedone del bianco · h2 pedone del bianco · d1 torre del bianco · e1 torre del bianco · g1 re del bianco \| b8 torre del nero · f8 torre del nero · a7 pedone del nero · c7 pedone del nero · d7 alfiere del nero · f7 pedone del nero · g7 pedone del nero · h7 re del nero · c6 pedone del nero · d6 pedone del nero · h6 pedone del nero · a5 donna del nero · c5 cavallo del nero · f5 cavallo del bianco · d4 cavallo del bianco · e4 pedone del bianco · b3 pedone del bianco · e3 donna del bianco · a2 pedone del bianco · c2 pedone del bianco · f2 pedone del bianco · g2 pedone del bianco · h2 pedone del bianco · d1 torre del bianco · e1 torre del bianco · g1 re del bianco \| b8 torre del nero · f8 torre del nero · a7 pedone del nero · c7 pedone del nero · d7 alfiere del nero · f7 pedone del nero · g7 pedone del nero · h7 re del nero · c6 pedone del nero · d6 pedone del nero · h6 pedone del nero · a5 donna del nero · c5 cavallo del nero · f5 cavallo del bianco · d4 cavallo del bianco · e4 pedone del bianco · b3 pedone del bianco · e3 donna del bianco · a2 pedone del bianco · c2 pedone del bianco · f2 pedone del bianco · g2 pedone del bianco · h2 pedone del bianco · d1 torre del bianco · e1 torre del bianco · g1 re del bianco \| b8 torre del nero · f8 torre del nero · a7 pedone del nero · c7 pedone del nero · d7 alfiere del nero · f7 pedone del nero · g7 pedone del nero · h7 re del nero · c6 pedone del nero · d6 pedone del nero · h6 pedone del nero · a5 donna del nero · c5 cavallo del nero · f5 cavallo del bianco · d4 cavallo del bianco · e4 pedone del bianco · b3 pedone del bianco · e3 donna del bianco · a2 pedone del bianco · c2 pedone del bianco · f2 pedone del bianco · g2 pedone del bianco · h2 pedone del bianco · d1 torre del bianco · e1 torre del bianco · g1 re del bianco \| 5 \| \| 4 \| b8 torre del nero · f8 torre del nero · a7 pedone del nero · c7 pedone del nero · d7 alfiere del nero · f7 pedone del nero · g7 pedone del nero · h7 re del nero · c6 pedone del nero · d6 pedone del nero · h6 pedone del nero · a5 donna del nero · c5 cavallo del nero · f5 cavallo del bianco · d4 cavallo del bianco · e4 pedone del bianco · b3 pedone del bianco · e3 donna del bianco · a2 pedone del bianco · c2 pedone del bianco · f2 pedone del bianco · g2 pedone del bianco · h2 pedone del bianco · d1 torre del bianco · e1 torre del bianco · g1 re del bianco \| b8 torre del nero · f8 torre del nero · a7 pedone del nero · c7 pedone del nero · d7 alfiere del nero · f7 pedone del nero · g7 pedone del nero · h7 re del nero · c6 pedone del nero · d6 pedone del nero · h6 pedone del nero · a5 donna del nero · c5 cavallo del nero · f5 cavallo del bianco · d4 cavallo del bianco · e4 pedone del bianco · b3 pedone del bianco · e3 donna del bianco · a2 pedone del bianco · c2 pedone del bianco · f2 pedone del bianco · g2 pedone del bianco · h2 pedone del bianco · d1 torre del bianco · e1 torre del bianco · g1 re del bianco \| b8 torre del nero · f8 torre del nero · a7 pedone del nero · c7 pedone del nero · d7 alfiere del nero · f7 pedone del nero · g7 pedone del nero · h7 re del nero · c6 pedone del nero · d6 pedone del nero · h6 pedone del nero · a5 donna del nero · c5 cavallo del nero · f5 cavallo del bianco · d4 cavallo del bianco · e4 pedone del bianco · b3 pedone del bianco · e3 donna del bianco · a2 pedone del bianco · c2 pedone del bianco · f2 pedone del bianco · g2 pedone del bianco · h2 pedone del bianco · d1 torre del bianco · e1 torre del bianco · g1 re del bianco \| b8 torre del nero · f8 torre del nero · a7 pedone del nero · c7 pedone del nero · d7 alfiere del nero · f7 pedone del nero · g7 pedone del nero · h7 re del nero · c6 pedone del nero · d6 pedone del nero · h6 pedone del nero · a5 donna del nero · c5 cavallo del nero · f5 cavallo del bianco · d4 cavallo del bianco · e4 pedone del bianco · b3 pedone del bianco · e3 donna del bianco · a2 pedone del bianco · c2 pedone del bianco · f2 pedone del bianco · g2 pedone del bianco · h2 pedone del bianco · d1 torre del bianco · e1 torre del bianco · g1 re del bianco \| b8 torre del nero · f8 torre del nero · a7 pedone del nero · c7 pedone del nero · d7 alfiere del nero · f7 pedone del nero · g7 pedone del nero · h7 re del nero · c6 pedone del nero · d6 pedone del nero · h6 pedone del nero · a5 donna del nero · c5 cavallo del nero · f5 cavallo del bianco · d4 cavallo del bianco · e4 pedone del bianco · b3 pedone del bianco · e3 donna del bianco · a2 pedone del bianco · c2 pedone del bianco · f2 pedone del bianco · g2 pedone del bianco · h2 pedone del bianco · d1 torre del bianco · e1 torre del bianco · g1 re del bianco \| b8 torre del nero · f8 torre del nero · a7 pedone del nero · c7 pedone del nero · d7 alfiere del nero · f7 pedone del nero · g7 pedone del nero · h7 re del nero · c6 pedone del nero · d6 pedone del nero · h6 pedone del nero · a5 donna del nero · c5 cavallo del nero · f5 cavallo del bianco · d4 cavallo del bianco · e4 pedone del bianco · b3 pedone del bianco · e3 donna del bianco · a2 pedone del bianco · c2 pedone del bianco · f2 pedone del bianco · g2 pedone del bianco · h2 pedone del bianco · d1 torre del bianco · e1 torre del bianco · g1 re del bianco \| b8 torre del nero · f8 torre del nero · a7 pedone del nero · c7 pedone del nero · d7 alfiere del nero · f7 pedone del nero · g7 pedone del nero · h7 re del nero · c6 pedone del nero · d6 pedone del nero · h6 pedone del nero · a5 donna del nero · c5 cavallo del nero · f5 cavallo del bianco · d4 cavallo del bianco · e4 pedone del bianco · b3 pedone del bianco · e3 donna del bianco · a2 pedone del bianco · c2 pedone del bianco · f2 pedone del bianco · g2 pedone del bianco · h2 pedone del bianco · d1 torre del bianco · e1 torre del bianco · g1 re del bianco \| b8 torre del nero · f8 torre del nero · a7 pedone del nero · c7 pedone del nero · d7 alfiere del nero · f7 pedone del nero · g7 pedone del nero · h7 re del nero · c6 pedone del nero · d6 pedone del nero · h6 pedone del nero · a5 donna del nero · c5 cavallo del nero · f5 cavallo del bianco · d4 cavallo del bianco · e4 pedone del bianco · b3 pedone del bianco · e3 donna del bianco · a2 pedone del bianco · c2 pedone del bianco · f2 pedone del bianco · g2 pedone del bianco · h2 pedone del bianco · d1 torre del bianco · e1 torre del bianco · g1 re del bianco \| 4 \| \| 3 \| b8 torre del nero · f8 torre del nero · a7 pedone del nero · c7 pedone del nero · d7 alfiere del nero · f7 pedone del nero · g7 pedone del nero · h7 re del nero · c6 pedone del nero · d6 pedone del nero · h6 pedone del nero · a5 donna del nero · c5 cavallo del nero · f5 cavallo del bianco · d4 cavallo del bianco · e4 pedone del bianco · b3 pedone del bianco · e3 donna del bianco · a2 pedone del bianco · c2 pedone del bianco · f2 pedone del bianco · g2 pedone del bianco · h2 pedone del bianco · d1 torre del bianco · e1 torre del bianco · g1 re del bianco \| b8 torre del nero · f8 torre del nero · a7 pedone del nero · c7 pedone del nero · d7 alfiere del nero · f7 pedone del nero · g7 pedone del nero · h7 re del nero · c6 pedone del nero · d6 pedone del nero · h6 pedone del nero · a5 donna del nero · c5 cavallo del nero · f5 cavallo del bianco · d4 cavallo del bianco · e4 pedone del bianco · b3 pedone del bianco · e3 donna del bianco · a2 pedone del bianco · c2 pedone del bianco · f2 pedone del bianco · g2 pedone del bianco · h2 pedone del bianco · d1 torre del bianco · e1 torre del bianco · g1 re del bianco \| b8 torre del nero · f8 torre del nero · a7 pedone del nero · c7 pedone del nero · d7 alfiere del nero · f7 pedone del nero · g7 pedone del nero · h7 re del nero · c6 pedone del nero · d6 pedone del nero · h6 pedone del nero · a5 donna del nero · c5 cavallo del nero · f5 cavallo del bianco · d4 cavallo del bianco · e4 pedone del bianco · b3 pedone del bianco · e3 donna del bianco · a2 pedone del bianco · c2 pedone del bianco · f2 pedone del bianco · g2 pedone del bianco · h2 pedone del bianco · d1 torre del bianco · e1 torre del bianco · g1 re del bianco \| b8 torre del nero · f8 torre del nero · a7 pedone del nero · c7 pedone del nero · d7 alfiere del nero · f7 pedone del nero · g7 pedone del nero · h7 re del nero · c6 pedone del nero · d6 pedone del nero · h6 pedone del nero · a5 donna del nero · c5 cavallo del nero · f5 cavallo del bianco · d4 cavallo del bianco · e4 pedone del bianco · b3 pedone del bianco · e3 donna del bianco · a2 pedone del bianco · c2 pedone del bianco · f2 pedone del bianco · g2 pedone del bianco · h2 pedone del bianco · d1 torre del bianco · e1 torre del bianco · g1 re del bianco \| b8 torre del nero · f8 torre del nero · a7 pedone del nero · c7 pedone del nero · d7 alfiere del nero · f7 pedone del nero · g7 pedone del nero · h7 re del nero · c6 pedone del nero · d6 pedone del nero · h6 pedone del nero · a5 donna del nero · c5 cavallo del nero · f5 cavallo del bianco · d4 cavallo del bianco · e4 pedone del bianco · b3 pedone del bianco · e3 donna del bianco · a2 pedone del bianco · c2 pedone del bianco · f2 pedone del bianco · g2 pedone del bianco · h2 pedone del bianco · d1 torre del bianco · e1 torre del bianco · g1 re del bianco \| b8 torre del nero · f8 torre del nero · a7 pedone del nero · c7 pedone del nero · d7 alfiere del nero · f7 pedone del nero · g7 pedone del nero · h7 re del nero · c6 pedone del nero · d6 pedone del nero · h6 pedone del nero · a5 donna del nero · c5 cavallo del nero · f5 cavallo del bianco · d4 cavallo del bianco · e4 pedone del bianco · b3 pedone del bianco · e3 donna del bianco · a2 pedone del bianco · c2 pedone del bianco · f2 pedone del bianco · g2 pedone del bianco · h2 pedone del bianco · d1 torre del bianco · e1 torre del bianco · g1 re del bianco \| b8 torre del nero · f8 torre del nero · a7 pedone del nero · c7 pedone del nero · d7 alfiere del nero · f7 pedone del nero · g7 pedone del nero · h7 re del nero · c6 pedone del nero · d6 pedone del nero · h6 pedone del nero · a5 donna del nero · c5 cavallo del nero · f5 cavallo del bianco · d4 cavallo del bianco · e4 pedone del bianco · b3 pedone del bianco · e3 donna del bianco · a2 pedone del bianco · c2 pedone del bianco · f2 pedone del bianco · g2 pedone del bianco · h2 pedone del bianco · d1 torre del bianco · e1 torre del bianco · g1 re del bianco \| b8 torre del nero · f8 torre del nero · a7 pedone del nero · c7 pedone del nero · d7 alfiere del nero · f7 pedone del nero · g7 pedone del nero · h7 re del nero · c6 pedone del nero · d6 pedone del nero · h6 pedone del nero · a5 donna del nero · c5 cavallo del nero · f5 cavallo del bianco · d4 cavallo del bianco · e4 pedone del bianco · b3 pedone del bianco · e3 donna del bianco · a2 pedone del bianco · c2 pedone del bianco · f2 pedone del bianco · g2 pedone del bianco · h2 pedone del bianco · d1 torre del bianco · e1 torre del bianco · g1 re del bianco \| 3 \| \| 2 \| b8 torre del nero · f8 torre del nero · a7 pedone del nero · c7 pedone del nero · d7 alfiere del nero · f7 pedone del nero · g7 pedone del nero · h7 re del nero · c6 pedone del nero · d6 pedone del nero · h6 pedone del nero · a5 donna del nero · c5 cavallo del nero · f5 cavallo del bianco · d4 cavallo del bianco · e4 pedone del bianco · b3 pedone del bianco · e3 donna del bianco · a2 pedone del bianco · c2 pedone del bianco · f2 pedone del bianco · g2 pedone del bianco · h2 pedone del bianco · d1 torre del bianco · e1 torre del bianco · g1 re del bianco \| b8 torre del nero · f8 torre del nero · a7 pedone del nero · c7 pedone del nero · d7 alfiere del nero · f7 pedone del nero · g7 pedone del nero · h7 re del nero · c6 pedone del nero · d6 pedone del nero · h6 pedone del nero · a5 donna del nero · c5 cavallo del nero · f5 cavallo del bianco · d4 cavallo del bianco · e4 pedone del bianco · b3 pedone del bianco · e3 donna del bianco · a2 pedone del bianco · c2 pedone del bianco · f2 pedone del bianco · g2 pedone del bianco · h2 pedone del bianco · d1 torre del bianco · e1 torre del bianco · g1 re del bianco \| b8 torre del nero · f8 torre del nero · a7 pedone del nero · c7 pedone del nero · d7 alfiere del nero · f7 pedone del nero · g7 pedone del nero · h7 re del nero · c6 pedone del nero · d6 pedone del nero · h6 pedone del nero · a5 donna del nero · c5 cavallo del nero · f5 cavallo del bianco · d4 cavallo del bianco · e4 pedone del bianco · b3 pedone del bianco · e3 donna del bianco · a2 pedone del bianco · c2 pedone del bianco · f2 pedone del bianco · g2 pedone del bianco · h2 pedone del bianco · d1 torre del bianco · e1 torre del bianco · g1 re del bianco \| b8 torre del nero · f8 torre del nero · a7 pedone del nero · c7 pedone del nero · d7 alfiere del nero · f7 pedone del nero · g7 pedone del nero · h7 re del nero · c6 pedone del nero · d6 pedone del nero · h6 pedone del nero · a5 donna del nero · c5 cavallo del nero · f5 cavallo del bianco · d4 cavallo del bianco · e4 pedone del bianco · b3 pedone del bianco · e3 donna del bianco · a2 pedone del bianco · c2 pedone del bianco · f2 pedone del bianco · g2 pedone del bianco · h2 pedone del bianco · d1 torre del bianco · e1 torre del bianco · g1 re del bianco \| b8 torre del nero · f8 torre del nero · a7 pedone del nero · c7 pedone del nero · d7 alfiere del nero · f7 pedone del nero · g7 pedone del nero · h7 re del nero · c6 pedone del nero · d6 pedone del nero · h6 pedone del nero · a5 donna del nero · c5 cavallo del nero · f5 cavallo del bianco · d4 cavallo del bianco · e4 pedone del bianco · b3 pedone del bianco · e3 donna del bianco · a2 pedone del bianco · c2 pedone del bianco · f2 pedone del bianco · g2 pedone del bianco · h2 pedone del bianco · d1 torre del bianco · e1 torre del bianco · g1 re del bianco \| b8 torre del nero · f8 torre del nero · a7 pedone del nero · c7 pedone del nero · d7 alfiere del nero · f7 pedone del nero · g7 pedone del nero · h7 re del nero · c6 pedone del nero · d6 pedone del nero · h6 pedone del nero · a5 donna del nero · c5 cavallo del nero · f5 cavallo del bianco · d4 cavallo del bianco · e4 pedone del bianco · b3 pedone del bianco · e3 donna del bianco · a2 pedone del bianco · c2 pedone del bianco · f2 pedone del bianco · g2 pedone del bianco · h2 pedone del bianco · d1 torre del bianco · e1 torre del bianco · g1 re del bianco \| b8 torre del nero · f8 torre del nero · a7 pedone del nero · c7 pedone del nero · d7 alfiere del nero · f7 pedone del nero · g7 pedone del nero · h7 re del nero · c6 pedone del nero · d6 pedone del nero · h6 pedone del nero · a5 donna del nero · c5 cavallo del nero · f5 cavallo del bianco · d4 cavallo del bianco · e4 pedone del bianco · b3 pedone del bianco · e3 donna del bianco · a2 pedone del bianco · c2 pedone del bianco · f2 pedone del bianco · g2 pedone del bianco · h2 pedone del bianco · d1 torre del bianco · e1 torre del bianco · g1 re del bianco \| b8 torre del nero · f8 torre del nero · a7 pedone del nero · c7 pedone del nero · d7 alfiere del nero · f7 pedone del nero · g7 pedone del nero · h7 re del nero · c6 pedone del nero · d6 pedone del nero · h6 pedone del nero · a5 donna del nero · c5 cavallo del nero · f5 cavallo del bianco · d4 cavallo del bianco · e4 pedone del bianco · b3 pedone del bianco · e3 donna del bianco · a2 pedone del bianco · c2 pedone del bianco · f2 pedone del bianco · g2 pedone del bianco · h2 pedone del bianco · d1 torre del bianco · e1 torre del bianco · g1 re del bianco \| 2 \| \| 1 \| b8 torre del nero · f8 torre del nero · a7 pedone del nero · c7 pedone del nero · d7 alfiere del nero · f7 pedone del nero · g7 pedone del nero · h7 re del nero · c6 pedone del nero · d6 pedone del nero · h6 pedone del nero · a5 donna del nero · c5 cavallo del nero · f5 cavallo del bianco · d4 cavallo del bianco · e4 pedone del bianco · b3 pedone del bianco · e3 donna del bianco · a2 pedone del bianco · c2 pedone del bianco · f2 pedone del bianco · g2 pedone del bianco · h2 pedone del bianco · d1 torre del bianco · e1 torre del bianco · g1 re del bianco \| b8 torre del nero · f8 torre del nero · a7 pedone del nero · c7 pedone del nero · d7 alfiere del nero · f7 pedone del nero · g7 pedone del nero · h7 re del nero · c6 pedone del nero · d6 pedone del nero · h6 pedone del nero · a5 donna del nero · c5 cavallo del nero · f5 cavallo del bianco · d4 cavallo del bianco · e4 pedone del bianco · b3 pedone del bianco · e3 donna del bianco · a2 pedone del bianco · c2 pedone del bianco · f2 pedone del bianco · g2 pedone del bianco · h2 pedone del bianco · d1 torre del bianco · e1 torre del bianco · g1 re del bianco \| b8 torre del nero · f8 torre del nero · a7 pedone del nero · c7 pedone del nero · d7 alfiere del nero · f7 pedone del nero · g7 pedone del nero · h7 re del nero · c6 pedone del nero · d6 pedone del nero · h6 pedone del nero · a5 donna del nero · c5 cavallo del nero · f5 cavallo del bianco · d4 cavallo del bianco · e4 pedone del bianco · b3 pedone del bianco · e3 donna del bianco · a2 pedone del bianco · c2 pedone del bianco · f2 pedone del bianco · g2 pedone del bianco · h2 pedone del bianco · d1 torre del bianco · e1 torre del bianco · g1 re del bianco \| b8 torre del nero · f8 torre del nero · a7 pedone del nero · c7 pedone del nero · d7 alfiere del nero · f7 pedone del nero · g7 pedone del nero · h7 re del nero · c6 pedone del nero · d6 pedone del nero · h6 pedone del nero · a5 donna del nero · c5 cavallo del nero · f5 cavallo del bianco · d4 cavallo del bianco · e4 pedone del bianco · b3 pedone del bianco · e3 donna del bianco · a2 pedone del bianco · c2 pedone del bianco · f2 pedone del bianco · g2 pedone del bianco · h2 pedone del bianco · d1 torre del bianco · e1 torre del bianco · g1 re del bianco \| b8 torre del nero · f8 torre del nero · a7 pedone del nero · c7 pedone del nero · d7 alfiere del nero · f7 pedone del nero · g7 pedone del nero · h7 re del nero · c6 pedone del nero · d6 pedone del nero · h6 pedone del nero · a5 donna del nero · c5 cavallo del nero · f5 cavallo del bianco · d4 cavallo del bianco · e4 pedone del bianco · b3 pedone del bianco · e3 donna del bianco · a2 pedone del bianco · c2 pedone del bianco · f2 pedone del bianco · g2 pedone del bianco · h2 pedone del bianco · d1 torre del bianco · e1 torre del bianco · g1 re del bianco \| b8 torre del nero · f8 torre del nero · a7 pedone del nero · c7 pedone del nero · d7 alfiere del nero · f7 pedone del nero · g7 pedone del nero · h7 re del nero · c6 pedone del nero · d6 pedone del nero · h6 pedone del nero · a5 donna del nero · c5 cavallo del nero · f5 cavallo del bianco · d4 cavallo del bianco · e4 pedone del bianco · b3 pedone del bianco · e3 donna del bianco · a2 pedone del bianco · c2 pedone del bianco · f2 pedone del bianco · g2 pedone del bianco · h2 pedone del bianco · d1 torre del bianco · e1 torre del bianco · g1 re del bianco \| b8 torre del nero · f8 torre del nero · a7 pedone del nero · c7 pedone del nero · d7 alfiere del nero · f7 pedone del nero · g7 pedone del nero · h7 re del nero · c6 pedone del nero · d6 pedone del nero · h6 pedone del nero · a5 donna del nero · c5 cavallo del nero · f5 cavallo del bianco · d4 cavallo del bianco · e4 pedone del bianco · b3 pedone del bianco · e3 donna del bianco · a2 pedone del bianco · c2 pedone del bianco · f2 pedone del bianco · g2 pedone del bianco · h2 pedone del bianco · d1 torre del bianco · e1 torre del bianco · g1 re del bianco \| b8 torre del nero · f8 torre del nero · a7 pedone del nero · c7 pedone del nero · d7 alfiere del nero · f7 pedone del nero · g7 pedone del nero · h7 re del nero · c6 pedone del nero · d6 pedone del nero · h6 pedone del nero · a5 donna del nero · c5 cavallo del nero · f5 cavallo del bianco · d4 cavallo del bianco · e4 pedone del bianco · b3 pedone del bianco · e3 donna del bianco · a2 pedone del bianco · c2 pedone del bianco · f2 pedone del bianco · g2 pedone del bianco · h2 pedone del bianco · d1 torre del bianco · e1 torre del bianco · g1 re del bianco \| 1 \| \| \| a \| b \| c \| d \| e \| f \| g \| h \| \| Posizione dopo 19…Rh7 | | | | | | | | |   |
| | a | b | c | d | e | f | g | h |   |
| 8 | b8 torre del nero · f8 torre del nero · a7 pedone del nero · c7 pedone del nero · d7 alfiere del nero · f7 pedone del nero · g7 pedone del nero · h7 re del nero · c6 pedone del nero · d6 pedone del nero · h6 pedone del nero · a5 donna del nero · c5 cavallo del nero · f5 cavallo del bianco · d4 cavallo del bianco · e4 pedone del bianco · b3 pedone del bianco · e3 donna del bianco · a2 pedone del bianco · c2 pedone del bianco · f2 pedone del bianco · g2 pedone del bianco · h2 pedone del bianco · d1 torre del bianco · e1 torre del bianco · g1 re del bianco | b8 torre del nero · f8 torre del nero · a7 pedone del nero · c7 pedone del nero · d7 alfiere del nero · f7 pedone del nero · g7 pedone del nero · h7 re del nero · c6 pedone del nero · d6 pedone del nero · h6 pedone del nero · a5 donna del nero · c5 cavallo del nero · f5 cavallo del bianco · d4 cavallo del bianco · e4 pedone del bianco · b3 pedone del bianco · e3 donna del bianco · a2 pedone del bianco · c2 pedone del bianco · f2 pedone del bianco · g2 pedone del bianco · h2 pedone del bianco · d1 torre del bianco · e1 torre del bianco · g1 re del bianco | b8 torre del nero · f8 torre del nero · a7 pedone del nero · c7 pedone del nero · d7 alfiere del nero · f7 pedone del nero · g7 pedone del nero · h7 re del nero · c6 pedone del nero · d6 pedone del nero · h6 pedone del nero · a5 donna del nero · c5 cavallo del nero · f5 cavallo del bianco · d4 cavallo del bianco · e4 pedone del bianco · b3 pedone del bianco · e3 donna del bianco · a2 pedone del bianco · c2 pedone del bianco · f2 pedone del bianco · g2 pedone del bianco · h2 pedone del bianco · d1 torre del bianco · e1 torre del bianco · g1 re del bianco | b8 torre del nero · f8 torre del nero · a7 pedone del nero · c7 pedone del nero · d7 alfiere del nero · f7 pedone del nero · g7 pedone del nero · h7 re del nero · c6 pedone del nero · d6 pedone del nero · h6 pedone del nero · a5 donna del nero · c5 cavallo del nero · f5 cavallo del bianco · d4 cavallo del bianco · e4 pedone del bianco · b3 pedone del bianco · e3 donna del bianco · a2 pedone del bianco · c2 pedone del bianco · f2 pedone del bianco · g2 pedone del bianco · h2 pedone del bianco · d1 torre del bianco · e1 torre del bianco · g1 re del bianco | b8 torre del nero · f8 torre del nero · a7 pedone del nero · c7 pedone del nero · d7 alfiere del nero · f7 pedone del nero · g7 pedone del nero · h7 re del nero · c6 pedone del nero · d6 pedone del nero · h6 pedone del nero · a5 donna del nero · c5 cavallo del nero · f5 cavallo del bianco · d4 cavallo del bianco · e4 pedone del bianco · b3 pedone del bianco · e3 donna del bianco · a2 pedone del bianco · c2 pedone del bianco · f2 pedone del bianco · g2 pedone del bianco · h2 pedone del bianco · d1 torre del bianco · e1 torre del bianco · g1 re del bianco | b8 torre del nero · f8 torre del nero · a7 pedone del nero · c7 pedone del nero · d7 alfiere del nero · f7 pedone del nero · g7 pedone del nero · h7 re del nero · c6 pedone del nero · d6 pedone del nero · h6 pedone del nero · a5 donna del nero · c5 cavallo del nero · f5 cavallo del bianco · d4 cavallo del bianco · e4 pedone del bianco · b3 pedone del bianco · e3 donna del bianco · a2 pedone del bianco · c2 pedone del bianco · f2 pedone del bianco · g2 pedone del bianco · h2 pedone del bianco · d1 torre del bianco · e1 torre del bianco · g1 re del bianco | b8 torre del nero · f8 torre del nero · a7 pedone del nero · c7 pedone del nero · d7 alfiere del nero · f7 pedone del nero · g7 pedone del nero · h7 re del nero · c6 pedone del nero · d6 pedone del nero · h6 pedone del nero · a5 donna del nero · c5 cavallo del nero · f5 cavallo del bianco · d4 cavallo del bianco · e4 pedone del bianco · b3 pedone del bianco · e3 donna del bianco · a2 pedone del bianco · c2 pedone del bianco · f2 pedone del bianco · g2 pedone del bianco · h2 pedone del bianco · d1 torre del bianco · e1 torre del bianco · g1 re del bianco | b8 torre del nero · f8 torre del nero · a7 pedone del nero · c7 pedone del nero · d7 alfiere del nero · f7 pedone del nero · g7 pedone del nero · h7 re del nero · c6 pedone del nero · d6 pedone del nero · h6 pedone del nero · a5 donna del nero · c5 cavallo del nero · f5 cavallo del bianco · d4 cavallo del bianco · e4 pedone del bianco · b3 pedone del bianco · e3 donna del bianco · a2 pedone del bianco · c2 pedone del bianco · f2 pedone del bianco · g2 pedone del bianco · h2 pedone del bianco · d1 torre del bianco · e1 torre del bianco · g1 re del bianco | 8 |
| 7 | b8 torre del nero · f8 torre del nero · a7 pedone del nero · c7 pedone del nero · d7 alfiere del nero · f7 pedone del nero · g7 pedone del nero · h7 re del nero · c6 pedone del nero · d6 pedone del nero · h6 pedone del nero · a5 donna del nero · c5 cavallo del nero · f5 cavallo del bianco · d4 cavallo del bianco · e4 pedone del bianco · b3 pedone del bianco · e3 donna del bianco · a2 pedone del bianco · c2 pedone del bianco · f2 pedone del bianco · g2 pedone del bianco · h2 pedone del bianco · d1 torre del bianco · e1 torre del bianco · g1 re del bianco | b8 torre del nero · f8 torre del nero · a7 pedone del nero · c7 pedone del nero · d7 alfiere del nero · f7 pedone del nero · g7 pedone del nero · h7 re del nero · c6 pedone del nero · d6 pedone del nero · h6 pedone del nero · a5 donna del nero · c5 cavallo del nero · f5 cavallo del bianco · d4 cavallo del bianco · e4 pedone del bianco · b3 pedone del bianco · e3 donna del bianco · a2 pedone del bianco · c2 pedone del bianco · f2 pedone del bianco · g2 pedone del bianco · h2 pedone del bianco · d1 torre del bianco · e1 torre del bianco · g1 re del bianco | b8 torre del nero · f8 torre del nero · a7 pedone del nero · c7 pedone del nero · d7 alfiere del nero · f7 pedone del nero · g7 pedone del nero · h7 re del nero · c6 pedone del nero · d6 pedone del nero · h6 pedone del nero · a5 donna del nero · c5 cavallo del nero · f5 cavallo del bianco · d4 cavallo del bianco · e4 pedone del bianco · b3 pedone del bianco · e3 donna del bianco · a2 pedone del bianco · c2 pedone del bianco · f2 pedone del bianco · g2 pedone del bianco · h2 pedone del bianco · d1 torre del bianco · e1 torre del bianco · g1 re del bianco | b8 torre del nero · f8 torre del nero · a7 pedone del nero · c7 pedone del nero · d7 alfiere del nero · f7 pedone del nero · g7 pedone del nero · h7 re del nero · c6 pedone del nero · d6 pedone del nero · h6 pedone del nero · a5 donna del nero · c5 cavallo del nero · f5 cavallo del bianco · d4 cavallo del bianco · e4 pedone del bianco · b3 pedone del bianco · e3 donna del bianco · a2 pedone del bianco · c2 pedone del bianco · f2 pedone del bianco · g2 pedone del bianco · h2 pedone del bianco · d1 torre del bianco · e1 torre del bianco · g1 re del bianco | b8 torre del nero · f8 torre del nero · a7 pedone del nero · c7 pedone del nero · d7 alfiere del nero · f7 pedone del nero · g7 pedone del nero · h7 re del nero · c6 pedone del nero · d6 pedone del nero · h6 pedone del nero · a5 donna del nero · c5 cavallo del nero · f5 cavallo del bianco · d4 cavallo del bianco · e4 pedone del bianco · b3 pedone del bianco · e3 donna del bianco · a2 pedone del bianco · c2 pedone del bianco · f2 pedone del bianco · g2 pedone del bianco · h2 pedone del bianco · d1 torre del bianco · e1 torre del bianco · g1 re del bianco | b8 torre del nero · f8 torre del nero · a7 pedone del nero · c7 pedone del nero · d7 alfiere del nero · f7 pedone del nero · g7 pedone del nero · h7 re del nero · c6 pedone del nero · d6 pedone del nero · h6 pedone del nero · a5 donna del nero · c5 cavallo del nero · f5 cavallo del bianco · d4 cavallo del bianco · e4 pedone del bianco · b3 pedone del bianco · e3 donna del bianco · a2 pedone del bianco · c2 pedone del bianco · f2 pedone del bianco · g2 pedone del bianco · h2 pedone del bianco · d1 torre del bianco · e1 torre del bianco · g1 re del bianco | b8 torre del nero · f8 torre del nero · a7 pedone del nero · c7 pedone del nero · d7 alfiere del nero · f7 pedone del nero · g7 pedone del nero · h7 re del nero · c6 pedone del nero · d6 pedone del nero · h6 pedone del nero · a5 donna del nero · c5 cavallo del nero · f5 cavallo del bianco · d4 cavallo del bianco · e4 pedone del bianco · b3 pedone del bianco · e3 donna del bianco · a2 pedone del bianco · c2 pedone del bianco · f2 pedone del bianco · g2 pedone del bianco · h2 pedone del bianco · d1 torre del bianco · e1 torre del bianco · g1 re del bianco | b8 torre del nero · f8 torre del nero · a7 pedone del nero · c7 pedone del nero · d7 alfiere del nero · f7 pedone del nero · g7 pedone del nero · h7 re del nero · c6 pedone del nero · d6 pedone del nero · h6 pedone del nero · a5 donna del nero · c5 cavallo del nero · f5 cavallo del bianco · d4 cavallo del bianco · e4 pedone del bianco · b3 pedone del bianco · e3 donna del bianco · a2 pedone del bianco · c2 pedone del bianco · f2 pedone del bianco · g2 pedone del bianco · h2 pedone del bianco · d1 torre del bianco · e1 torre del bianco · g1 re del bianco | 7 |
| 6 | b8 torre del nero · f8 torre del nero · a7 pedone del nero · c7 pedone del nero · d7 alfiere del nero · f7 pedone del nero · g7 pedone del nero · h7 re del nero · c6 pedone del nero · d6 pedone del nero · h6 pedone del nero · a5 donna del nero · c5 cavallo del nero · f5 cavallo del bianco · d4 cavallo del bianco · e4 pedone del bianco · b3 pedone del bianco · e3 donna del bianco · a2 pedone del bianco · c2 pedone del bianco · f2 pedone del bianco · g2 pedone del bianco · h2 pedone del bianco · d1 torre del bianco · e1 torre del bianco · g1 re del bianco | b8 torre del nero · f8 torre del nero · a7 pedone del nero · c7 pedone del nero · d7 alfiere del nero · f7 pedone del nero · g7 pedone del nero · h7 re del nero · c6 pedone del nero · d6 pedone del nero · h6 pedone del nero · a5 donna del nero · c5 cavallo del nero · f5 cavallo del bianco · d4 cavallo del bianco · e4 pedone del bianco · b3 pedone del bianco · e3 donna del bianco · a2 pedone del bianco · c2 pedone del bianco · f2 pedone del bianco · g2 pedone del bianco · h2 pedone del bianco · d1 torre del bianco · e1 torre del bianco · g1 re del bianco | b8 torre del nero · f8 torre del nero · a7 pedone del nero · c7 pedone del nero · d7 alfiere del nero · f7 pedone del nero · g7 pedone del nero · h7 re del nero · c6 pedone del nero · d6 pedone del nero · h6 pedone del nero · a5 donna del nero · c5 cavallo del nero · f5 cavallo del bianco · d4 cavallo del bianco · e4 pedone del bianco · b3 pedone del bianco · e3 donna del bianco · a2 pedone del bianco · c2 pedone del bianco · f2 pedone del bianco · g2 pedone del bianco · h2 pedone del bianco · d1 torre del bianco · e1 torre del bianco · g1 re del bianco | b8 torre del nero · f8 torre del nero · a7 pedone del nero · c7 pedone del nero · d7 alfiere del nero · f7 pedone del nero · g7 pedone del nero · h7 re del nero · c6 pedone del nero · d6 pedone del nero · h6 pedone del nero · a5 donna del nero · c5 cavallo del nero · f5 cavallo del bianco · d4 cavallo del bianco · e4 pedone del bianco · b3 pedone del bianco · e3 donna del bianco · a2 pedone del bianco · c2 pedone del bianco · f2 pedone del bianco · g2 pedone del bianco · h2 pedone del bianco · d1 torre del bianco · e1 torre del bianco · g1 re del bianco | b8 torre del nero · f8 torre del nero · a7 pedone del nero · c7 pedone del nero · d7 alfiere del nero · f7 pedone del nero · g7 pedone del nero · h7 re del nero · c6 pedone del nero · d6 pedone del nero · h6 pedone del nero · a5 donna del nero · c5 cavallo del nero · f5 cavallo del bianco · d4 cavallo del bianco · e4 pedone del bianco · b3 pedone del bianco · e3 donna del bianco · a2 pedone del bianco · c2 pedone del bianco · f2 pedone del bianco · g2 pedone del bianco · h2 pedone del bianco · d1 torre del bianco · e1 torre del bianco · g1 re del bianco | b8 torre del nero · f8 torre del nero · a7 pedone del nero · c7 pedone del nero · d7 alfiere del nero · f7 pedone del nero · g7 pedone del nero · h7 re del nero · c6 pedone del nero · d6 pedone del nero · h6 pedone del nero · a5 donna del nero · c5 cavallo del nero · f5 cavallo del bianco · d4 cavallo del bianco · e4 pedone del bianco · b3 pedone del bianco · e3 donna del bianco · a2 pedone del bianco · c2 pedone del bianco · f2 pedone del bianco · g2 pedone del bianco · h2 pedone del bianco · d1 torre del bianco · e1 torre del bianco · g1 re del bianco | b8 torre del nero · f8 torre del nero · a7 pedone del nero · c7 pedone del nero · d7 alfiere del nero · f7 pedone del nero · g7 pedone del nero · h7 re del nero · c6 pedone del nero · d6 pedone del nero · h6 pedone del nero · a5 donna del nero · c5 cavallo del nero · f5 cavallo del bianco · d4 cavallo del bianco · e4 pedone del bianco · b3 pedone del bianco · e3 donna del bianco · a2 pedone del bianco · c2 pedone del bianco · f2 pedone del bianco · g2 pedone del bianco · h2 pedone del bianco · d1 torre del bianco · e1 torre del bianco · g1 re del bianco | b8 torre del nero · f8 torre del nero · a7 pedone del nero · c7 pedone del nero · d7 alfiere del nero · f7 pedone del nero · g7 pedone del nero · h7 re del nero · c6 pedone del nero · d6 pedone del nero · h6 pedone del nero · a5 donna del nero · c5 cavallo del nero · f5 cavallo del bianco · d4 cavallo del bianco · e4 pedone del bianco · b3 pedone del bianco · e3 donna del bianco · a2 pedone del bianco · c2 pedone del bianco · f2 pedone del bianco · g2 pedone del bianco · h2 pedone del bianco · d1 torre del bianco · e1 torre del bianco · g1 re del bianco | 6 |
| 5 | b8 torre del nero · f8 torre del nero · a7 pedone del nero · c7 pedone del nero · d7 alfiere del nero · f7 pedone del nero · g7 pedone del nero · h7 re del nero · c6 pedone del nero · d6 pedone del nero · h6 pedone del nero · a5 donna del nero · c5 cavallo del nero · f5 cavallo del bianco · d4 cavallo del bianco · e4 pedone del bianco · b3 pedone del bianco · e3 donna del bianco · a2 pedone del bianco · c2 pedone del bianco · f2 pedone del bianco · g2 pedone del bianco · h2 pedone del bianco · d1 torre del bianco · e1 torre del bianco · g1 re del bianco | b8 torre del nero · f8 torre del nero · a7 pedone del nero · c7 pedone del nero · d7 alfiere del nero · f7 pedone del nero · g7 pedone del nero · h7 re del nero · c6 pedone del nero · d6 pedone del nero · h6 pedone del nero · a5 donna del nero · c5 cavallo del nero · f5 cavallo del bianco · d4 cavallo del bianco · e4 pedone del bianco · b3 pedone del bianco · e3 donna del bianco · a2 pedone del bianco · c2 pedone del bianco · f2 pedone del bianco · g2 pedone del bianco · h2 pedone del bianco · d1 torre del bianco · e1 torre del bianco · g1 re del bianco | b8 torre del nero · f8 torre del nero · a7 pedone del nero · c7 pedone del nero · d7 alfiere del nero · f7 pedone del nero · g7 pedone del nero · h7 re del nero · c6 pedone del nero · d6 pedone del nero · h6 pedone del nero · a5 donna del nero · c5 cavallo del nero · f5 cavallo del bianco · d4 cavallo del bianco · e4 pedone del bianco · b3 pedone del bianco · e3 donna del bianco · a2 pedone del bianco · c2 pedone del bianco · f2 pedone del bianco · g2 pedone del bianco · h2 pedone del bianco · d1 torre del bianco · e1 torre del bianco · g1 re del bianco | b8 torre del nero · f8 torre del nero · a7 pedone del nero · c7 pedone del nero · d7 alfiere del nero · f7 pedone del nero · g7 pedone del nero · h7 re del nero · c6 pedone del nero · d6 pedone del nero · h6 pedone del nero · a5 donna del nero · c5 cavallo del nero · f5 cavallo del bianco · d4 cavallo del bianco · e4 pedone del bianco · b3 pedone del bianco · e3 donna del bianco · a2 pedone del bianco · c2 pedone del bianco · f2 pedone del bianco · g2 pedone del bianco · h2 pedone del bianco · d1 torre del bianco · e1 torre del bianco · g1 re del bianco | b8 torre del nero · f8 torre del nero · a7 pedone del nero · c7 pedone del nero · d7 alfiere del nero · f7 pedone del nero · g7 pedone del nero · h7 re del nero · c6 pedone del nero · d6 pedone del nero · h6 pedone del nero · a5 donna del nero · c5 cavallo del nero · f5 cavallo del bianco · d4 cavallo del bianco · e4 pedone del bianco · b3 pedone del bianco · e3 donna del bianco · a2 pedone del bianco · c2 pedone del bianco · f2 pedone del bianco · g2 pedone del bianco · h2 pedone del bianco · d1 torre del bianco · e1 torre del bianco · g1 re del bianco | b8 torre del nero · f8 torre del nero · a7 pedone del nero · c7 pedone del nero · d7 alfiere del nero · f7 pedone del nero · g7 pedone del nero · h7 re del nero · c6 pedone del nero · d6 pedone del nero · h6 pedone del nero · a5 donna del nero · c5 cavallo del nero · f5 cavallo del bianco · d4 cavallo del bianco · e4 pedone del bianco · b3 pedone del bianco · e3 donna del bianco · a2 pedone del bianco · c2 pedone del bianco · f2 pedone del bianco · g2 pedone del bianco · h2 pedone del bianco · d1 torre del bianco · e1 torre del bianco · g1 re del bianco | b8 torre del nero · f8 torre del nero · a7 pedone del nero · c7 pedone del nero · d7 alfiere del nero · f7 pedone del nero · g7 pedone del nero · h7 re del nero · c6 pedone del nero · d6 pedone del nero · h6 pedone del nero · a5 donna del nero · c5 cavallo del nero · f5 cavallo del bianco · d4 cavallo del bianco · e4 pedone del bianco · b3 pedone del bianco · e3 donna del bianco · a2 pedone del bianco · c2 pedone del bianco · f2 pedone del bianco · g2 pedone del bianco · h2 pedone del bianco · d1 torre del bianco · e1 torre del bianco · g1 re del bianco | b8 torre del nero · f8 torre del nero · a7 pedone del nero · c7 pedone del nero · d7 alfiere del nero · f7 pedone del nero · g7 pedone del nero · h7 re del nero · c6 pedone del nero · d6 pedone del nero · h6 pedone del nero · a5 donna del nero · c5 cavallo del nero · f5 cavallo del bianco · d4 cavallo del bianco · e4 pedone del bianco · b3 pedone del bianco · e3 donna del bianco · a2 pedone del bianco · c2 pedone del bianco · f2 pedone del bianco · g2 pedone del bianco · h2 pedone del bianco · d1 torre del bianco · e1 torre del bianco · g1 re del bianco | 5 |
| 4 | b8 torre del nero · f8 torre del nero · a7 pedone del nero · c7 pedone del nero · d7 alfiere del nero · f7 pedone del nero · g7 pedone del nero · h7 re del nero · c6 pedone del nero · d6 pedone del nero · h6 pedone del nero · a5 donna del nero · c5 cavallo del nero · f5 cavallo del bianco · d4 cavallo del bianco · e4 pedone del bianco · b3 pedone del bianco · e3 donna del bianco · a2 pedone del bianco · c2 pedone del bianco · f2 pedone del bianco · g2 pedone del bianco · h2 pedone del bianco · d1 torre del bianco · e1 torre del bianco · g1 re del bianco | b8 torre del nero · f8 torre del nero · a7 pedone del nero · c7 pedone del nero · d7 alfiere del nero · f7 pedone del nero · g7 pedone del nero · h7 re del nero · c6 pedone del nero · d6 pedone del nero · h6 pedone del nero · a5 donna del nero · c5 cavallo del nero · f5 cavallo del bianco · d4 cavallo del bianco · e4 pedone del bianco · b3 pedone del bianco · e3 donna del bianco · a2 pedone del bianco · c2 pedone del bianco · f2 pedone del bianco · g2 pedone del bianco · h2 pedone del bianco · d1 torre del bianco · e1 torre del bianco · g1 re del bianco | b8 torre del nero · f8 torre del nero · a7 pedone del nero · c7 pedone del nero · d7 alfiere del nero · f7 pedone del nero · g7 pedone del nero · h7 re del nero · c6 pedone del nero · d6 pedone del nero · h6 pedone del nero · a5 donna del nero · c5 cavallo del nero · f5 cavallo del bianco · d4 cavallo del bianco · e4 pedone del bianco · b3 pedone del bianco · e3 donna del bianco · a2 pedone del bianco · c2 pedone del bianco · f2 pedone del bianco · g2 pedone del bianco · h2 pedone del bianco · d1 torre del bianco · e1 torre del bianco · g1 re del bianco | b8 torre del nero · f8 torre del nero · a7 pedone del nero · c7 pedone del nero · d7 alfiere del nero · f7 pedone del nero · g7 pedone del nero · h7 re del nero · c6 pedone del nero · d6 pedone del nero · h6 pedone del nero · a5 donna del nero · c5 cavallo del nero · f5 cavallo del bianco · d4 cavallo del bianco · e4 pedone del bianco · b3 pedone del bianco · e3 donna del bianco · a2 pedone del bianco · c2 pedone del bianco · f2 pedone del bianco · g2 pedone del bianco · h2 pedone del bianco · d1 torre del bianco · e1 torre del bianco · g1 re del bianco | b8 torre del nero · f8 torre del nero · a7 pedone del nero · c7 pedone del nero · d7 alfiere del nero · f7 pedone del nero · g7 pedone del nero · h7 re del nero · c6 pedone del nero · d6 pedone del nero · h6 pedone del nero · a5 donna del nero · c5 cavallo del nero · f5 cavallo del bianco · d4 cavallo del bianco · e4 pedone del bianco · b3 pedone del bianco · e3 donna del bianco · a2 pedone del bianco · c2 pedone del bianco · f2 pedone del bianco · g2 pedone del bianco · h2 pedone del bianco · d1 torre del bianco · e1 torre del bianco · g1 re del bianco | b8 torre del nero · f8 torre del nero · a7 pedone del nero · c7 pedone del nero · d7 alfiere del nero · f7 pedone del nero · g7 pedone del nero · h7 re del nero · c6 pedone del nero · d6 pedone del nero · h6 pedone del nero · a5 donna del nero · c5 cavallo del nero · f5 cavallo del bianco · d4 cavallo del bianco · e4 pedone del bianco · b3 pedone del bianco · e3 donna del bianco · a2 pedone del bianco · c2 pedone del bianco · f2 pedone del bianco · g2 pedone del bianco · h2 pedone del bianco · d1 torre del bianco · e1 torre del bianco · g1 re del bianco | b8 torre del nero · f8 torre del nero · a7 pedone del nero · c7 pedone del nero · d7 alfiere del nero · f7 pedone del nero · g7 pedone del nero · h7 re del nero · c6 pedone del nero · d6 pedone del nero · h6 pedone del nero · a5 donna del nero · c5 cavallo del nero · f5 cavallo del bianco · d4 cavallo del bianco · e4 pedone del bianco · b3 pedone del bianco · e3 donna del bianco · a2 pedone del bianco · c2 pedone del bianco · f2 pedone del bianco · g2 pedone del bianco · h2 pedone del bianco · d1 torre del bianco · e1 torre del bianco · g1 re del bianco | b8 torre del nero · f8 torre del nero · a7 pedone del nero · c7 pedone del nero · d7 alfiere del nero · f7 pedone del nero · g7 pedone del nero · h7 re del nero · c6 pedone del nero · d6 pedone del nero · h6 pedone del nero · a5 donna del nero · c5 cavallo del nero · f5 cavallo del bianco · d4 cavallo del bianco · e4 pedone del bianco · b3 pedone del bianco · e3 donna del bianco · a2 pedone del bianco · c2 pedone del bianco · f2 pedone del bianco · g2 pedone del bianco · h2 pedone del bianco · d1 torre del bianco · e1 torre del bianco · g1 re del bianco | 4 |
| 3 | b8 torre del nero · f8 torre del nero · a7 pedone del nero · c7 pedone del nero · d7 alfiere del nero · f7 pedone del nero · g7 pedone del nero · h7 re del nero · c6 pedone del nero · d6 pedone del nero · h6 pedone del nero · a5 donna del nero · c5 cavallo del nero · f5 cavallo del bianco · d4 cavallo del bianco · e4 pedone del bianco · b3 pedone del bianco · e3 donna del bianco · a2 pedone del bianco · c2 pedone del bianco · f2 pedone del bianco · g2 pedone del bianco · h2 pedone del bianco · d1 torre del bianco · e1 torre del bianco · g1 re del bianco | b8 torre del nero · f8 torre del nero · a7 pedone del nero · c7 pedone del nero · d7 alfiere del nero · f7 pedone del nero · g7 pedone del nero · h7 re del nero · c6 pedone del nero · d6 pedone del nero · h6 pedone del nero · a5 donna del nero · c5 cavallo del nero · f5 cavallo del bianco · d4 cavallo del bianco · e4 pedone del bianco · b3 pedone del bianco · e3 donna del bianco · a2 pedone del bianco · c2 pedone del bianco · f2 pedone del bianco · g2 pedone del bianco · h2 pedone del bianco · d1 torre del bianco · e1 torre del bianco · g1 re del bianco | b8 torre del nero · f8 torre del nero · a7 pedone del nero · c7 pedone del nero · d7 alfiere del nero · f7 pedone del nero · g7 pedone del nero · h7 re del nero · c6 pedone del nero · d6 pedone del nero · h6 pedone del nero · a5 donna del nero · c5 cavallo del nero · f5 cavallo del bianco · d4 cavallo del bianco · e4 pedone del bianco · b3 pedone del bianco · e3 donna del bianco · a2 pedone del bianco · c2 pedone del bianco · f2 pedone del bianco · g2 pedone del bianco · h2 pedone del bianco · d1 torre del bianco · e1 torre del bianco · g1 re del bianco | b8 torre del nero · f8 torre del nero · a7 pedone del nero · c7 pedone del nero · d7 alfiere del nero · f7 pedone del nero · g7 pedone del nero · h7 re del nero · c6 pedone del nero · d6 pedone del nero · h6 pedone del nero · a5 donna del nero · c5 cavallo del nero · f5 cavallo del bianco · d4 cavallo del bianco · e4 pedone del bianco · b3 pedone del bianco · e3 donna del bianco · a2 pedone del bianco · c2 pedone del bianco · f2 pedone del bianco · g2 pedone del bianco · h2 pedone del bianco · d1 torre del bianco · e1 torre del bianco · g1 re del bianco | b8 torre del nero · f8 torre del nero · a7 pedone del nero · c7 pedone del nero · d7 alfiere del nero · f7 pedone del nero · g7 pedone del nero · h7 re del nero · c6 pedone del nero · d6 pedone del nero · h6 pedone del nero · a5 donna del nero · c5 cavallo del nero · f5 cavallo del bianco · d4 cavallo del bianco · e4 pedone del bianco · b3 pedone del bianco · e3 donna del bianco · a2 pedone del bianco · c2 pedone del bianco · f2 pedone del bianco · g2 pedone del bianco · h2 pedone del bianco · d1 torre del bianco · e1 torre del bianco · g1 re del bianco | b8 torre del nero · f8 torre del nero · a7 pedone del nero · c7 pedone del nero · d7 alfiere del nero · f7 pedone del nero · g7 pedone del nero · h7 re del nero · c6 pedone del nero · d6 pedone del nero · h6 pedone del nero · a5 donna del nero · c5 cavallo del nero · f5 cavallo del bianco · d4 cavallo del bianco · e4 pedone del bianco · b3 pedone del bianco · e3 donna del bianco · a2 pedone del bianco · c2 pedone del bianco · f2 pedone del bianco · g2 pedone del bianco · h2 pedone del bianco · d1 torre del bianco · e1 torre del bianco · g1 re del bianco | b8 torre del nero · f8 torre del nero · a7 pedone del nero · c7 pedone del nero · d7 alfiere del nero · f7 pedone del nero · g7 pedone del nero · h7 re del nero · c6 pedone del nero · d6 pedone del nero · h6 pedone del nero · a5 donna del nero · c5 cavallo del nero · f5 cavallo del bianco · d4 cavallo del bianco · e4 pedone del bianco · b3 pedone del bianco · e3 donna del bianco · a2 pedone del bianco · c2 pedone del bianco · f2 pedone del bianco · g2 pedone del bianco · h2 pedone del bianco · d1 torre del bianco · e1 torre del bianco · g1 re del bianco | b8 torre del nero · f8 torre del nero · a7 pedone del nero · c7 pedone del nero · d7 alfiere del nero · f7 pedone del nero · g7 pedone del nero · h7 re del nero · c6 pedone del nero · d6 pedone del nero · h6 pedone del nero · a5 donna del nero · c5 cavallo del nero · f5 cavallo del bianco · d4 cavallo del bianco · e4 pedone del bianco · b3 pedone del bianco · e3 donna del bianco · a2 pedone del bianco · c2 pedone del bianco · f2 pedone del bianco · g2 pedone del bianco · h2 pedone del bianco · d1 torre del bianco · e1 torre del bianco · g1 re del bianco | 3 |
| 2 | b8 torre del nero · f8 torre del nero · a7 pedone del nero · c7 pedone del nero · d7 alfiere del nero · f7 pedone del nero · g7 pedone del nero · h7 re del nero · c6 pedone del nero · d6 pedone del nero · h6 pedone del nero · a5 donna del nero · c5 cavallo del nero · f5 cavallo del bianco · d4 cavallo del bianco · e4 pedone del bianco · b3 pedone del bianco · e3 donna del bianco · a2 pedone del bianco · c2 pedone del bianco · f2 pedone del bianco · g2 pedone del bianco · h2 pedone del bianco · d1 torre del bianco · e1 torre del bianco · g1 re del bianco | b8 torre del nero · f8 torre del nero · a7 pedone del nero · c7 pedone del nero · d7 alfiere del nero · f7 pedone del nero · g7 pedone del nero · h7 re del nero · c6 pedone del nero · d6 pedone del nero · h6 pedone del nero · a5 donna del nero · c5 cavallo del nero · f5 cavallo del bianco · d4 cavallo del bianco · e4 pedone del bianco · b3 pedone del bianco · e3 donna del bianco · a2 pedone del bianco · c2 pedone del bianco · f2 pedone del bianco · g2 pedone del bianco · h2 pedone del bianco · d1 torre del bianco · e1 torre del bianco · g1 re del bianco | b8 torre del nero · f8 torre del nero · a7 pedone del nero · c7 pedone del nero · d7 alfiere del nero · f7 pedone del nero · g7 pedone del nero · h7 re del nero · c6 pedone del nero · d6 pedone del nero · h6 pedone del nero · a5 donna del nero · c5 cavallo del nero · f5 cavallo del bianco · d4 cavallo del bianco · e4 pedone del bianco · b3 pedone del bianco · e3 donna del bianco · a2 pedone del bianco · c2 pedone del bianco · f2 pedone del bianco · g2 pedone del bianco · h2 pedone del bianco · d1 torre del bianco · e1 torre del bianco · g1 re del bianco | b8 torre del nero · f8 torre del nero · a7 pedone del nero · c7 pedone del nero · d7 alfiere del nero · f7 pedone del nero · g7 pedone del nero · h7 re del nero · c6 pedone del nero · d6 pedone del nero · h6 pedone del nero · a5 donna del nero · c5 cavallo del nero · f5 cavallo del bianco · d4 cavallo del bianco · e4 pedone del bianco · b3 pedone del bianco · e3 donna del bianco · a2 pedone del bianco · c2 pedone del bianco · f2 pedone del bianco · g2 pedone del bianco · h2 pedone del bianco · d1 torre del bianco · e1 torre del bianco · g1 re del bianco | b8 torre del nero · f8 torre del nero · a7 pedone del nero · c7 pedone del nero · d7 alfiere del nero · f7 pedone del nero · g7 pedone del nero · h7 re del nero · c6 pedone del nero · d6 pedone del nero · h6 pedone del nero · a5 donna del nero · c5 cavallo del nero · f5 cavallo del bianco · d4 cavallo del bianco · e4 pedone del bianco · b3 pedone del bianco · e3 donna del bianco · a2 pedone del bianco · c2 pedone del bianco · f2 pedone del bianco · g2 pedone del bianco · h2 pedone del bianco · d1 torre del bianco · e1 torre del bianco · g1 re del bianco | b8 torre del nero · f8 torre del nero · a7 pedone del nero · c7 pedone del nero · d7 alfiere del nero · f7 pedone del nero · g7 pedone del nero · h7 re del nero · c6 pedone del nero · d6 pedone del nero · h6 pedone del nero · a5 donna del nero · c5 cavallo del nero · f5 cavallo del bianco · d4 cavallo del bianco · e4 pedone del bianco · b3 pedone del bianco · e3 donna del bianco · a2 pedone del bianco · c2 pedone del bianco · f2 pedone del bianco · g2 pedone del bianco · h2 pedone del bianco · d1 torre del bianco · e1 torre del bianco · g1 re del bianco | b8 torre del nero · f8 torre del nero · a7 pedone del nero · c7 pedone del nero · d7 alfiere del nero · f7 pedone del nero · g7 pedone del nero · h7 re del nero · c6 pedone del nero · d6 pedone del nero · h6 pedone del nero · a5 donna del nero · c5 cavallo del nero · f5 cavallo del bianco · d4 cavallo del bianco · e4 pedone del bianco · b3 pedone del bianco · e3 donna del bianco · a2 pedone del bianco · c2 pedone del bianco · f2 pedone del bianco · g2 pedone del bianco · h2 pedone del bianco · d1 torre del bianco · e1 torre del bianco · g1 re del bianco | b8 torre del nero · f8 torre del nero · a7 pedone del nero · c7 pedone del nero · d7 alfiere del nero · f7 pedone del nero · g7 pedone del nero · h7 re del nero · c6 pedone del nero · d6 pedone del nero · h6 pedone del nero · a5 donna del nero · c5 cavallo del nero · f5 cavallo del bianco · d4 cavallo del bianco · e4 pedone del bianco · b3 pedone del bianco · e3 donna del bianco · a2 pedone del bianco · c2 pedone del bianco · f2 pedone del bianco · g2 pedone del bianco · h2 pedone del bianco · d1 torre del bianco · e1 torre del bianco · g1 re del bianco | 2 |
| 1 | b8 torre del nero · f8 torre del nero · a7 pedone del nero · c7 pedone del nero · d7 alfiere del nero · f7 pedone del nero · g7 pedone del nero · h7 re del nero · c6 pedone del nero · d6 pedone del nero · h6 pedone del nero · a5 donna del nero · c5 cavallo del nero · f5 cavallo del bianco · d4 cavallo del bianco · e4 pedone del bianco · b3 pedone del bianco · e3 donna del bianco · a2 pedone del bianco · c2 pedone del bianco · f2 pedone del bianco · g2 pedone del bianco · h2 pedone del bianco · d1 torre del bianco · e1 torre del bianco · g1 re del bianco | b8 torre del nero · f8 torre del nero · a7 pedone del nero · c7 pedone del nero · d7 alfiere del nero · f7 pedone del nero · g7 pedone del nero · h7 re del nero · c6 pedone del nero · d6 pedone del nero · h6 pedone del nero · a5 donna del nero · c5 cavallo del nero · f5 cavallo del bianco · d4 cavallo del bianco · e4 pedone del bianco · b3 pedone del bianco · e3 donna del bianco · a2 pedone del bianco · c2 pedone del bianco · f2 pedone del bianco · g2 pedone del bianco · h2 pedone del bianco · d1 torre del bianco · e1 torre del bianco · g1 re del bianco | b8 torre del nero · f8 torre del nero · a7 pedone del nero · c7 pedone del nero · d7 alfiere del nero · f7 pedone del nero · g7 pedone del nero · h7 re del nero · c6 pedone del nero · d6 pedone del nero · h6 pedone del nero · a5 donna del nero · c5 cavallo del nero · f5 cavallo del bianco · d4 cavallo del bianco · e4 pedone del bianco · b3 pedone del bianco · e3 donna del bianco · a2 pedone del bianco · c2 pedone del bianco · f2 pedone del bianco · g2 pedone del bianco · h2 pedone del bianco · d1 torre del bianco · e1 torre del bianco · g1 re del bianco | b8 torre del nero · f8 torre del nero · a7 pedone del nero · c7 pedone del nero · d7 alfiere del nero · f7 pedone del nero · g7 pedone del nero · h7 re del nero · c6 pedone del nero · d6 pedone del nero · h6 pedone del nero · a5 donna del nero · c5 cavallo del nero · f5 cavallo del bianco · d4 cavallo del bianco · e4 pedone del bianco · b3 pedone del bianco · e3 donna del bianco · a2 pedone del bianco · c2 pedone del bianco · f2 pedone del bianco · g2 pedone del bianco · h2 pedone del bianco · d1 torre del bianco · e1 torre del bianco · g1 re del bianco | b8 torre del nero · f8 torre del nero · a7 pedone del nero · c7 pedone del nero · d7 alfiere del nero · f7 pedone del nero · g7 pedone del nero · h7 re del nero · c6 pedone del nero · d6 pedone del nero · h6 pedone del nero · a5 donna del nero · c5 cavallo del nero · f5 cavallo del bianco · d4 cavallo del bianco · e4 pedone del bianco · b3 pedone del bianco · e3 donna del bianco · a2 pedone del bianco · c2 pedone del bianco · f2 pedone del bianco · g2 pedone del bianco · h2 pedone del bianco · d1 torre del bianco · e1 torre del bianco · g1 re del bianco | b8 torre del nero · f8 torre del nero · a7 pedone del nero · c7 pedone del nero · d7 alfiere del nero · f7 pedone del nero · g7 pedone del nero · h7 re del nero · c6 pedone del nero · d6 pedone del nero · h6 pedone del nero · a5 donna del nero · c5 cavallo del nero · f5 cavallo del bianco · d4 cavallo del bianco · e4 pedone del bianco · b3 pedone del bianco · e3 donna del bianco · a2 pedone del bianco · c2 pedone del bianco · f2 pedone del bianco · g2 pedone del bianco · h2 pedone del bianco · d1 torre del bianco · e1 torre del bianco · g1 re del bianco | b8 torre del nero · f8 torre del nero · a7 pedone del nero · c7 pedone del nero · d7 alfiere del nero · f7 pedone del nero · g7 pedone del nero · h7 re del nero · c6 pedone del nero · d6 pedone del nero · h6 pedone del nero · a5 donna del nero · c5 cavallo del nero · f5 cavallo del bianco · d4 cavallo del bianco · e4 pedone del bianco · b3 pedone del bianco · e3 donna del bianco · a2 pedone del bianco · c2 pedone del bianco · f2 pedone del bianco · g2 pedone del bianco · h2 pedone del bianco · d1 torre del bianco · e1 torre del bianco · g1 re del bianco | b8 torre del nero · f8 torre del nero · a7 pedone del nero · c7 pedone del nero · d7 alfiere del nero · f7 pedone del nero · g7 pedone del nero · h7 re del nero · c6 pedone del nero · d6 pedone del nero · h6 pedone del nero · a5 donna del nero · c5 cavallo del nero · f5 cavallo del bianco · d4 cavallo del bianco · e4 pedone del bianco · b3 pedone del bianco · e3 donna del bianco · a2 pedone del bianco · c2 pedone del bianco · f2 pedone del bianco · g2 pedone del bianco · h2 pedone del bianco · d1 torre del bianco · e1 torre del bianco · g1 re del bianco | 1 |
| | a | b | c | d | e | f | g | h |   |

20. g4 Tbe8 21. f3 Ce6 22. Ce2 Dxa2?
Bernstein crede di poter guadagnare impunemente il pedone, non sospettando la profonda combinazione che segue; sarebbe stato opportuno cambiare le donne con 22…Db6.
23. Ceg3
| \| \| a \| b \| c \| d \| e \| f \| g \| h \| \| \| 8 \| e8 torre del nero · f8 torre del nero · a7 pedone del nero · c7 pedone del nero · d7 alfiere del nero · f7 pedone del nero · g7 pedone del nero · h7 re del nero · c6 pedone del nero · d6 pedone del nero · e6 cavallo del nero · h6 pedone del nero · f5 cavallo del bianco · e4 pedone del bianco · g4 pedone del bianco · b3 pedone del bianco · e3 donna del bianco · f3 pedone del bianco · g3 cavallo del bianco · a2 donna del nero · c2 pedone del bianco · h2 pedone del bianco · d1 torre del bianco · e1 torre del bianco · g1 re del bianco \| e8 torre del nero · f8 torre del nero · a7 pedone del nero · c7 pedone del nero · d7 alfiere del nero · f7 pedone del nero · g7 pedone del nero · h7 re del nero · c6 pedone del nero · d6 pedone del nero · e6 cavallo del nero · h6 pedone del nero · f5 cavallo del bianco · e4 pedone del bianco · g4 pedone del bianco · b3 pedone del bianco · e3 donna del bianco · f3 pedone del bianco · g3 cavallo del bianco · a2 donna del nero · c2 pedone del bianco · h2 pedone del bianco · d1 torre del bianco · e1 torre del bianco · g1 re del bianco \| e8 torre del nero · f8 torre del nero · a7 pedone del nero · c7 pedone del nero · d7 alfiere del nero · f7 pedone del nero · g7 pedone del nero · h7 re del nero · c6 pedone del nero · d6 pedone del nero · e6 cavallo del nero · h6 pedone del nero · f5 cavallo del bianco · e4 pedone del bianco · g4 pedone del bianco · b3 pedone del bianco · e3 donna del bianco · f3 pedone del bianco · g3 cavallo del bianco · a2 donna del nero · c2 pedone del bianco · h2 pedone del bianco · d1 torre del bianco · e1 torre del bianco · g1 re del bianco \| e8 torre del nero · f8 torre del nero · a7 pedone del nero · c7 pedone del nero · d7 alfiere del nero · f7 pedone del nero · g7 pedone del nero · h7 re del nero · c6 pedone del nero · d6 pedone del nero · e6 cavallo del nero · h6 pedone del nero · f5 cavallo del bianco · e4 pedone del bianco · g4 pedone del bianco · b3 pedone del bianco · e3 donna del bianco · f3 pedone del bianco · g3 cavallo del bianco · a2 donna del nero · c2 pedone del bianco · h2 pedone del bianco · d1 torre del bianco · e1 torre del bianco · g1 re del bianco \| e8 torre del nero · f8 torre del nero · a7 pedone del nero · c7 pedone del nero · d7 alfiere del nero · f7 pedone del nero · g7 pedone del nero · h7 re del nero · c6 pedone del nero · d6 pedone del nero · e6 cavallo del nero · h6 pedone del nero · f5 cavallo del bianco · e4 pedone del bianco · g4 pedone del bianco · b3 pedone del bianco · e3 donna del bianco · f3 pedone del bianco · g3 cavallo del bianco · a2 donna del nero · c2 pedone del bianco · h2 pedone del bianco · d1 torre del bianco · e1 torre del bianco · g1 re del bianco \| e8 torre del nero · f8 torre del nero · a7 pedone del nero · c7 pedone del nero · d7 alfiere del nero · f7 pedone del nero · g7 pedone del nero · h7 re del nero · c6 pedone del nero · d6 pedone del nero · e6 cavallo del nero · h6 pedone del nero · f5 cavallo del bianco · e4 pedone del bianco · g4 pedone del bianco · b3 pedone del bianco · e3 donna del bianco · f3 pedone del bianco · g3 cavallo del bianco · a2 donna del nero · c2 pedone del bianco · h2 pedone del bianco · d1 torre del bianco · e1 torre del bianco · g1 re del bianco \| e8 torre del nero · f8 torre del nero · a7 pedone del nero · c7 pedone del nero · d7 alfiere del nero · f7 pedone del nero · g7 pedone del nero · h7 re del nero · c6 pedone del nero · d6 pedone del nero · e6 cavallo del nero · h6 pedone del nero · f5 cavallo del bianco · e4 pedone del bianco · g4 pedone del bianco · b3 pedone del bianco · e3 donna del bianco · f3 pedone del bianco · g3 cavallo del bianco · a2 donna del nero · c2 pedone del bianco · h2 pedone del bianco · d1 torre del bianco · e1 torre del bianco · g1 re del bianco \| e8 torre del nero · f8 torre del nero · a7 pedone del nero · c7 pedone del nero · d7 alfiere del nero · f7 pedone del nero · g7 pedone del nero · h7 re del nero · c6 pedone del nero · d6 pedone del nero · e6 cavallo del nero · h6 pedone del nero · f5 cavallo del bianco · e4 pedone del bianco · g4 pedone del bianco · b3 pedone del bianco · e3 donna del bianco · f3 pedone del bianco · g3 cavallo del bianco · a2 donna del nero · c2 pedone del bianco · h2 pedone del bianco · d1 torre del bianco · e1 torre del bianco · g1 re del bianco \| 8 \| \| 7 \| e8 torre del nero · f8 torre del nero · a7 pedone del nero · c7 pedone del nero · d7 alfiere del nero · f7 pedone del nero · g7 pedone del nero · h7 re del nero · c6 pedone del nero · d6 pedone del nero · e6 cavallo del nero · h6 pedone del nero · f5 cavallo del bianco · e4 pedone del bianco · g4 pedone del bianco · b3 pedone del bianco · e3 donna del bianco · f3 pedone del bianco · g3 cavallo del bianco · a2 donna del nero · c2 pedone del bianco · h2 pedone del bianco · d1 torre del bianco · e1 torre del bianco · g1 re del bianco \| e8 torre del nero · f8 torre del nero · a7 pedone del nero · c7 pedone del nero · d7 alfiere del nero · f7 pedone del nero · g7 pedone del nero · h7 re del nero · c6 pedone del nero · d6 pedone del nero · e6 cavallo del nero · h6 pedone del nero · f5 cavallo del bianco · e4 pedone del bianco · g4 pedone del bianco · b3 pedone del bianco · e3 donna del bianco · f3 pedone del bianco · g3 cavallo del bianco · a2 donna del nero · c2 pedone del bianco · h2 pedone del bianco · d1 torre del bianco · e1 torre del bianco · g1 re del bianco \| e8 torre del nero · f8 torre del nero · a7 pedone del nero · c7 pedone del nero · d7 alfiere del nero · f7 pedone del nero · g7 pedone del nero · h7 re del nero · c6 pedone del nero · d6 pedone del nero · e6 cavallo del nero · h6 pedone del nero · f5 cavallo del bianco · e4 pedone del bianco · g4 pedone del bianco · b3 pedone del bianco · e3 donna del bianco · f3 pedone del bianco · g3 cavallo del bianco · a2 donna del nero · c2 pedone del bianco · h2 pedone del bianco · d1 torre del bianco · e1 torre del bianco · g1 re del bianco \| e8 torre del nero · f8 torre del nero · a7 pedone del nero · c7 pedone del nero · d7 alfiere del nero · f7 pedone del nero · g7 pedone del nero · h7 re del nero · c6 pedone del nero · d6 pedone del nero · e6 cavallo del nero · h6 pedone del nero · f5 cavallo del bianco · e4 pedone del bianco · g4 pedone del bianco · b3 pedone del bianco · e3 donna del bianco · f3 pedone del bianco · g3 cavallo del bianco · a2 donna del nero · c2 pedone del bianco · h2 pedone del bianco · d1 torre del bianco · e1 torre del bianco · g1 re del bianco \| e8 torre del nero · f8 torre del nero · a7 pedone del nero · c7 pedone del nero · d7 alfiere del nero · f7 pedone del nero · g7 pedone del nero · h7 re del nero · c6 pedone del nero · d6 pedone del nero · e6 cavallo del nero · h6 pedone del nero · f5 cavallo del bianco · e4 pedone del bianco · g4 pedone del bianco · b3 pedone del bianco · e3 donna del bianco · f3 pedone del bianco · g3 cavallo del bianco · a2 donna del nero · c2 pedone del bianco · h2 pedone del bianco · d1 torre del bianco · e1 torre del bianco · g1 re del bianco \| e8 torre del nero · f8 torre del nero · a7 pedone del nero · c7 pedone del nero · d7 alfiere del nero · f7 pedone del nero · g7 pedone del nero · h7 re del nero · c6 pedone del nero · d6 pedone del nero · e6 cavallo del nero · h6 pedone del nero · f5 cavallo del bianco · e4 pedone del bianco · g4 pedone del bianco · b3 pedone del bianco · e3 donna del bianco · f3 pedone del bianco · g3 cavallo del bianco · a2 donna del nero · c2 pedone del bianco · h2 pedone del bianco · d1 torre del bianco · e1 torre del bianco · g1 re del bianco \| e8 torre del nero · f8 torre del nero · a7 pedone del nero · c7 pedone del nero · d7 alfiere del nero · f7 pedone del nero · g7 pedone del nero · h7 re del nero · c6 pedone del nero · d6 pedone del nero · e6 cavallo del nero · h6 pedone del nero · f5 cavallo del bianco · e4 pedone del bianco · g4 pedone del bianco · b3 pedone del bianco · e3 donna del bianco · f3 pedone del bianco · g3 cavallo del bianco · a2 donna del nero · c2 pedone del bianco · h2 pedone del bianco · d1 torre del bianco · e1 torre del bianco · g1 re del bianco \| e8 torre del nero · f8 torre del nero · a7 pedone del nero · c7 pedone del nero · d7 alfiere del nero · f7 pedone del nero · g7 pedone del nero · h7 re del nero · c6 pedone del nero · d6 pedone del nero · e6 cavallo del nero · h6 pedone del nero · f5 cavallo del bianco · e4 pedone del bianco · g4 pedone del bianco · b3 pedone del bianco · e3 donna del bianco · f3 pedone del bianco · g3 cavallo del bianco · a2 donna del nero · c2 pedone del bianco · h2 pedone del bianco · d1 torre del bianco · e1 torre del bianco · g1 re del bianco \| 7 \| \| 6 \| e8 torre del nero · f8 torre del nero · a7 pedone del nero · c7 pedone del nero · d7 alfiere del nero · f7 pedone del nero · g7 pedone del nero · h7 re del nero · c6 pedone del nero · d6 pedone del nero · e6 cavallo del nero · h6 pedone del nero · f5 cavallo del bianco · e4 pedone del bianco · g4 pedone del bianco · b3 pedone del bianco · e3 donna del bianco · f3 pedone del bianco · g3 cavallo del bianco · a2 donna del nero · c2 pedone del bianco · h2 pedone del bianco · d1 torre del bianco · e1 torre del bianco · g1 re del bianco \| e8 torre del nero · f8 torre del nero · a7 pedone del nero · c7 pedone del nero · d7 alfiere del nero · f7 pedone del nero · g7 pedone del nero · h7 re del nero · c6 pedone del nero · d6 pedone del nero · e6 cavallo del nero · h6 pedone del nero · f5 cavallo del bianco · e4 pedone del bianco · g4 pedone del bianco · b3 pedone del bianco · e3 donna del bianco · f3 pedone del bianco · g3 cavallo del bianco · a2 donna del nero · c2 pedone del bianco · h2 pedone del bianco · d1 torre del bianco · e1 torre del bianco · g1 re del bianco \| e8 torre del nero · f8 torre del nero · a7 pedone del nero · c7 pedone del nero · d7 alfiere del nero · f7 pedone del nero · g7 pedone del nero · h7 re del nero · c6 pedone del nero · d6 pedone del nero · e6 cavallo del nero · h6 pedone del nero · f5 cavallo del bianco · e4 pedone del bianco · g4 pedone del bianco · b3 pedone del bianco · e3 donna del bianco · f3 pedone del bianco · g3 cavallo del bianco · a2 donna del nero · c2 pedone del bianco · h2 pedone del bianco · d1 torre del bianco · e1 torre del bianco · g1 re del bianco \| e8 torre del nero · f8 torre del nero · a7 pedone del nero · c7 pedone del nero · d7 alfiere del nero · f7 pedone del nero · g7 pedone del nero · h7 re del nero · c6 pedone del nero · d6 pedone del nero · e6 cavallo del nero · h6 pedone del nero · f5 cavallo del bianco · e4 pedone del bianco · g4 pedone del bianco · b3 pedone del bianco · e3 donna del bianco · f3 pedone del bianco · g3 cavallo del bianco · a2 donna del nero · c2 pedone del bianco · h2 pedone del bianco · d1 torre del bianco · e1 torre del bianco · g1 re del bianco \| e8 torre del nero · f8 torre del nero · a7 pedone del nero · c7 pedone del nero · d7 alfiere del nero · f7 pedone del nero · g7 pedone del nero · h7 re del nero · c6 pedone del nero · d6 pedone del nero · e6 cavallo del nero · h6 pedone del nero · f5 cavallo del bianco · e4 pedone del bianco · g4 pedone del bianco · b3 pedone del bianco · e3 donna del bianco · f3 pedone del bianco · g3 cavallo del bianco · a2 donna del nero · c2 pedone del bianco · h2 pedone del bianco · d1 torre del bianco · e1 torre del bianco · g1 re del bianco \| e8 torre del nero · f8 torre del nero · a7 pedone del nero · c7 pedone del nero · d7 alfiere del nero · f7 pedone del nero · g7 pedone del nero · h7 re del nero · c6 pedone del nero · d6 pedone del nero · e6 cavallo del nero · h6 pedone del nero · f5 cavallo del bianco · e4 pedone del bianco · g4 pedone del bianco · b3 pedone del bianco · e3 donna del bianco · f3 pedone del bianco · g3 cavallo del bianco · a2 donna del nero · c2 pedone del bianco · h2 pedone del bianco · d1 torre del bianco · e1 torre del bianco · g1 re del bianco \| e8 torre del nero · f8 torre del nero · a7 pedone del nero · c7 pedone del nero · d7 alfiere del nero · f7 pedone del nero · g7 pedone del nero · h7 re del nero · c6 pedone del nero · d6 pedone del nero · e6 cavallo del nero · h6 pedone del nero · f5 cavallo del bianco · e4 pedone del bianco · g4 pedone del bianco · b3 pedone del bianco · e3 donna del bianco · f3 pedone del bianco · g3 cavallo del bianco · a2 donna del nero · c2 pedone del bianco · h2 pedone del bianco · d1 torre del bianco · e1 torre del bianco · g1 re del bianco \| e8 torre del nero · f8 torre del nero · a7 pedone del nero · c7 pedone del nero · d7 alfiere del nero · f7 pedone del nero · g7 pedone del nero · h7 re del nero · c6 pedone del nero · d6 pedone del nero · e6 cavallo del nero · h6 pedone del nero · f5 cavallo del bianco · e4 pedone del bianco · g4 pedone del bianco · b3 pedone del bianco · e3 donna del bianco · f3 pedone del bianco · g3 cavallo del bianco · a2 donna del nero · c2 pedone del bianco · h2 pedone del bianco · d1 torre del bianco · e1 torre del bianco · g1 re del bianco \| 6 \| \| 5 \| e8 torre del nero · f8 torre del nero · a7 pedone del nero · c7 pedone del nero · d7 alfiere del nero · f7 pedone del nero · g7 pedone del nero · h7 re del nero · c6 pedone del nero · d6 pedone del nero · e6 cavallo del nero · h6 pedone del nero · f5 cavallo del bianco · e4 pedone del bianco · g4 pedone del bianco · b3 pedone del bianco · e3 donna del bianco · f3 pedone del bianco · g3 cavallo del bianco · a2 donna del nero · c2 pedone del bianco · h2 pedone del bianco · d1 torre del bianco · e1 torre del bianco · g1 re del bianco \| e8 torre del nero · f8 torre del nero · a7 pedone del nero · c7 pedone del nero · d7 alfiere del nero · f7 pedone del nero · g7 pedone del nero · h7 re del nero · c6 pedone del nero · d6 pedone del nero · e6 cavallo del nero · h6 pedone del nero · f5 cavallo del bianco · e4 pedone del bianco · g4 pedone del bianco · b3 pedone del bianco · e3 donna del bianco · f3 pedone del bianco · g3 cavallo del bianco · a2 donna del nero · c2 pedone del bianco · h2 pedone del bianco · d1 torre del bianco · e1 torre del bianco · g1 re del bianco \| e8 torre del nero · f8 torre del nero · a7 pedone del nero · c7 pedone del nero · d7 alfiere del nero · f7 pedone del nero · g7 pedone del nero · h7 re del nero · c6 pedone del nero · d6 pedone del nero · e6 cavallo del nero · h6 pedone del nero · f5 cavallo del bianco · e4 pedone del bianco · g4 pedone del bianco · b3 pedone del bianco · e3 donna del bianco · f3 pedone del bianco · g3 cavallo del bianco · a2 donna del nero · c2 pedone del bianco · h2 pedone del bianco · d1 torre del bianco · e1 torre del bianco · g1 re del bianco \| e8 torre del nero · f8 torre del nero · a7 pedone del nero · c7 pedone del nero · d7 alfiere del nero · f7 pedone del nero · g7 pedone del nero · h7 re del nero · c6 pedone del nero · d6 pedone del nero · e6 cavallo del nero · h6 pedone del nero · f5 cavallo del bianco · e4 pedone del bianco · g4 pedone del bianco · b3 pedone del bianco · e3 donna del bianco · f3 pedone del bianco · g3 cavallo del bianco · a2 donna del nero · c2 pedone del bianco · h2 pedone del bianco · d1 torre del bianco · e1 torre del bianco · g1 re del bianco \| e8 torre del nero · f8 torre del nero · a7 pedone del nero · c7 pedone del nero · d7 alfiere del nero · f7 pedone del nero · g7 pedone del nero · h7 re del nero · c6 pedone del nero · d6 pedone del nero · e6 cavallo del nero · h6 pedone del nero · f5 cavallo del bianco · e4 pedone del bianco · g4 pedone del bianco · b3 pedone del bianco · e3 donna del bianco · f3 pedone del bianco · g3 cavallo del bianco · a2 donna del nero · c2 pedone del bianco · h2 pedone del bianco · d1 torre del bianco · e1 torre del bianco · g1 re del bianco \| e8 torre del nero · f8 torre del nero · a7 pedone del nero · c7 pedone del nero · d7 alfiere del nero · f7 pedone del nero · g7 pedone del nero · h7 re del nero · c6 pedone del nero · d6 pedone del nero · e6 cavallo del nero · h6 pedone del nero · f5 cavallo del bianco · e4 pedone del bianco · g4 pedone del bianco · b3 pedone del bianco · e3 donna del bianco · f3 pedone del bianco · g3 cavallo del bianco · a2 donna del nero · c2 pedone del bianco · h2 pedone del bianco · d1 torre del bianco · e1 torre del bianco · g1 re del bianco \| e8 torre del nero · f8 torre del nero · a7 pedone del nero · c7 pedone del nero · d7 alfiere del nero · f7 pedone del nero · g7 pedone del nero · h7 re del nero · c6 pedone del nero · d6 pedone del nero · e6 cavallo del nero · h6 pedone del nero · f5 cavallo del bianco · e4 pedone del bianco · g4 pedone del bianco · b3 pedone del bianco · e3 donna del bianco · f3 pedone del bianco · g3 cavallo del bianco · a2 donna del nero · c2 pedone del bianco · h2 pedone del bianco · d1 torre del bianco · e1 torre del bianco · g1 re del bianco \| e8 torre del nero · f8 torre del nero · a7 pedone del nero · c7 pedone del nero · d7 alfiere del nero · f7 pedone del nero · g7 pedone del nero · h7 re del nero · c6 pedone del nero · d6 pedone del nero · e6 cavallo del nero · h6 pedone del nero · f5 cavallo del bianco · e4 pedone del bianco · g4 pedone del bianco · b3 pedone del bianco · e3 donna del bianco · f3 pedone del bianco · g3 cavallo del bianco · a2 donna del nero · c2 pedone del bianco · h2 pedone del bianco · d1 torre del bianco · e1 torre del bianco · g1 re del bianco \| 5 \| \| 4 \| e8 torre del nero · f8 torre del nero · a7 pedone del nero · c7 pedone del nero · d7 alfiere del nero · f7 pedone del nero · g7 pedone del nero · h7 re del nero · c6 pedone del nero · d6 pedone del nero · e6 cavallo del nero · h6 pedone del nero · f5 cavallo del bianco · e4 pedone del bianco · g4 pedone del bianco · b3 pedone del bianco · e3 donna del bianco · f3 pedone del bianco · g3 cavallo del bianco · a2 donna del nero · c2 pedone del bianco · h2 pedone del bianco · d1 torre del bianco · e1 torre del bianco · g1 re del bianco \| e8 torre del nero · f8 torre del nero · a7 pedone del nero · c7 pedone del nero · d7 alfiere del nero · f7 pedone del nero · g7 pedone del nero · h7 re del nero · c6 pedone del nero · d6 pedone del nero · e6 cavallo del nero · h6 pedone del nero · f5 cavallo del bianco · e4 pedone del bianco · g4 pedone del bianco · b3 pedone del bianco · e3 donna del bianco · f3 pedone del bianco · g3 cavallo del bianco · a2 donna del nero · c2 pedone del bianco · h2 pedone del bianco · d1 torre del bianco · e1 torre del bianco · g1 re del bianco \| e8 torre del nero · f8 torre del nero · a7 pedone del nero · c7 pedone del nero · d7 alfiere del nero · f7 pedone del nero · g7 pedone del nero · h7 re del nero · c6 pedone del nero · d6 pedone del nero · e6 cavallo del nero · h6 pedone del nero · f5 cavallo del bianco · e4 pedone del bianco · g4 pedone del bianco · b3 pedone del bianco · e3 donna del bianco · f3 pedone del bianco · g3 cavallo del bianco · a2 donna del nero · c2 pedone del bianco · h2 pedone del bianco · d1 torre del bianco · e1 torre del bianco · g1 re del bianco \| e8 torre del nero · f8 torre del nero · a7 pedone del nero · c7 pedone del nero · d7 alfiere del nero · f7 pedone del nero · g7 pedone del nero · h7 re del nero · c6 pedone del nero · d6 pedone del nero · e6 cavallo del nero · h6 pedone del nero · f5 cavallo del bianco · e4 pedone del bianco · g4 pedone del bianco · b3 pedone del bianco · e3 donna del bianco · f3 pedone del bianco · g3 cavallo del bianco · a2 donna del nero · c2 pedone del bianco · h2 pedone del bianco · d1 torre del bianco · e1 torre del bianco · g1 re del bianco \| e8 torre del nero · f8 torre del nero · a7 pedone del nero · c7 pedone del nero · d7 alfiere del nero · f7 pedone del nero · g7 pedone del nero · h7 re del nero · c6 pedone del nero · d6 pedone del nero · e6 cavallo del nero · h6 pedone del nero · f5 cavallo del bianco · e4 pedone del bianco · g4 pedone del bianco · b3 pedone del bianco · e3 donna del bianco · f3 pedone del bianco · g3 cavallo del bianco · a2 donna del nero · c2 pedone del bianco · h2 pedone del bianco · d1 torre del bianco · e1 torre del bianco · g1 re del bianco \| e8 torre del nero · f8 torre del nero · a7 pedone del nero · c7 pedone del nero · d7 alfiere del nero · f7 pedone del nero · g7 pedone del nero · h7 re del nero · c6 pedone del nero · d6 pedone del nero · e6 cavallo del nero · h6 pedone del nero · f5 cavallo del bianco · e4 pedone del bianco · g4 pedone del bianco · b3 pedone del bianco · e3 donna del bianco · f3 pedone del bianco · g3 cavallo del bianco · a2 donna del nero · c2 pedone del bianco · h2 pedone del bianco · d1 torre del bianco · e1 torre del bianco · g1 re del bianco \| e8 torre del nero · f8 torre del nero · a7 pedone del nero · c7 pedone del nero · d7 alfiere del nero · f7 pedone del nero · g7 pedone del nero · h7 re del nero · c6 pedone del nero · d6 pedone del nero · e6 cavallo del nero · h6 pedone del nero · f5 cavallo del bianco · e4 pedone del bianco · g4 pedone del bianco · b3 pedone del bianco · e3 donna del bianco · f3 pedone del bianco · g3 cavallo del bianco · a2 donna del nero · c2 pedone del bianco · h2 pedone del bianco · d1 torre del bianco · e1 torre del bianco · g1 re del bianco \| e8 torre del nero · f8 torre del nero · a7 pedone del nero · c7 pedone del nero · d7 alfiere del nero · f7 pedone del nero · g7 pedone del nero · h7 re del nero · c6 pedone del nero · d6 pedone del nero · e6 cavallo del nero · h6 pedone del nero · f5 cavallo del bianco · e4 pedone del bianco · g4 pedone del bianco · b3 pedone del bianco · e3 donna del bianco · f3 pedone del bianco · g3 cavallo del bianco · a2 donna del nero · c2 pedone del bianco · h2 pedone del bianco · d1 torre del bianco · e1 torre del bianco · g1 re del bianco \| 4 \| \| 3 \| e8 torre del nero · f8 torre del nero · a7 pedone del nero · c7 pedone del nero · d7 alfiere del nero · f7 pedone del nero · g7 pedone del nero · h7 re del nero · c6 pedone del nero · d6 pedone del nero · e6 cavallo del nero · h6 pedone del nero · f5 cavallo del bianco · e4 pedone del bianco · g4 pedone del bianco · b3 pedone del bianco · e3 donna del bianco · f3 pedone del bianco · g3 cavallo del bianco · a2 donna del nero · c2 pedone del bianco · h2 pedone del bianco · d1 torre del bianco · e1 torre del bianco · g1 re del bianco \| e8 torre del nero · f8 torre del nero · a7 pedone del nero · c7 pedone del nero · d7 alfiere del nero · f7 pedone del nero · g7 pedone del nero · h7 re del nero · c6 pedone del nero · d6 pedone del nero · e6 cavallo del nero · h6 pedone del nero · f5 cavallo del bianco · e4 pedone del bianco · g4 pedone del bianco · b3 pedone del bianco · e3 donna del bianco · f3 pedone del bianco · g3 cavallo del bianco · a2 donna del nero · c2 pedone del bianco · h2 pedone del bianco · d1 torre del bianco · e1 torre del bianco · g1 re del bianco \| e8 torre del nero · f8 torre del nero · a7 pedone del nero · c7 pedone del nero · d7 alfiere del nero · f7 pedone del nero · g7 pedone del nero · h7 re del nero · c6 pedone del nero · d6 pedone del nero · e6 cavallo del nero · h6 pedone del nero · f5 cavallo del bianco · e4 pedone del bianco · g4 pedone del bianco · b3 pedone del bianco · e3 donna del bianco · f3 pedone del bianco · g3 cavallo del bianco · a2 donna del nero · c2 pedone del bianco · h2 pedone del bianco · d1 torre del bianco · e1 torre del bianco · g1 re del bianco \| e8 torre del nero · f8 torre del nero · a7 pedone del nero · c7 pedone del nero · d7 alfiere del nero · f7 pedone del nero · g7 pedone del nero · h7 re del nero · c6 pedone del nero · d6 pedone del nero · e6 cavallo del nero · h6 pedone del nero · f5 cavallo del bianco · e4 pedone del bianco · g4 pedone del bianco · b3 pedone del bianco · e3 donna del bianco · f3 pedone del bianco · g3 cavallo del bianco · a2 donna del nero · c2 pedone del bianco · h2 pedone del bianco · d1 torre del bianco · e1 torre del bianco · g1 re del bianco \| e8 torre del nero · f8 torre del nero · a7 pedone del nero · c7 pedone del nero · d7 alfiere del nero · f7 pedone del nero · g7 pedone del nero · h7 re del nero · c6 pedone del nero · d6 pedone del nero · e6 cavallo del nero · h6 pedone del nero · f5 cavallo del bianco · e4 pedone del bianco · g4 pedone del bianco · b3 pedone del bianco · e3 donna del bianco · f3 pedone del bianco · g3 cavallo del bianco · a2 donna del nero · c2 pedone del bianco · h2 pedone del bianco · d1 torre del bianco · e1 torre del bianco · g1 re del bianco \| e8 torre del nero · f8 torre del nero · a7 pedone del nero · c7 pedone del nero · d7 alfiere del nero · f7 pedone del nero · g7 pedone del nero · h7 re del nero · c6 pedone del nero · d6 pedone del nero · e6 cavallo del nero · h6 pedone del nero · f5 cavallo del bianco · e4 pedone del bianco · g4 pedone del bianco · b3 pedone del bianco · e3 donna del bianco · f3 pedone del bianco · g3 cavallo del bianco · a2 donna del nero · c2 pedone del bianco · h2 pedone del bianco · d1 torre del bianco · e1 torre del bianco · g1 re del bianco \| e8 torre del nero · f8 torre del nero · a7 pedone del nero · c7 pedone del nero · d7 alfiere del nero · f7 pedone del nero · g7 pedone del nero · h7 re del nero · c6 pedone del nero · d6 pedone del nero · e6 cavallo del nero · h6 pedone del nero · f5 cavallo del bianco · e4 pedone del bianco · g4 pedone del bianco · b3 pedone del bianco · e3 donna del bianco · f3 pedone del bianco · g3 cavallo del bianco · a2 donna del nero · c2 pedone del bianco · h2 pedone del bianco · d1 torre del bianco · e1 torre del bianco · g1 re del bianco \| e8 torre del nero · f8 torre del nero · a7 pedone del nero · c7 pedone del nero · d7 alfiere del nero · f7 pedone del nero · g7 pedone del nero · h7 re del nero · c6 pedone del nero · d6 pedone del nero · e6 cavallo del nero · h6 pedone del nero · f5 cavallo del bianco · e4 pedone del bianco · g4 pedone del bianco · b3 pedone del bianco · e3 donna del bianco · f3 pedone del bianco · g3 cavallo del bianco · a2 donna del nero · c2 pedone del bianco · h2 pedone del bianco · d1 torre del bianco · e1 torre del bianco · g1 re del bianco \| 3 \| \| 2 \| e8 torre del nero · f8 torre del nero · a7 pedone del nero · c7 pedone del nero · d7 alfiere del nero · f7 pedone del nero · g7 pedone del nero · h7 re del nero · c6 pedone del nero · d6 pedone del nero · e6 cavallo del nero · h6 pedone del nero · f5 cavallo del bianco · e4 pedone del bianco · g4 pedone del bianco · b3 pedone del bianco · e3 donna del bianco · f3 pedone del bianco · g3 cavallo del bianco · a2 donna del nero · c2 pedone del bianco · h2 pedone del bianco · d1 torre del bianco · e1 torre del bianco · g1 re del bianco \| e8 torre del nero · f8 torre del nero · a7 pedone del nero · c7 pedone del nero · d7 alfiere del nero · f7 pedone del nero · g7 pedone del nero · h7 re del nero · c6 pedone del nero · d6 pedone del nero · e6 cavallo del nero · h6 pedone del nero · f5 cavallo del bianco · e4 pedone del bianco · g4 pedone del bianco · b3 pedone del bianco · e3 donna del bianco · f3 pedone del bianco · g3 cavallo del bianco · a2 donna del nero · c2 pedone del bianco · h2 pedone del bianco · d1 torre del bianco · e1 torre del bianco · g1 re del bianco \| e8 torre del nero · f8 torre del nero · a7 pedone del nero · c7 pedone del nero · d7 alfiere del nero · f7 pedone del nero · g7 pedone del nero · h7 re del nero · c6 pedone del nero · d6 pedone del nero · e6 cavallo del nero · h6 pedone del nero · f5 cavallo del bianco · e4 pedone del bianco · g4 pedone del bianco · b3 pedone del bianco · e3 donna del bianco · f3 pedone del bianco · g3 cavallo del bianco · a2 donna del nero · c2 pedone del bianco · h2 pedone del bianco · d1 torre del bianco · e1 torre del bianco · g1 re del bianco \| e8 torre del nero · f8 torre del nero · a7 pedone del nero · c7 pedone del nero · d7 alfiere del nero · f7 pedone del nero · g7 pedone del nero · h7 re del nero · c6 pedone del nero · d6 pedone del nero · e6 cavallo del nero · h6 pedone del nero · f5 cavallo del bianco · e4 pedone del bianco · g4 pedone del bianco · b3 pedone del bianco · e3 donna del bianco · f3 pedone del bianco · g3 cavallo del bianco · a2 donna del nero · c2 pedone del bianco · h2 pedone del bianco · d1 torre del bianco · e1 torre del bianco · g1 re del bianco \| e8 torre del nero · f8 torre del nero · a7 pedone del nero · c7 pedone del nero · d7 alfiere del nero · f7 pedone del nero · g7 pedone del nero · h7 re del nero · c6 pedone del nero · d6 pedone del nero · e6 cavallo del nero · h6 pedone del nero · f5 cavallo del bianco · e4 pedone del bianco · g4 pedone del bianco · b3 pedone del bianco · e3 donna del bianco · f3 pedone del bianco · g3 cavallo del bianco · a2 donna del nero · c2 pedone del bianco · h2 pedone del bianco · d1 torre del bianco · e1 torre del bianco · g1 re del bianco \| e8 torre del nero · f8 torre del nero · a7 pedone del nero · c7 pedone del nero · d7 alfiere del nero · f7 pedone del nero · g7 pedone del nero · h7 re del nero · c6 pedone del nero · d6 pedone del nero · e6 cavallo del nero · h6 pedone del nero · f5 cavallo del bianco · e4 pedone del bianco · g4 pedone del bianco · b3 pedone del bianco · e3 donna del bianco · f3 pedone del bianco · g3 cavallo del bianco · a2 donna del nero · c2 pedone del bianco · h2 pedone del bianco · d1 torre del bianco · e1 torre del bianco · g1 re del bianco \| e8 torre del nero · f8 torre del nero · a7 pedone del nero · c7 pedone del nero · d7 alfiere del nero · f7 pedone del nero · g7 pedone del nero · h7 re del nero · c6 pedone del nero · d6 pedone del nero · e6 cavallo del nero · h6 pedone del nero · f5 cavallo del bianco · e4 pedone del bianco · g4 pedone del bianco · b3 pedone del bianco · e3 donna del bianco · f3 pedone del bianco · g3 cavallo del bianco · a2 donna del nero · c2 pedone del bianco · h2 pedone del bianco · d1 torre del bianco · e1 torre del bianco · g1 re del bianco \| e8 torre del nero · f8 torre del nero · a7 pedone del nero · c7 pedone del nero · d7 alfiere del nero · f7 pedone del nero · g7 pedone del nero · h7 re del nero · c6 pedone del nero · d6 pedone del nero · e6 cavallo del nero · h6 pedone del nero · f5 cavallo del bianco · e4 pedone del bianco · g4 pedone del bianco · b3 pedone del bianco · e3 donna del bianco · f3 pedone del bianco · g3 cavallo del bianco · a2 donna del nero · c2 pedone del bianco · h2 pedone del bianco · d1 torre del bianco · e1 torre del bianco · g1 re del bianco \| 2 \| \| 1 \| e8 torre del nero · f8 torre del nero · a7 pedone del nero · c7 pedone del nero · d7 alfiere del nero · f7 pedone del nero · g7 pedone del nero · h7 re del nero · c6 pedone del nero · d6 pedone del nero · e6 cavallo del nero · h6 pedone del nero · f5 cavallo del bianco · e4 pedone del bianco · g4 pedone del bianco · b3 pedone del bianco · e3 donna del bianco · f3 pedone del bianco · g3 cavallo del bianco · a2 donna del nero · c2 pedone del bianco · h2 pedone del bianco · d1 torre del bianco · e1 torre del bianco · g1 re del bianco \| e8 torre del nero · f8 torre del nero · a7 pedone del nero · c7 pedone del nero · d7 alfiere del nero · f7 pedone del nero · g7 pedone del nero · h7 re del nero · c6 pedone del nero · d6 pedone del nero · e6 cavallo del nero · h6 pedone del nero · f5 cavallo del bianco · e4 pedone del bianco · g4 pedone del bianco · b3 pedone del bianco · e3 donna del bianco · f3 pedone del bianco · g3 cavallo del bianco · a2 donna del nero · c2 pedone del bianco · h2 pedone del bianco · d1 torre del bianco · e1 torre del bianco · g1 re del bianco \| e8 torre del nero · f8 torre del nero · a7 pedone del nero · c7 pedone del nero · d7 alfiere del nero · f7 pedone del nero · g7 pedone del nero · h7 re del nero · c6 pedone del nero · d6 pedone del nero · e6 cavallo del nero · h6 pedone del nero · f5 cavallo del bianco · e4 pedone del bianco · g4 pedone del bianco · b3 pedone del bianco · e3 donna del bianco · f3 pedone del bianco · g3 cavallo del bianco · a2 donna del nero · c2 pedone del bianco · h2 pedone del bianco · d1 torre del bianco · e1 torre del bianco · g1 re del bianco \| e8 torre del nero · f8 torre del nero · a7 pedone del nero · c7 pedone del nero · d7 alfiere del nero · f7 pedone del nero · g7 pedone del nero · h7 re del nero · c6 pedone del nero · d6 pedone del nero · e6 cavallo del nero · h6 pedone del nero · f5 cavallo del bianco · e4 pedone del bianco · g4 pedone del bianco · b3 pedone del bianco · e3 donna del bianco · f3 pedone del bianco · g3 cavallo del bianco · a2 donna del nero · c2 pedone del bianco · h2 pedone del bianco · d1 torre del bianco · e1 torre del bianco · g1 re del bianco \| e8 torre del nero · f8 torre del nero · a7 pedone del nero · c7 pedone del nero · d7 alfiere del nero · f7 pedone del nero · g7 pedone del nero · h7 re del nero · c6 pedone del nero · d6 pedone del nero · e6 cavallo del nero · h6 pedone del nero · f5 cavallo del bianco · e4 pedone del bianco · g4 pedone del bianco · b3 pedone del bianco · e3 donna del bianco · f3 pedone del bianco · g3 cavallo del bianco · a2 donna del nero · c2 pedone del bianco · h2 pedone del bianco · d1 torre del bianco · e1 torre del bianco · g1 re del bianco \| e8 torre del nero · f8 torre del nero · a7 pedone del nero · c7 pedone del nero · d7 alfiere del nero · f7 pedone del nero · g7 pedone del nero · h7 re del nero · c6 pedone del nero · d6 pedone del nero · e6 cavallo del nero · h6 pedone del nero · f5 cavallo del bianco · e4 pedone del bianco · g4 pedone del bianco · b3 pedone del bianco · e3 donna del bianco · f3 pedone del bianco · g3 cavallo del bianco · a2 donna del nero · c2 pedone del bianco · h2 pedone del bianco · d1 torre del bianco · e1 torre del bianco · g1 re del bianco \| e8 torre del nero · f8 torre del nero · a7 pedone del nero · c7 pedone del nero · d7 alfiere del nero · f7 pedone del nero · g7 pedone del nero · h7 re del nero · c6 pedone del nero · d6 pedone del nero · e6 cavallo del nero · h6 pedone del nero · f5 cavallo del bianco · e4 pedone del bianco · g4 pedone del bianco · b3 pedone del bianco · e3 donna del bianco · f3 pedone del bianco · g3 cavallo del bianco · a2 donna del nero · c2 pedone del bianco · h2 pedone del bianco · d1 torre del bianco · e1 torre del bianco · g1 re del bianco \| e8 torre del nero · f8 torre del nero · a7 pedone del nero · c7 pedone del nero · d7 alfiere del nero · f7 pedone del nero · g7 pedone del nero · h7 re del nero · c6 pedone del nero · d6 pedone del nero · e6 cavallo del nero · h6 pedone del nero · f5 cavallo del bianco · e4 pedone del bianco · g4 pedone del bianco · b3 pedone del bianco · e3 donna del bianco · f3 pedone del bianco · g3 cavallo del bianco · a2 donna del nero · c2 pedone del bianco · h2 pedone del bianco · d1 torre del bianco · e1 torre del bianco · g1 re del bianco \| 1 \| \| \| a \| b \| c \| d \| e \| f \| g \| h \| \| Posizione dopo 23.Ceg3 | | | | | | | | |   |
| | a | b | c | d | e | f | g | h |   |
| 8 | e8 torre del nero · f8 torre del nero · a7 pedone del nero · c7 pedone del nero · d7 alfiere del nero · f7 pedone del nero · g7 pedone del nero · h7 re del nero · c6 pedone del nero · d6 pedone del nero · e6 cavallo del nero · h6 pedone del nero · f5 cavallo del bianco · e4 pedone del bianco · g4 pedone del bianco · b3 pedone del bianco · e3 donna del bianco · f3 pedone del bianco · g3 cavallo del bianco · a2 donna del nero · c2 pedone del bianco · h2 pedone del bianco · d1 torre del bianco · e1 torre del bianco · g1 re del bianco | e8 torre del nero · f8 torre del nero · a7 pedone del nero · c7 pedone del nero · d7 alfiere del nero · f7 pedone del nero · g7 pedone del nero · h7 re del nero · c6 pedone del nero · d6 pedone del nero · e6 cavallo del nero · h6 pedone del nero · f5 cavallo del bianco · e4 pedone del bianco · g4 pedone del bianco · b3 pedone del bianco · e3 donna del bianco · f3 pedone del bianco · g3 cavallo del bianco · a2 donna del nero · c2 pedone del bianco · h2 pedone del bianco · d1 torre del bianco · e1 torre del bianco · g1 re del bianco | e8 torre del nero · f8 torre del nero · a7 pedone del nero · c7 pedone del nero · d7 alfiere del nero · f7 pedone del nero · g7 pedone del nero · h7 re del nero · c6 pedone del nero · d6 pedone del nero · e6 cavallo del nero · h6 pedone del nero · f5 cavallo del bianco · e4 pedone del bianco · g4 pedone del bianco · b3 pedone del bianco · e3 donna del bianco · f3 pedone del bianco · g3 cavallo del bianco · a2 donna del nero · c2 pedone del bianco · h2 pedone del bianco · d1 torre del bianco · e1 torre del bianco · g1 re del bianco | e8 torre del nero · f8 torre del nero · a7 pedone del nero · c7 pedone del nero · d7 alfiere del nero · f7 pedone del nero · g7 pedone del nero · h7 re del nero · c6 pedone del nero · d6 pedone del nero · e6 cavallo del nero · h6 pedone del nero · f5 cavallo del bianco · e4 pedone del bianco · g4 pedone del bianco · b3 pedone del bianco · e3 donna del bianco · f3 pedone del bianco · g3 cavallo del bianco · a2 donna del nero · c2 pedone del bianco · h2 pedone del bianco · d1 torre del bianco · e1 torre del bianco · g1 re del bianco | e8 torre del nero · f8 torre del nero · a7 pedone del nero · c7 pedone del nero · d7 alfiere del nero · f7 pedone del nero · g7 pedone del nero · h7 re del nero · c6 pedone del nero · d6 pedone del nero · e6 cavallo del nero · h6 pedone del nero · f5 cavallo del bianco · e4 pedone del bianco · g4 pedone del bianco · b3 pedone del bianco · e3 donna del bianco · f3 pedone del bianco · g3 cavallo del bianco · a2 donna del nero · c2 pedone del bianco · h2 pedone del bianco · d1 torre del bianco · e1 torre del bianco · g1 re del bianco | e8 torre del nero · f8 torre del nero · a7 pedone del nero · c7 pedone del nero · d7 alfiere del nero · f7 pedone del nero · g7 pedone del nero · h7 re del nero · c6 pedone del nero · d6 pedone del nero · e6 cavallo del nero · h6 pedone del nero · f5 cavallo del bianco · e4 pedone del bianco · g4 pedone del bianco · b3 pedone del bianco · e3 donna del bianco · f3 pedone del bianco · g3 cavallo del bianco · a2 donna del nero · c2 pedone del bianco · h2 pedone del bianco · d1 torre del bianco · e1 torre del bianco · g1 re del bianco | e8 torre del nero · f8 torre del nero · a7 pedone del nero · c7 pedone del nero · d7 alfiere del nero · f7 pedone del nero · g7 pedone del nero · h7 re del nero · c6 pedone del nero · d6 pedone del nero · e6 cavallo del nero · h6 pedone del nero · f5 cavallo del bianco · e4 pedone del bianco · g4 pedone del bianco · b3 pedone del bianco · e3 donna del bianco · f3 pedone del bianco · g3 cavallo del bianco · a2 donna del nero · c2 pedone del bianco · h2 pedone del bianco · d1 torre del bianco · e1 torre del bianco · g1 re del bianco | e8 torre del nero · f8 torre del nero · a7 pedone del nero · c7 pedone del nero · d7 alfiere del nero · f7 pedone del nero · g7 pedone del nero · h7 re del nero · c6 pedone del nero · d6 pedone del nero · e6 cavallo del nero · h6 pedone del nero · f5 cavallo del bianco · e4 pedone del bianco · g4 pedone del bianco · b3 pedone del bianco · e3 donna del bianco · f3 pedone del bianco · g3 cavallo del bianco · a2 donna del nero · c2 pedone del bianco · h2 pedone del bianco · d1 torre del bianco · e1 torre del bianco · g1 re del bianco | 8 |
| 7 | e8 torre del nero · f8 torre del nero · a7 pedone del nero · c7 pedone del nero · d7 alfiere del nero · f7 pedone del nero · g7 pedone del nero · h7 re del nero · c6 pedone del nero · d6 pedone del nero · e6 cavallo del nero · h6 pedone del nero · f5 cavallo del bianco · e4 pedone del bianco · g4 pedone del bianco · b3 pedone del bianco · e3 donna del bianco · f3 pedone del bianco · g3 cavallo del bianco · a2 donna del nero · c2 pedone del bianco · h2 pedone del bianco · d1 torre del bianco · e1 torre del bianco · g1 re del bianco | e8 torre del nero · f8 torre del nero · a7 pedone del nero · c7 pedone del nero · d7 alfiere del nero · f7 pedone del nero · g7 pedone del nero · h7 re del nero · c6 pedone del nero · d6 pedone del nero · e6 cavallo del nero · h6 pedone del nero · f5 cavallo del bianco · e4 pedone del bianco · g4 pedone del bianco · b3 pedone del bianco · e3 donna del bianco · f3 pedone del bianco · g3 cavallo del bianco · a2 donna del nero · c2 pedone del bianco · h2 pedone del bianco · d1 torre del bianco · e1 torre del bianco · g1 re del bianco | e8 torre del nero · f8 torre del nero · a7 pedone del nero · c7 pedone del nero · d7 alfiere del nero · f7 pedone del nero · g7 pedone del nero · h7 re del nero · c6 pedone del nero · d6 pedone del nero · e6 cavallo del nero · h6 pedone del nero · f5 cavallo del bianco · e4 pedone del bianco · g4 pedone del bianco · b3 pedone del bianco · e3 donna del bianco · f3 pedone del bianco · g3 cavallo del bianco · a2 donna del nero · c2 pedone del bianco · h2 pedone del bianco · d1 torre del bianco · e1 torre del bianco · g1 re del bianco | e8 torre del nero · f8 torre del nero · a7 pedone del nero · c7 pedone del nero · d7 alfiere del nero · f7 pedone del nero · g7 pedone del nero · h7 re del nero · c6 pedone del nero · d6 pedone del nero · e6 cavallo del nero · h6 pedone del nero · f5 cavallo del bianco · e4 pedone del bianco · g4 pedone del bianco · b3 pedone del bianco · e3 donna del bianco · f3 pedone del bianco · g3 cavallo del bianco · a2 donna del nero · c2 pedone del bianco · h2 pedone del bianco · d1 torre del bianco · e1 torre del bianco · g1 re del bianco | e8 torre del nero · f8 torre del nero · a7 pedone del nero · c7 pedone del nero · d7 alfiere del nero · f7 pedone del nero · g7 pedone del nero · h7 re del nero · c6 pedone del nero · d6 pedone del nero · e6 cavallo del nero · h6 pedone del nero · f5 cavallo del bianco · e4 pedone del bianco · g4 pedone del bianco · b3 pedone del bianco · e3 donna del bianco · f3 pedone del bianco · g3 cavallo del bianco · a2 donna del nero · c2 pedone del bianco · h2 pedone del bianco · d1 torre del bianco · e1 torre del bianco · g1 re del bianco | e8 torre del nero · f8 torre del nero · a7 pedone del nero · c7 pedone del nero · d7 alfiere del nero · f7 pedone del nero · g7 pedone del nero · h7 re del nero · c6 pedone del nero · d6 pedone del nero · e6 cavallo del nero · h6 pedone del nero · f5 cavallo del bianco · e4 pedone del bianco · g4 pedone del bianco · b3 pedone del bianco · e3 donna del bianco · f3 pedone del bianco · g3 cavallo del bianco · a2 donna del nero · c2 pedone del bianco · h2 pedone del bianco · d1 torre del bianco · e1 torre del bianco · g1 re del bianco | e8 torre del nero · f8 torre del nero · a7 pedone del nero · c7 pedone del nero · d7 alfiere del nero · f7 pedone del nero · g7 pedone del nero · h7 re del nero · c6 pedone del nero · d6 pedone del nero · e6 cavallo del nero · h6 pedone del nero · f5 cavallo del bianco · e4 pedone del bianco · g4 pedone del bianco · b3 pedone del bianco · e3 donna del bianco · f3 pedone del bianco · g3 cavallo del bianco · a2 donna del nero · c2 pedone del bianco · h2 pedone del bianco · d1 torre del bianco · e1 torre del bianco · g1 re del bianco | e8 torre del nero · f8 torre del nero · a7 pedone del nero · c7 pedone del nero · d7 alfiere del nero · f7 pedone del nero · g7 pedone del nero · h7 re del nero · c6 pedone del nero · d6 pedone del nero · e6 cavallo del nero · h6 pedone del nero · f5 cavallo del bianco · e4 pedone del bianco · g4 pedone del bianco · b3 pedone del bianco · e3 donna del bianco · f3 pedone del bianco · g3 cavallo del bianco · a2 donna del nero · c2 pedone del bianco · h2 pedone del bianco · d1 torre del bianco · e1 torre del bianco · g1 re del bianco | 7 |
| 6 | e8 torre del nero · f8 torre del nero · a7 pedone del nero · c7 pedone del nero · d7 alfiere del nero · f7 pedone del nero · g7 pedone del nero · h7 re del nero · c6 pedone del nero · d6 pedone del nero · e6 cavallo del nero · h6 pedone del nero · f5 cavallo del bianco · e4 pedone del bianco · g4 pedone del bianco · b3 pedone del bianco · e3 donna del bianco · f3 pedone del bianco · g3 cavallo del bianco · a2 donna del nero · c2 pedone del bianco · h2 pedone del bianco · d1 torre del bianco · e1 torre del bianco · g1 re del bianco | e8 torre del nero · f8 torre del nero · a7 pedone del nero · c7 pedone del nero · d7 alfiere del nero · f7 pedone del nero · g7 pedone del nero · h7 re del nero · c6 pedone del nero · d6 pedone del nero · e6 cavallo del nero · h6 pedone del nero · f5 cavallo del bianco · e4 pedone del bianco · g4 pedone del bianco · b3 pedone del bianco · e3 donna del bianco · f3 pedone del bianco · g3 cavallo del bianco · a2 donna del nero · c2 pedone del bianco · h2 pedone del bianco · d1 torre del bianco · e1 torre del bianco · g1 re del bianco | e8 torre del nero · f8 torre del nero · a7 pedone del nero · c7 pedone del nero · d7 alfiere del nero · f7 pedone del nero · g7 pedone del nero · h7 re del nero · c6 pedone del nero · d6 pedone del nero · e6 cavallo del nero · h6 pedone del nero · f5 cavallo del bianco · e4 pedone del bianco · g4 pedone del bianco · b3 pedone del bianco · e3 donna del bianco · f3 pedone del bianco · g3 cavallo del bianco · a2 donna del nero · c2 pedone del bianco · h2 pedone del bianco · d1 torre del bianco · e1 torre del bianco · g1 re del bianco | e8 torre del nero · f8 torre del nero · a7 pedone del nero · c7 pedone del nero · d7 alfiere del nero · f7 pedone del nero · g7 pedone del nero · h7 re del nero · c6 pedone del nero · d6 pedone del nero · e6 cavallo del nero · h6 pedone del nero · f5 cavallo del bianco · e4 pedone del bianco · g4 pedone del bianco · b3 pedone del bianco · e3 donna del bianco · f3 pedone del bianco · g3 cavallo del bianco · a2 donna del nero · c2 pedone del bianco · h2 pedone del bianco · d1 torre del bianco · e1 torre del bianco · g1 re del bianco | e8 torre del nero · f8 torre del nero · a7 pedone del nero · c7 pedone del nero · d7 alfiere del nero · f7 pedone del nero · g7 pedone del nero · h7 re del nero · c6 pedone del nero · d6 pedone del nero · e6 cavallo del nero · h6 pedone del nero · f5 cavallo del bianco · e4 pedone del bianco · g4 pedone del bianco · b3 pedone del bianco · e3 donna del bianco · f3 pedone del bianco · g3 cavallo del bianco · a2 donna del nero · c2 pedone del bianco · h2 pedone del bianco · d1 torre del bianco · e1 torre del bianco · g1 re del bianco | e8 torre del nero · f8 torre del nero · a7 pedone del nero · c7 pedone del nero · d7 alfiere del nero · f7 pedone del nero · g7 pedone del nero · h7 re del nero · c6 pedone del nero · d6 pedone del nero · e6 cavallo del nero · h6 pedone del nero · f5 cavallo del bianco · e4 pedone del bianco · g4 pedone del bianco · b3 pedone del bianco · e3 donna del bianco · f3 pedone del bianco · g3 cavallo del bianco · a2 donna del nero · c2 pedone del bianco · h2 pedone del bianco · d1 torre del bianco · e1 torre del bianco · g1 re del bianco | e8 torre del nero · f8 torre del nero · a7 pedone del nero · c7 pedone del nero · d7 alfiere del nero · f7 pedone del nero · g7 pedone del nero · h7 re del nero · c6 pedone del nero · d6 pedone del nero · e6 cavallo del nero · h6 pedone del nero · f5 cavallo del bianco · e4 pedone del bianco · g4 pedone del bianco · b3 pedone del bianco · e3 donna del bianco · f3 pedone del bianco · g3 cavallo del bianco · a2 donna del nero · c2 pedone del bianco · h2 pedone del bianco · d1 torre del bianco · e1 torre del bianco · g1 re del bianco | e8 torre del nero · f8 torre del nero · a7 pedone del nero · c7 pedone del nero · d7 alfiere del nero · f7 pedone del nero · g7 pedone del nero · h7 re del nero · c6 pedone del nero · d6 pedone del nero · e6 cavallo del nero · h6 pedone del nero · f5 cavallo del bianco · e4 pedone del bianco · g4 pedone del bianco · b3 pedone del bianco · e3 donna del bianco · f3 pedone del bianco · g3 cavallo del bianco · a2 donna del nero · c2 pedone del bianco · h2 pedone del bianco · d1 torre del bianco · e1 torre del bianco · g1 re del bianco | 6 |
| 5 | e8 torre del nero · f8 torre del nero · a7 pedone del nero · c7 pedone del nero · d7 alfiere del nero · f7 pedone del nero · g7 pedone del nero · h7 re del nero · c6 pedone del nero · d6 pedone del nero · e6 cavallo del nero · h6 pedone del nero · f5 cavallo del bianco · e4 pedone del bianco · g4 pedone del bianco · b3 pedone del bianco · e3 donna del bianco · f3 pedone del bianco · g3 cavallo del bianco · a2 donna del nero · c2 pedone del bianco · h2 pedone del bianco · d1 torre del bianco · e1 torre del bianco · g1 re del bianco | e8 torre del nero · f8 torre del nero · a7 pedone del nero · c7 pedone del nero · d7 alfiere del nero · f7 pedone del nero · g7 pedone del nero · h7 re del nero · c6 pedone del nero · d6 pedone del nero · e6 cavallo del nero · h6 pedone del nero · f5 cavallo del bianco · e4 pedone del bianco · g4 pedone del bianco · b3 pedone del bianco · e3 donna del bianco · f3 pedone del bianco · g3 cavallo del bianco · a2 donna del nero · c2 pedone del bianco · h2 pedone del bianco · d1 torre del bianco · e1 torre del bianco · g1 re del bianco | e8 torre del nero · f8 torre del nero · a7 pedone del nero · c7 pedone del nero · d7 alfiere del nero · f7 pedone del nero · g7 pedone del nero · h7 re del nero · c6 pedone del nero · d6 pedone del nero · e6 cavallo del nero · h6 pedone del nero · f5 cavallo del bianco · e4 pedone del bianco · g4 pedone del bianco · b3 pedone del bianco · e3 donna del bianco · f3 pedone del bianco · g3 cavallo del bianco · a2 donna del nero · c2 pedone del bianco · h2 pedone del bianco · d1 torre del bianco · e1 torre del bianco · g1 re del bianco | e8 torre del nero · f8 torre del nero · a7 pedone del nero · c7 pedone del nero · d7 alfiere del nero · f7 pedone del nero · g7 pedone del nero · h7 re del nero · c6 pedone del nero · d6 pedone del nero · e6 cavallo del nero · h6 pedone del nero · f5 cavallo del bianco · e4 pedone del bianco · g4 pedone del bianco · b3 pedone del bianco · e3 donna del bianco · f3 pedone del bianco · g3 cavallo del bianco · a2 donna del nero · c2 pedone del bianco · h2 pedone del bianco · d1 torre del bianco · e1 torre del bianco · g1 re del bianco | e8 torre del nero · f8 torre del nero · a7 pedone del nero · c7 pedone del nero · d7 alfiere del nero · f7 pedone del nero · g7 pedone del nero · h7 re del nero · c6 pedone del nero · d6 pedone del nero · e6 cavallo del nero · h6 pedone del nero · f5 cavallo del bianco · e4 pedone del bianco · g4 pedone del bianco · b3 pedone del bianco · e3 donna del bianco · f3 pedone del bianco · g3 cavallo del bianco · a2 donna del nero · c2 pedone del bianco · h2 pedone del bianco · d1 torre del bianco · e1 torre del bianco · g1 re del bianco | e8 torre del nero · f8 torre del nero · a7 pedone del nero · c7 pedone del nero · d7 alfiere del nero · f7 pedone del nero · g7 pedone del nero · h7 re del nero · c6 pedone del nero · d6 pedone del nero · e6 cavallo del nero · h6 pedone del nero · f5 cavallo del bianco · e4 pedone del bianco · g4 pedone del bianco · b3 pedone del bianco · e3 donna del bianco · f3 pedone del bianco · g3 cavallo del bianco · a2 donna del nero · c2 pedone del bianco · h2 pedone del bianco · d1 torre del bianco · e1 torre del bianco · g1 re del bianco | e8 torre del nero · f8 torre del nero · a7 pedone del nero · c7 pedone del nero · d7 alfiere del nero · f7 pedone del nero · g7 pedone del nero · h7 re del nero · c6 pedone del nero · d6 pedone del nero · e6 cavallo del nero · h6 pedone del nero · f5 cavallo del bianco · e4 pedone del bianco · g4 pedone del bianco · b3 pedone del bianco · e3 donna del bianco · f3 pedone del bianco · g3 cavallo del bianco · a2 donna del nero · c2 pedone del bianco · h2 pedone del bianco · d1 torre del bianco · e1 torre del bianco · g1 re del bianco | e8 torre del nero · f8 torre del nero · a7 pedone del nero · c7 pedone del nero · d7 alfiere del nero · f7 pedone del nero · g7 pedone del nero · h7 re del nero · c6 pedone del nero · d6 pedone del nero · e6 cavallo del nero · h6 pedone del nero · f5 cavallo del bianco · e4 pedone del bianco · g4 pedone del bianco · b3 pedone del bianco · e3 donna del bianco · f3 pedone del bianco · g3 cavallo del bianco · a2 donna del nero · c2 pedone del bianco · h2 pedone del bianco · d1 torre del bianco · e1 torre del bianco · g1 re del bianco | 5 |
| 4 | e8 torre del nero · f8 torre del nero · a7 pedone del nero · c7 pedone del nero · d7 alfiere del nero · f7 pedone del nero · g7 pedone del nero · h7 re del nero · c6 pedone del nero · d6 pedone del nero · e6 cavallo del nero · h6 pedone del nero · f5 cavallo del bianco · e4 pedone del bianco · g4 pedone del bianco · b3 pedone del bianco · e3 donna del bianco · f3 pedone del bianco · g3 cavallo del bianco · a2 donna del nero · c2 pedone del bianco · h2 pedone del bianco · d1 torre del bianco · e1 torre del bianco · g1 re del bianco | e8 torre del nero · f8 torre del nero · a7 pedone del nero · c7 pedone del nero · d7 alfiere del nero · f7 pedone del nero · g7 pedone del nero · h7 re del nero · c6 pedone del nero · d6 pedone del nero · e6 cavallo del nero · h6 pedone del nero · f5 cavallo del bianco · e4 pedone del bianco · g4 pedone del bianco · b3 pedone del bianco · e3 donna del bianco · f3 pedone del bianco · g3 cavallo del bianco · a2 donna del nero · c2 pedone del bianco · h2 pedone del bianco · d1 torre del bianco · e1 torre del bianco · g1 re del bianco | e8 torre del nero · f8 torre del nero · a7 pedone del nero · c7 pedone del nero · d7 alfiere del nero · f7 pedone del nero · g7 pedone del nero · h7 re del nero · c6 pedone del nero · d6 pedone del nero · e6 cavallo del nero · h6 pedone del nero · f5 cavallo del bianco · e4 pedone del bianco · g4 pedone del bianco · b3 pedone del bianco · e3 donna del bianco · f3 pedone del bianco · g3 cavallo del bianco · a2 donna del nero · c2 pedone del bianco · h2 pedone del bianco · d1 torre del bianco · e1 torre del bianco · g1 re del bianco | e8 torre del nero · f8 torre del nero · a7 pedone del nero · c7 pedone del nero · d7 alfiere del nero · f7 pedone del nero · g7 pedone del nero · h7 re del nero · c6 pedone del nero · d6 pedone del nero · e6 cavallo del nero · h6 pedone del nero · f5 cavallo del bianco · e4 pedone del bianco · g4 pedone del bianco · b3 pedone del bianco · e3 donna del bianco · f3 pedone del bianco · g3 cavallo del bianco · a2 donna del nero · c2 pedone del bianco · h2 pedone del bianco · d1 torre del bianco · e1 torre del bianco · g1 re del bianco | e8 torre del nero · f8 torre del nero · a7 pedone del nero · c7 pedone del nero · d7 alfiere del nero · f7 pedone del nero · g7 pedone del nero · h7 re del nero · c6 pedone del nero · d6 pedone del nero · e6 cavallo del nero · h6 pedone del nero · f5 cavallo del bianco · e4 pedone del bianco · g4 pedone del bianco · b3 pedone del bianco · e3 donna del bianco · f3 pedone del bianco · g3 cavallo del bianco · a2 donna del nero · c2 pedone del bianco · h2 pedone del bianco · d1 torre del bianco · e1 torre del bianco · g1 re del bianco | e8 torre del nero · f8 torre del nero · a7 pedone del nero · c7 pedone del nero · d7 alfiere del nero · f7 pedone del nero · g7 pedone del nero · h7 re del nero · c6 pedone del nero · d6 pedone del nero · e6 cavallo del nero · h6 pedone del nero · f5 cavallo del bianco · e4 pedone del bianco · g4 pedone del bianco · b3 pedone del bianco · e3 donna del bianco · f3 pedone del bianco · g3 cavallo del bianco · a2 donna del nero · c2 pedone del bianco · h2 pedone del bianco · d1 torre del bianco · e1 torre del bianco · g1 re del bianco | e8 torre del nero · f8 torre del nero · a7 pedone del nero · c7 pedone del nero · d7 alfiere del nero · f7 pedone del nero · g7 pedone del nero · h7 re del nero · c6 pedone del nero · d6 pedone del nero · e6 cavallo del nero · h6 pedone del nero · f5 cavallo del bianco · e4 pedone del bianco · g4 pedone del bianco · b3 pedone del bianco · e3 donna del bianco · f3 pedone del bianco · g3 cavallo del bianco · a2 donna del nero · c2 pedone del bianco · h2 pedone del bianco · d1 torre del bianco · e1 torre del bianco · g1 re del bianco | e8 torre del nero · f8 torre del nero · a7 pedone del nero · c7 pedone del nero · d7 alfiere del nero · f7 pedone del nero · g7 pedone del nero · h7 re del nero · c6 pedone del nero · d6 pedone del nero · e6 cavallo del nero · h6 pedone del nero · f5 cavallo del bianco · e4 pedone del bianco · g4 pedone del bianco · b3 pedone del bianco · e3 donna del bianco · f3 pedone del bianco · g3 cavallo del bianco · a2 donna del nero · c2 pedone del bianco · h2 pedone del bianco · d1 torre del bianco · e1 torre del bianco · g1 re del bianco | 4 |
| 3 | e8 torre del nero · f8 torre del nero · a7 pedone del nero · c7 pedone del nero · d7 alfiere del nero · f7 pedone del nero · g7 pedone del nero · h7 re del nero · c6 pedone del nero · d6 pedone del nero · e6 cavallo del nero · h6 pedone del nero · f5 cavallo del bianco · e4 pedone del bianco · g4 pedone del bianco · b3 pedone del bianco · e3 donna del bianco · f3 pedone del bianco · g3 cavallo del bianco · a2 donna del nero · c2 pedone del bianco · h2 pedone del bianco · d1 torre del bianco · e1 torre del bianco · g1 re del bianco | e8 torre del nero · f8 torre del nero · a7 pedone del nero · c7 pedone del nero · d7 alfiere del nero · f7 pedone del nero · g7 pedone del nero · h7 re del nero · c6 pedone del nero · d6 pedone del nero · e6 cavallo del nero · h6 pedone del nero · f5 cavallo del bianco · e4 pedone del bianco · g4 pedone del bianco · b3 pedone del bianco · e3 donna del bianco · f3 pedone del bianco · g3 cavallo del bianco · a2 donna del nero · c2 pedone del bianco · h2 pedone del bianco · d1 torre del bianco · e1 torre del bianco · g1 re del bianco | e8 torre del nero · f8 torre del nero · a7 pedone del nero · c7 pedone del nero · d7 alfiere del nero · f7 pedone del nero · g7 pedone del nero · h7 re del nero · c6 pedone del nero · d6 pedone del nero · e6 cavallo del nero · h6 pedone del nero · f5 cavallo del bianco · e4 pedone del bianco · g4 pedone del bianco · b3 pedone del bianco · e3 donna del bianco · f3 pedone del bianco · g3 cavallo del bianco · a2 donna del nero · c2 pedone del bianco · h2 pedone del bianco · d1 torre del bianco · e1 torre del bianco · g1 re del bianco | e8 torre del nero · f8 torre del nero · a7 pedone del nero · c7 pedone del nero · d7 alfiere del nero · f7 pedone del nero · g7 pedone del nero · h7 re del nero · c6 pedone del nero · d6 pedone del nero · e6 cavallo del nero · h6 pedone del nero · f5 cavallo del bianco · e4 pedone del bianco · g4 pedone del bianco · b3 pedone del bianco · e3 donna del bianco · f3 pedone del bianco · g3 cavallo del bianco · a2 donna del nero · c2 pedone del bianco · h2 pedone del bianco · d1 torre del bianco · e1 torre del bianco · g1 re del bianco | e8 torre del nero · f8 torre del nero · a7 pedone del nero · c7 pedone del nero · d7 alfiere del nero · f7 pedone del nero · g7 pedone del nero · h7 re del nero · c6 pedone del nero · d6 pedone del nero · e6 cavallo del nero · h6 pedone del nero · f5 cavallo del bianco · e4 pedone del bianco · g4 pedone del bianco · b3 pedone del bianco · e3 donna del bianco · f3 pedone del bianco · g3 cavallo del bianco · a2 donna del nero · c2 pedone del bianco · h2 pedone del bianco · d1 torre del bianco · e1 torre del bianco · g1 re del bianco | e8 torre del nero · f8 torre del nero · a7 pedone del nero · c7 pedone del nero · d7 alfiere del nero · f7 pedone del nero · g7 pedone del nero · h7 re del nero · c6 pedone del nero · d6 pedone del nero · e6 cavallo del nero · h6 pedone del nero · f5 cavallo del bianco · e4 pedone del bianco · g4 pedone del bianco · b3 pedone del bianco · e3 donna del bianco · f3 pedone del bianco · g3 cavallo del bianco · a2 donna del nero · c2 pedone del bianco · h2 pedone del bianco · d1 torre del bianco · e1 torre del bianco · g1 re del bianco | e8 torre del nero · f8 torre del nero · a7 pedone del nero · c7 pedone del nero · d7 alfiere del nero · f7 pedone del nero · g7 pedone del nero · h7 re del nero · c6 pedone del nero · d6 pedone del nero · e6 cavallo del nero · h6 pedone del nero · f5 cavallo del bianco · e4 pedone del bianco · g4 pedone del bianco · b3 pedone del bianco · e3 donna del bianco · f3 pedone del bianco · g3 cavallo del bianco · a2 donna del nero · c2 pedone del bianco · h2 pedone del bianco · d1 torre del bianco · e1 torre del bianco · g1 re del bianco | e8 torre del nero · f8 torre del nero · a7 pedone del nero · c7 pedone del nero · d7 alfiere del nero · f7 pedone del nero · g7 pedone del nero · h7 re del nero · c6 pedone del nero · d6 pedone del nero · e6 cavallo del nero · h6 pedone del nero · f5 cavallo del bianco · e4 pedone del bianco · g4 pedone del bianco · b3 pedone del bianco · e3 donna del bianco · f3 pedone del bianco · g3 cavallo del bianco · a2 donna del nero · c2 pedone del bianco · h2 pedone del bianco · d1 torre del bianco · e1 torre del bianco · g1 re del bianco | 3 |
| 2 | e8 torre del nero · f8 torre del nero · a7 pedone del nero · c7 pedone del nero · d7 alfiere del nero · f7 pedone del nero · g7 pedone del nero · h7 re del nero · c6 pedone del nero · d6 pedone del nero · e6 cavallo del nero · h6 pedone del nero · f5 cavallo del bianco · e4 pedone del bianco · g4 pedone del bianco · b3 pedone del bianco · e3 donna del bianco · f3 pedone del bianco · g3 cavallo del bianco · a2 donna del nero · c2 pedone del bianco · h2 pedone del bianco · d1 torre del bianco · e1 torre del bianco · g1 re del bianco | e8 torre del nero · f8 torre del nero · a7 pedone del nero · c7 pedone del nero · d7 alfiere del nero · f7 pedone del nero · g7 pedone del nero · h7 re del nero · c6 pedone del nero · d6 pedone del nero · e6 cavallo del nero · h6 pedone del nero · f5 cavallo del bianco · e4 pedone del bianco · g4 pedone del bianco · b3 pedone del bianco · e3 donna del bianco · f3 pedone del bianco · g3 cavallo del bianco · a2 donna del nero · c2 pedone del bianco · h2 pedone del bianco · d1 torre del bianco · e1 torre del bianco · g1 re del bianco | e8 torre del nero · f8 torre del nero · a7 pedone del nero · c7 pedone del nero · d7 alfiere del nero · f7 pedone del nero · g7 pedone del nero · h7 re del nero · c6 pedone del nero · d6 pedone del nero · e6 cavallo del nero · h6 pedone del nero · f5 cavallo del bianco · e4 pedone del bianco · g4 pedone del bianco · b3 pedone del bianco · e3 donna del bianco · f3 pedone del bianco · g3 cavallo del bianco · a2 donna del nero · c2 pedone del bianco · h2 pedone del bianco · d1 torre del bianco · e1 torre del bianco · g1 re del bianco | e8 torre del nero · f8 torre del nero · a7 pedone del nero · c7 pedone del nero · d7 alfiere del nero · f7 pedone del nero · g7 pedone del nero · h7 re del nero · c6 pedone del nero · d6 pedone del nero · e6 cavallo del nero · h6 pedone del nero · f5 cavallo del bianco · e4 pedone del bianco · g4 pedone del bianco · b3 pedone del bianco · e3 donna del bianco · f3 pedone del bianco · g3 cavallo del bianco · a2 donna del nero · c2 pedone del bianco · h2 pedone del bianco · d1 torre del bianco · e1 torre del bianco · g1 re del bianco | e8 torre del nero · f8 torre del nero · a7 pedone del nero · c7 pedone del nero · d7 alfiere del nero · f7 pedone del nero · g7 pedone del nero · h7 re del nero · c6 pedone del nero · d6 pedone del nero · e6 cavallo del nero · h6 pedone del nero · f5 cavallo del bianco · e4 pedone del bianco · g4 pedone del bianco · b3 pedone del bianco · e3 donna del bianco · f3 pedone del bianco · g3 cavallo del bianco · a2 donna del nero · c2 pedone del bianco · h2 pedone del bianco · d1 torre del bianco · e1 torre del bianco · g1 re del bianco | e8 torre del nero · f8 torre del nero · a7 pedone del nero · c7 pedone del nero · d7 alfiere del nero · f7 pedone del nero · g7 pedone del nero · h7 re del nero · c6 pedone del nero · d6 pedone del nero · e6 cavallo del nero · h6 pedone del nero · f5 cavallo del bianco · e4 pedone del bianco · g4 pedone del bianco · b3 pedone del bianco · e3 donna del bianco · f3 pedone del bianco · g3 cavallo del bianco · a2 donna del nero · c2 pedone del bianco · h2 pedone del bianco · d1 torre del bianco · e1 torre del bianco · g1 re del bianco | e8 torre del nero · f8 torre del nero · a7 pedone del nero · c7 pedone del nero · d7 alfiere del nero · f7 pedone del nero · g7 pedone del nero · h7 re del nero · c6 pedone del nero · d6 pedone del nero · e6 cavallo del nero · h6 pedone del nero · f5 cavallo del bianco · e4 pedone del bianco · g4 pedone del bianco · b3 pedone del bianco · e3 donna del bianco · f3 pedone del bianco · g3 cavallo del bianco · a2 donna del nero · c2 pedone del bianco · h2 pedone del bianco · d1 torre del bianco · e1 torre del bianco · g1 re del bianco | e8 torre del nero · f8 torre del nero · a7 pedone del nero · c7 pedone del nero · d7 alfiere del nero · f7 pedone del nero · g7 pedone del nero · h7 re del nero · c6 pedone del nero · d6 pedone del nero · e6 cavallo del nero · h6 pedone del nero · f5 cavallo del bianco · e4 pedone del bianco · g4 pedone del bianco · b3 pedone del bianco · e3 donna del bianco · f3 pedone del bianco · g3 cavallo del bianco · a2 donna del nero · c2 pedone del bianco · h2 pedone del bianco · d1 torre del bianco · e1 torre del bianco · g1 re del bianco | 2 |
| 1 | e8 torre del nero · f8 torre del nero · a7 pedone del nero · c7 pedone del nero · d7 alfiere del nero · f7 pedone del nero · g7 pedone del nero · h7 re del nero · c6 pedone del nero · d6 pedone del nero · e6 cavallo del nero · h6 pedone del nero · f5 cavallo del bianco · e4 pedone del bianco · g4 pedone del bianco · b3 pedone del bianco · e3 donna del bianco · f3 pedone del bianco · g3 cavallo del bianco · a2 donna del nero · c2 pedone del bianco · h2 pedone del bianco · d1 torre del bianco · e1 torre del bianco · g1 re del bianco | e8 torre del nero · f8 torre del nero · a7 pedone del nero · c7 pedone del nero · d7 alfiere del nero · f7 pedone del nero · g7 pedone del nero · h7 re del nero · c6 pedone del nero · d6 pedone del nero · e6 cavallo del nero · h6 pedone del nero · f5 cavallo del bianco · e4 pedone del bianco · g4 pedone del bianco · b3 pedone del bianco · e3 donna del bianco · f3 pedone del bianco · g3 cavallo del bianco · a2 donna del nero · c2 pedone del bianco · h2 pedone del bianco · d1 torre del bianco · e1 torre del bianco · g1 re del bianco | e8 torre del nero · f8 torre del nero · a7 pedone del nero · c7 pedone del nero · d7 alfiere del nero · f7 pedone del nero · g7 pedone del nero · h7 re del nero · c6 pedone del nero · d6 pedone del nero · e6 cavallo del nero · h6 pedone del nero · f5 cavallo del bianco · e4 pedone del bianco · g4 pedone del bianco · b3 pedone del bianco · e3 donna del bianco · f3 pedone del bianco · g3 cavallo del bianco · a2 donna del nero · c2 pedone del bianco · h2 pedone del bianco · d1 torre del bianco · e1 torre del bianco · g1 re del bianco | e8 torre del nero · f8 torre del nero · a7 pedone del nero · c7 pedone del nero · d7 alfiere del nero · f7 pedone del nero · g7 pedone del nero · h7 re del nero · c6 pedone del nero · d6 pedone del nero · e6 cavallo del nero · h6 pedone del nero · f5 cavallo del bianco · e4 pedone del bianco · g4 pedone del bianco · b3 pedone del bianco · e3 donna del bianco · f3 pedone del bianco · g3 cavallo del bianco · a2 donna del nero · c2 pedone del bianco · h2 pedone del bianco · d1 torre del bianco · e1 torre del bianco · g1 re del bianco | e8 torre del nero · f8 torre del nero · a7 pedone del nero · c7 pedone del nero · d7 alfiere del nero · f7 pedone del nero · g7 pedone del nero · h7 re del nero · c6 pedone del nero · d6 pedone del nero · e6 cavallo del nero · h6 pedone del nero · f5 cavallo del bianco · e4 pedone del bianco · g4 pedone del bianco · b3 pedone del bianco · e3 donna del bianco · f3 pedone del bianco · g3 cavallo del bianco · a2 donna del nero · c2 pedone del bianco · h2 pedone del bianco · d1 torre del bianco · e1 torre del bianco · g1 re del bianco | e8 torre del nero · f8 torre del nero · a7 pedone del nero · c7 pedone del nero · d7 alfiere del nero · f7 pedone del nero · g7 pedone del nero · h7 re del nero · c6 pedone del nero · d6 pedone del nero · e6 cavallo del nero · h6 pedone del nero · f5 cavallo del bianco · e4 pedone del bianco · g4 pedone del bianco · b3 pedone del bianco · e3 donna del bianco · f3 pedone del bianco · g3 cavallo del bianco · a2 donna del nero · c2 pedone del bianco · h2 pedone del bianco · d1 torre del bianco · e1 torre del bianco · g1 re del bianco | e8 torre del nero · f8 torre del nero · a7 pedone del nero · c7 pedone del nero · d7 alfiere del nero · f7 pedone del nero · g7 pedone del nero · h7 re del nero · c6 pedone del nero · d6 pedone del nero · e6 cavallo del nero · h6 pedone del nero · f5 cavallo del bianco · e4 pedone del bianco · g4 pedone del bianco · b3 pedone del bianco · e3 donna del bianco · f3 pedone del bianco · g3 cavallo del bianco · a2 donna del nero · c2 pedone del bianco · h2 pedone del bianco · d1 torre del bianco · e1 torre del bianco · g1 re del bianco | e8 torre del nero · f8 torre del nero · a7 pedone del nero · c7 pedone del nero · d7 alfiere del nero · f7 pedone del nero · g7 pedone del nero · h7 re del nero · c6 pedone del nero · d6 pedone del nero · e6 cavallo del nero · h6 pedone del nero · f5 cavallo del bianco · e4 pedone del bianco · g4 pedone del bianco · b3 pedone del bianco · e3 donna del bianco · f3 pedone del bianco · g3 cavallo del bianco · a2 donna del nero · c2 pedone del bianco · h2 pedone del bianco · d1 torre del bianco · e1 torre del bianco · g1 re del bianco | 1 |
| | a | b | c | d | e | f | g | h |   |

23.…Dxc2?
Secondo Lasker, qui conveniva 23…f6 e, dopo 24. Ch5, 24…Tf7
24. Tdc1!
Eliminando la minaccia 24…Dc5
24…Db2 25. Ch5 Th8
A 25…g5 sarebbe seguito 26. e5! f6 27. Dd3!
26. Te2 De5 27. f4 Db5
| \| \| a \| b \| c \| d \| e \| f \| g \| h \| \| \| 8 \| e8 torre del nero · h8 torre del nero · a7 pedone del nero · c7 pedone del nero · d7 alfiere del nero · f7 pedone del nero · g7 pedone del nero · h7 re del nero · c6 pedone del nero · d6 pedone del nero · e6 cavallo del nero · h6 pedone del nero · b5 donna del nero · f5 cavallo del bianco · h5 cavallo del bianco · e4 pedone del bianco · f4 pedone del bianco · g4 pedone del bianco · b3 pedone del bianco · e3 donna del bianco · e2 torre del bianco · h2 pedone del bianco · c1 torre del bianco · g1 re del bianco \| e8 torre del nero · h8 torre del nero · a7 pedone del nero · c7 pedone del nero · d7 alfiere del nero · f7 pedone del nero · g7 pedone del nero · h7 re del nero · c6 pedone del nero · d6 pedone del nero · e6 cavallo del nero · h6 pedone del nero · b5 donna del nero · f5 cavallo del bianco · h5 cavallo del bianco · e4 pedone del bianco · f4 pedone del bianco · g4 pedone del bianco · b3 pedone del bianco · e3 donna del bianco · e2 torre del bianco · h2 pedone del bianco · c1 torre del bianco · g1 re del bianco \| e8 torre del nero · h8 torre del nero · a7 pedone del nero · c7 pedone del nero · d7 alfiere del nero · f7 pedone del nero · g7 pedone del nero · h7 re del nero · c6 pedone del nero · d6 pedone del nero · e6 cavallo del nero · h6 pedone del nero · b5 donna del nero · f5 cavallo del bianco · h5 cavallo del bianco · e4 pedone del bianco · f4 pedone del bianco · g4 pedone del bianco · b3 pedone del bianco · e3 donna del bianco · e2 torre del bianco · h2 pedone del bianco · c1 torre del bianco · g1 re del bianco \| e8 torre del nero · h8 torre del nero · a7 pedone del nero · c7 pedone del nero · d7 alfiere del nero · f7 pedone del nero · g7 pedone del nero · h7 re del nero · c6 pedone del nero · d6 pedone del nero · e6 cavallo del nero · h6 pedone del nero · b5 donna del nero · f5 cavallo del bianco · h5 cavallo del bianco · e4 pedone del bianco · f4 pedone del bianco · g4 pedone del bianco · b3 pedone del bianco · e3 donna del bianco · e2 torre del bianco · h2 pedone del bianco · c1 torre del bianco · g1 re del bianco \| e8 torre del nero · h8 torre del nero · a7 pedone del nero · c7 pedone del nero · d7 alfiere del nero · f7 pedone del nero · g7 pedone del nero · h7 re del nero · c6 pedone del nero · d6 pedone del nero · e6 cavallo del nero · h6 pedone del nero · b5 donna del nero · f5 cavallo del bianco · h5 cavallo del bianco · e4 pedone del bianco · f4 pedone del bianco · g4 pedone del bianco · b3 pedone del bianco · e3 donna del bianco · e2 torre del bianco · h2 pedone del bianco · c1 torre del bianco · g1 re del bianco \| e8 torre del nero · h8 torre del nero · a7 pedone del nero · c7 pedone del nero · d7 alfiere del nero · f7 pedone del nero · g7 pedone del nero · h7 re del nero · c6 pedone del nero · d6 pedone del nero · e6 cavallo del nero · h6 pedone del nero · b5 donna del nero · f5 cavallo del bianco · h5 cavallo del bianco · e4 pedone del bianco · f4 pedone del bianco · g4 pedone del bianco · b3 pedone del bianco · e3 donna del bianco · e2 torre del bianco · h2 pedone del bianco · c1 torre del bianco · g1 re del bianco \| e8 torre del nero · h8 torre del nero · a7 pedone del nero · c7 pedone del nero · d7 alfiere del nero · f7 pedone del nero · g7 pedone del nero · h7 re del nero · c6 pedone del nero · d6 pedone del nero · e6 cavallo del nero · h6 pedone del nero · b5 donna del nero · f5 cavallo del bianco · h5 cavallo del bianco · e4 pedone del bianco · f4 pedone del bianco · g4 pedone del bianco · b3 pedone del bianco · e3 donna del bianco · e2 torre del bianco · h2 pedone del bianco · c1 torre del bianco · g1 re del bianco \| e8 torre del nero · h8 torre del nero · a7 pedone del nero · c7 pedone del nero · d7 alfiere del nero · f7 pedone del nero · g7 pedone del nero · h7 re del nero · c6 pedone del nero · d6 pedone del nero · e6 cavallo del nero · h6 pedone del nero · b5 donna del nero · f5 cavallo del bianco · h5 cavallo del bianco · e4 pedone del bianco · f4 pedone del bianco · g4 pedone del bianco · b3 pedone del bianco · e3 donna del bianco · e2 torre del bianco · h2 pedone del bianco · c1 torre del bianco · g1 re del bianco \| 8 \| \| 7 \| e8 torre del nero · h8 torre del nero · a7 pedone del nero · c7 pedone del nero · d7 alfiere del nero · f7 pedone del nero · g7 pedone del nero · h7 re del nero · c6 pedone del nero · d6 pedone del nero · e6 cavallo del nero · h6 pedone del nero · b5 donna del nero · f5 cavallo del bianco · h5 cavallo del bianco · e4 pedone del bianco · f4 pedone del bianco · g4 pedone del bianco · b3 pedone del bianco · e3 donna del bianco · e2 torre del bianco · h2 pedone del bianco · c1 torre del bianco · g1 re del bianco \| e8 torre del nero · h8 torre del nero · a7 pedone del nero · c7 pedone del nero · d7 alfiere del nero · f7 pedone del nero · g7 pedone del nero · h7 re del nero · c6 pedone del nero · d6 pedone del nero · e6 cavallo del nero · h6 pedone del nero · b5 donna del nero · f5 cavallo del bianco · h5 cavallo del bianco · e4 pedone del bianco · f4 pedone del bianco · g4 pedone del bianco · b3 pedone del bianco · e3 donna del bianco · e2 torre del bianco · h2 pedone del bianco · c1 torre del bianco · g1 re del bianco \| e8 torre del nero · h8 torre del nero · a7 pedone del nero · c7 pedone del nero · d7 alfiere del nero · f7 pedone del nero · g7 pedone del nero · h7 re del nero · c6 pedone del nero · d6 pedone del nero · e6 cavallo del nero · h6 pedone del nero · b5 donna del nero · f5 cavallo del bianco · h5 cavallo del bianco · e4 pedone del bianco · f4 pedone del bianco · g4 pedone del bianco · b3 pedone del bianco · e3 donna del bianco · e2 torre del bianco · h2 pedone del bianco · c1 torre del bianco · g1 re del bianco \| e8 torre del nero · h8 torre del nero · a7 pedone del nero · c7 pedone del nero · d7 alfiere del nero · f7 pedone del nero · g7 pedone del nero · h7 re del nero · c6 pedone del nero · d6 pedone del nero · e6 cavallo del nero · h6 pedone del nero · b5 donna del nero · f5 cavallo del bianco · h5 cavallo del bianco · e4 pedone del bianco · f4 pedone del bianco · g4 pedone del bianco · b3 pedone del bianco · e3 donna del bianco · e2 torre del bianco · h2 pedone del bianco · c1 torre del bianco · g1 re del bianco \| e8 torre del nero · h8 torre del nero · a7 pedone del nero · c7 pedone del nero · d7 alfiere del nero · f7 pedone del nero · g7 pedone del nero · h7 re del nero · c6 pedone del nero · d6 pedone del nero · e6 cavallo del nero · h6 pedone del nero · b5 donna del nero · f5 cavallo del bianco · h5 cavallo del bianco · e4 pedone del bianco · f4 pedone del bianco · g4 pedone del bianco · b3 pedone del bianco · e3 donna del bianco · e2 torre del bianco · h2 pedone del bianco · c1 torre del bianco · g1 re del bianco \| e8 torre del nero · h8 torre del nero · a7 pedone del nero · c7 pedone del nero · d7 alfiere del nero · f7 pedone del nero · g7 pedone del nero · h7 re del nero · c6 pedone del nero · d6 pedone del nero · e6 cavallo del nero · h6 pedone del nero · b5 donna del nero · f5 cavallo del bianco · h5 cavallo del bianco · e4 pedone del bianco · f4 pedone del bianco · g4 pedone del bianco · b3 pedone del bianco · e3 donna del bianco · e2 torre del bianco · h2 pedone del bianco · c1 torre del bianco · g1 re del bianco \| e8 torre del nero · h8 torre del nero · a7 pedone del nero · c7 pedone del nero · d7 alfiere del nero · f7 pedone del nero · g7 pedone del nero · h7 re del nero · c6 pedone del nero · d6 pedone del nero · e6 cavallo del nero · h6 pedone del nero · b5 donna del nero · f5 cavallo del bianco · h5 cavallo del bianco · e4 pedone del bianco · f4 pedone del bianco · g4 pedone del bianco · b3 pedone del bianco · e3 donna del bianco · e2 torre del bianco · h2 pedone del bianco · c1 torre del bianco · g1 re del bianco \| e8 torre del nero · h8 torre del nero · a7 pedone del nero · c7 pedone del nero · d7 alfiere del nero · f7 pedone del nero · g7 pedone del nero · h7 re del nero · c6 pedone del nero · d6 pedone del nero · e6 cavallo del nero · h6 pedone del nero · b5 donna del nero · f5 cavallo del bianco · h5 cavallo del bianco · e4 pedone del bianco · f4 pedone del bianco · g4 pedone del bianco · b3 pedone del bianco · e3 donna del bianco · e2 torre del bianco · h2 pedone del bianco · c1 torre del bianco · g1 re del bianco \| 7 \| \| 6 \| e8 torre del nero · h8 torre del nero · a7 pedone del nero · c7 pedone del nero · d7 alfiere del nero · f7 pedone del nero · g7 pedone del nero · h7 re del nero · c6 pedone del nero · d6 pedone del nero · e6 cavallo del nero · h6 pedone del nero · b5 donna del nero · f5 cavallo del bianco · h5 cavallo del bianco · e4 pedone del bianco · f4 pedone del bianco · g4 pedone del bianco · b3 pedone del bianco · e3 donna del bianco · e2 torre del bianco · h2 pedone del bianco · c1 torre del bianco · g1 re del bianco \| e8 torre del nero · h8 torre del nero · a7 pedone del nero · c7 pedone del nero · d7 alfiere del nero · f7 pedone del nero · g7 pedone del nero · h7 re del nero · c6 pedone del nero · d6 pedone del nero · e6 cavallo del nero · h6 pedone del nero · b5 donna del nero · f5 cavallo del bianco · h5 cavallo del bianco · e4 pedone del bianco · f4 pedone del bianco · g4 pedone del bianco · b3 pedone del bianco · e3 donna del bianco · e2 torre del bianco · h2 pedone del bianco · c1 torre del bianco · g1 re del bianco \| e8 torre del nero · h8 torre del nero · a7 pedone del nero · c7 pedone del nero · d7 alfiere del nero · f7 pedone del nero · g7 pedone del nero · h7 re del nero · c6 pedone del nero · d6 pedone del nero · e6 cavallo del nero · h6 pedone del nero · b5 donna del nero · f5 cavallo del bianco · h5 cavallo del bianco · e4 pedone del bianco · f4 pedone del bianco · g4 pedone del bianco · b3 pedone del bianco · e3 donna del bianco · e2 torre del bianco · h2 pedone del bianco · c1 torre del bianco · g1 re del bianco \| e8 torre del nero · h8 torre del nero · a7 pedone del nero · c7 pedone del nero · d7 alfiere del nero · f7 pedone del nero · g7 pedone del nero · h7 re del nero · c6 pedone del nero · d6 pedone del nero · e6 cavallo del nero · h6 pedone del nero · b5 donna del nero · f5 cavallo del bianco · h5 cavallo del bianco · e4 pedone del bianco · f4 pedone del bianco · g4 pedone del bianco · b3 pedone del bianco · e3 donna del bianco · e2 torre del bianco · h2 pedone del bianco · c1 torre del bianco · g1 re del bianco \| e8 torre del nero · h8 torre del nero · a7 pedone del nero · c7 pedone del nero · d7 alfiere del nero · f7 pedone del nero · g7 pedone del nero · h7 re del nero · c6 pedone del nero · d6 pedone del nero · e6 cavallo del nero · h6 pedone del nero · b5 donna del nero · f5 cavallo del bianco · h5 cavallo del bianco · e4 pedone del bianco · f4 pedone del bianco · g4 pedone del bianco · b3 pedone del bianco · e3 donna del bianco · e2 torre del bianco · h2 pedone del bianco · c1 torre del bianco · g1 re del bianco \| e8 torre del nero · h8 torre del nero · a7 pedone del nero · c7 pedone del nero · d7 alfiere del nero · f7 pedone del nero · g7 pedone del nero · h7 re del nero · c6 pedone del nero · d6 pedone del nero · e6 cavallo del nero · h6 pedone del nero · b5 donna del nero · f5 cavallo del bianco · h5 cavallo del bianco · e4 pedone del bianco · f4 pedone del bianco · g4 pedone del bianco · b3 pedone del bianco · e3 donna del bianco · e2 torre del bianco · h2 pedone del bianco · c1 torre del bianco · g1 re del bianco \| e8 torre del nero · h8 torre del nero · a7 pedone del nero · c7 pedone del nero · d7 alfiere del nero · f7 pedone del nero · g7 pedone del nero · h7 re del nero · c6 pedone del nero · d6 pedone del nero · e6 cavallo del nero · h6 pedone del nero · b5 donna del nero · f5 cavallo del bianco · h5 cavallo del bianco · e4 pedone del bianco · f4 pedone del bianco · g4 pedone del bianco · b3 pedone del bianco · e3 donna del bianco · e2 torre del bianco · h2 pedone del bianco · c1 torre del bianco · g1 re del bianco \| e8 torre del nero · h8 torre del nero · a7 pedone del nero · c7 pedone del nero · d7 alfiere del nero · f7 pedone del nero · g7 pedone del nero · h7 re del nero · c6 pedone del nero · d6 pedone del nero · e6 cavallo del nero · h6 pedone del nero · b5 donna del nero · f5 cavallo del bianco · h5 cavallo del bianco · e4 pedone del bianco · f4 pedone del bianco · g4 pedone del bianco · b3 pedone del bianco · e3 donna del bianco · e2 torre del bianco · h2 pedone del bianco · c1 torre del bianco · g1 re del bianco \| 6 \| \| 5 \| e8 torre del nero · h8 torre del nero · a7 pedone del nero · c7 pedone del nero · d7 alfiere del nero · f7 pedone del nero · g7 pedone del nero · h7 re del nero · c6 pedone del nero · d6 pedone del nero · e6 cavallo del nero · h6 pedone del nero · b5 donna del nero · f5 cavallo del bianco · h5 cavallo del bianco · e4 pedone del bianco · f4 pedone del bianco · g4 pedone del bianco · b3 pedone del bianco · e3 donna del bianco · e2 torre del bianco · h2 pedone del bianco · c1 torre del bianco · g1 re del bianco \| e8 torre del nero · h8 torre del nero · a7 pedone del nero · c7 pedone del nero · d7 alfiere del nero · f7 pedone del nero · g7 pedone del nero · h7 re del nero · c6 pedone del nero · d6 pedone del nero · e6 cavallo del nero · h6 pedone del nero · b5 donna del nero · f5 cavallo del bianco · h5 cavallo del bianco · e4 pedone del bianco · f4 pedone del bianco · g4 pedone del bianco · b3 pedone del bianco · e3 donna del bianco · e2 torre del bianco · h2 pedone del bianco · c1 torre del bianco · g1 re del bianco \| e8 torre del nero · h8 torre del nero · a7 pedone del nero · c7 pedone del nero · d7 alfiere del nero · f7 pedone del nero · g7 pedone del nero · h7 re del nero · c6 pedone del nero · d6 pedone del nero · e6 cavallo del nero · h6 pedone del nero · b5 donna del nero · f5 cavallo del bianco · h5 cavallo del bianco · e4 pedone del bianco · f4 pedone del bianco · g4 pedone del bianco · b3 pedone del bianco · e3 donna del bianco · e2 torre del bianco · h2 pedone del bianco · c1 torre del bianco · g1 re del bianco \| e8 torre del nero · h8 torre del nero · a7 pedone del nero · c7 pedone del nero · d7 alfiere del nero · f7 pedone del nero · g7 pedone del nero · h7 re del nero · c6 pedone del nero · d6 pedone del nero · e6 cavallo del nero · h6 pedone del nero · b5 donna del nero · f5 cavallo del bianco · h5 cavallo del bianco · e4 pedone del bianco · f4 pedone del bianco · g4 pedone del bianco · b3 pedone del bianco · e3 donna del bianco · e2 torre del bianco · h2 pedone del bianco · c1 torre del bianco · g1 re del bianco \| e8 torre del nero · h8 torre del nero · a7 pedone del nero · c7 pedone del nero · d7 alfiere del nero · f7 pedone del nero · g7 pedone del nero · h7 re del nero · c6 pedone del nero · d6 pedone del nero · e6 cavallo del nero · h6 pedone del nero · b5 donna del nero · f5 cavallo del bianco · h5 cavallo del bianco · e4 pedone del bianco · f4 pedone del bianco · g4 pedone del bianco · b3 pedone del bianco · e3 donna del bianco · e2 torre del bianco · h2 pedone del bianco · c1 torre del bianco · g1 re del bianco \| e8 torre del nero · h8 torre del nero · a7 pedone del nero · c7 pedone del nero · d7 alfiere del nero · f7 pedone del nero · g7 pedone del nero · h7 re del nero · c6 pedone del nero · d6 pedone del nero · e6 cavallo del nero · h6 pedone del nero · b5 donna del nero · f5 cavallo del bianco · h5 cavallo del bianco · e4 pedone del bianco · f4 pedone del bianco · g4 pedone del bianco · b3 pedone del bianco · e3 donna del bianco · e2 torre del bianco · h2 pedone del bianco · c1 torre del bianco · g1 re del bianco \| e8 torre del nero · h8 torre del nero · a7 pedone del nero · c7 pedone del nero · d7 alfiere del nero · f7 pedone del nero · g7 pedone del nero · h7 re del nero · c6 pedone del nero · d6 pedone del nero · e6 cavallo del nero · h6 pedone del nero · b5 donna del nero · f5 cavallo del bianco · h5 cavallo del bianco · e4 pedone del bianco · f4 pedone del bianco · g4 pedone del bianco · b3 pedone del bianco · e3 donna del bianco · e2 torre del bianco · h2 pedone del bianco · c1 torre del bianco · g1 re del bianco \| e8 torre del nero · h8 torre del nero · a7 pedone del nero · c7 pedone del nero · d7 alfiere del nero · f7 pedone del nero · g7 pedone del nero · h7 re del nero · c6 pedone del nero · d6 pedone del nero · e6 cavallo del nero · h6 pedone del nero · b5 donna del nero · f5 cavallo del bianco · h5 cavallo del bianco · e4 pedone del bianco · f4 pedone del bianco · g4 pedone del bianco · b3 pedone del bianco · e3 donna del bianco · e2 torre del bianco · h2 pedone del bianco · c1 torre del bianco · g1 re del bianco \| 5 \| \| 4 \| e8 torre del nero · h8 torre del nero · a7 pedone del nero · c7 pedone del nero · d7 alfiere del nero · f7 pedone del nero · g7 pedone del nero · h7 re del nero · c6 pedone del nero · d6 pedone del nero · e6 cavallo del nero · h6 pedone del nero · b5 donna del nero · f5 cavallo del bianco · h5 cavallo del bianco · e4 pedone del bianco · f4 pedone del bianco · g4 pedone del bianco · b3 pedone del bianco · e3 donna del bianco · e2 torre del bianco · h2 pedone del bianco · c1 torre del bianco · g1 re del bianco \| e8 torre del nero · h8 torre del nero · a7 pedone del nero · c7 pedone del nero · d7 alfiere del nero · f7 pedone del nero · g7 pedone del nero · h7 re del nero · c6 pedone del nero · d6 pedone del nero · e6 cavallo del nero · h6 pedone del nero · b5 donna del nero · f5 cavallo del bianco · h5 cavallo del bianco · e4 pedone del bianco · f4 pedone del bianco · g4 pedone del bianco · b3 pedone del bianco · e3 donna del bianco · e2 torre del bianco · h2 pedone del bianco · c1 torre del bianco · g1 re del bianco \| e8 torre del nero · h8 torre del nero · a7 pedone del nero · c7 pedone del nero · d7 alfiere del nero · f7 pedone del nero · g7 pedone del nero · h7 re del nero · c6 pedone del nero · d6 pedone del nero · e6 cavallo del nero · h6 pedone del nero · b5 donna del nero · f5 cavallo del bianco · h5 cavallo del bianco · e4 pedone del bianco · f4 pedone del bianco · g4 pedone del bianco · b3 pedone del bianco · e3 donna del bianco · e2 torre del bianco · h2 pedone del bianco · c1 torre del bianco · g1 re del bianco \| e8 torre del nero · h8 torre del nero · a7 pedone del nero · c7 pedone del nero · d7 alfiere del nero · f7 pedone del nero · g7 pedone del nero · h7 re del nero · c6 pedone del nero · d6 pedone del nero · e6 cavallo del nero · h6 pedone del nero · b5 donna del nero · f5 cavallo del bianco · h5 cavallo del bianco · e4 pedone del bianco · f4 pedone del bianco · g4 pedone del bianco · b3 pedone del bianco · e3 donna del bianco · e2 torre del bianco · h2 pedone del bianco · c1 torre del bianco · g1 re del bianco \| e8 torre del nero · h8 torre del nero · a7 pedone del nero · c7 pedone del nero · d7 alfiere del nero · f7 pedone del nero · g7 pedone del nero · h7 re del nero · c6 pedone del nero · d6 pedone del nero · e6 cavallo del nero · h6 pedone del nero · b5 donna del nero · f5 cavallo del bianco · h5 cavallo del bianco · e4 pedone del bianco · f4 pedone del bianco · g4 pedone del bianco · b3 pedone del bianco · e3 donna del bianco · e2 torre del bianco · h2 pedone del bianco · c1 torre del bianco · g1 re del bianco \| e8 torre del nero · h8 torre del nero · a7 pedone del nero · c7 pedone del nero · d7 alfiere del nero · f7 pedone del nero · g7 pedone del nero · h7 re del nero · c6 pedone del nero · d6 pedone del nero · e6 cavallo del nero · h6 pedone del nero · b5 donna del nero · f5 cavallo del bianco · h5 cavallo del bianco · e4 pedone del bianco · f4 pedone del bianco · g4 pedone del bianco · b3 pedone del bianco · e3 donna del bianco · e2 torre del bianco · h2 pedone del bianco · c1 torre del bianco · g1 re del bianco \| e8 torre del nero · h8 torre del nero · a7 pedone del nero · c7 pedone del nero · d7 alfiere del nero · f7 pedone del nero · g7 pedone del nero · h7 re del nero · c6 pedone del nero · d6 pedone del nero · e6 cavallo del nero · h6 pedone del nero · b5 donna del nero · f5 cavallo del bianco · h5 cavallo del bianco · e4 pedone del bianco · f4 pedone del bianco · g4 pedone del bianco · b3 pedone del bianco · e3 donna del bianco · e2 torre del bianco · h2 pedone del bianco · c1 torre del bianco · g1 re del bianco \| e8 torre del nero · h8 torre del nero · a7 pedone del nero · c7 pedone del nero · d7 alfiere del nero · f7 pedone del nero · g7 pedone del nero · h7 re del nero · c6 pedone del nero · d6 pedone del nero · e6 cavallo del nero · h6 pedone del nero · b5 donna del nero · f5 cavallo del bianco · h5 cavallo del bianco · e4 pedone del bianco · f4 pedone del bianco · g4 pedone del bianco · b3 pedone del bianco · e3 donna del bianco · e2 torre del bianco · h2 pedone del bianco · c1 torre del bianco · g1 re del bianco \| 4 \| \| 3 \| e8 torre del nero · h8 torre del nero · a7 pedone del nero · c7 pedone del nero · d7 alfiere del nero · f7 pedone del nero · g7 pedone del nero · h7 re del nero · c6 pedone del nero · d6 pedone del nero · e6 cavallo del nero · h6 pedone del nero · b5 donna del nero · f5 cavallo del bianco · h5 cavallo del bianco · e4 pedone del bianco · f4 pedone del bianco · g4 pedone del bianco · b3 pedone del bianco · e3 donna del bianco · e2 torre del bianco · h2 pedone del bianco · c1 torre del bianco · g1 re del bianco \| e8 torre del nero · h8 torre del nero · a7 pedone del nero · c7 pedone del nero · d7 alfiere del nero · f7 pedone del nero · g7 pedone del nero · h7 re del nero · c6 pedone del nero · d6 pedone del nero · e6 cavallo del nero · h6 pedone del nero · b5 donna del nero · f5 cavallo del bianco · h5 cavallo del bianco · e4 pedone del bianco · f4 pedone del bianco · g4 pedone del bianco · b3 pedone del bianco · e3 donna del bianco · e2 torre del bianco · h2 pedone del bianco · c1 torre del bianco · g1 re del bianco \| e8 torre del nero · h8 torre del nero · a7 pedone del nero · c7 pedone del nero · d7 alfiere del nero · f7 pedone del nero · g7 pedone del nero · h7 re del nero · c6 pedone del nero · d6 pedone del nero · e6 cavallo del nero · h6 pedone del nero · b5 donna del nero · f5 cavallo del bianco · h5 cavallo del bianco · e4 pedone del bianco · f4 pedone del bianco · g4 pedone del bianco · b3 pedone del bianco · e3 donna del bianco · e2 torre del bianco · h2 pedone del bianco · c1 torre del bianco · g1 re del bianco \| e8 torre del nero · h8 torre del nero · a7 pedone del nero · c7 pedone del nero · d7 alfiere del nero · f7 pedone del nero · g7 pedone del nero · h7 re del nero · c6 pedone del nero · d6 pedone del nero · e6 cavallo del nero · h6 pedone del nero · b5 donna del nero · f5 cavallo del bianco · h5 cavallo del bianco · e4 pedone del bianco · f4 pedone del bianco · g4 pedone del bianco · b3 pedone del bianco · e3 donna del bianco · e2 torre del bianco · h2 pedone del bianco · c1 torre del bianco · g1 re del bianco \| e8 torre del nero · h8 torre del nero · a7 pedone del nero · c7 pedone del nero · d7 alfiere del nero · f7 pedone del nero · g7 pedone del nero · h7 re del nero · c6 pedone del nero · d6 pedone del nero · e6 cavallo del nero · h6 pedone del nero · b5 donna del nero · f5 cavallo del bianco · h5 cavallo del bianco · e4 pedone del bianco · f4 pedone del bianco · g4 pedone del bianco · b3 pedone del bianco · e3 donna del bianco · e2 torre del bianco · h2 pedone del bianco · c1 torre del bianco · g1 re del bianco \| e8 torre del nero · h8 torre del nero · a7 pedone del nero · c7 pedone del nero · d7 alfiere del nero · f7 pedone del nero · g7 pedone del nero · h7 re del nero · c6 pedone del nero · d6 pedone del nero · e6 cavallo del nero · h6 pedone del nero · b5 donna del nero · f5 cavallo del bianco · h5 cavallo del bianco · e4 pedone del bianco · f4 pedone del bianco · g4 pedone del bianco · b3 pedone del bianco · e3 donna del bianco · e2 torre del bianco · h2 pedone del bianco · c1 torre del bianco · g1 re del bianco \| e8 torre del nero · h8 torre del nero · a7 pedone del nero · c7 pedone del nero · d7 alfiere del nero · f7 pedone del nero · g7 pedone del nero · h7 re del nero · c6 pedone del nero · d6 pedone del nero · e6 cavallo del nero · h6 pedone del nero · b5 donna del nero · f5 cavallo del bianco · h5 cavallo del bianco · e4 pedone del bianco · f4 pedone del bianco · g4 pedone del bianco · b3 pedone del bianco · e3 donna del bianco · e2 torre del bianco · h2 pedone del bianco · c1 torre del bianco · g1 re del bianco \| e8 torre del nero · h8 torre del nero · a7 pedone del nero · c7 pedone del nero · d7 alfiere del nero · f7 pedone del nero · g7 pedone del nero · h7 re del nero · c6 pedone del nero · d6 pedone del nero · e6 cavallo del nero · h6 pedone del nero · b5 donna del nero · f5 cavallo del bianco · h5 cavallo del bianco · e4 pedone del bianco · f4 pedone del bianco · g4 pedone del bianco · b3 pedone del bianco · e3 donna del bianco · e2 torre del bianco · h2 pedone del bianco · c1 torre del bianco · g1 re del bianco \| 3 \| \| 2 \| e8 torre del nero · h8 torre del nero · a7 pedone del nero · c7 pedone del nero · d7 alfiere del nero · f7 pedone del nero · g7 pedone del nero · h7 re del nero · c6 pedone del nero · d6 pedone del nero · e6 cavallo del nero · h6 pedone del nero · b5 donna del nero · f5 cavallo del bianco · h5 cavallo del bianco · e4 pedone del bianco · f4 pedone del bianco · g4 pedone del bianco · b3 pedone del bianco · e3 donna del bianco · e2 torre del bianco · h2 pedone del bianco · c1 torre del bianco · g1 re del bianco \| e8 torre del nero · h8 torre del nero · a7 pedone del nero · c7 pedone del nero · d7 alfiere del nero · f7 pedone del nero · g7 pedone del nero · h7 re del nero · c6 pedone del nero · d6 pedone del nero · e6 cavallo del nero · h6 pedone del nero · b5 donna del nero · f5 cavallo del bianco · h5 cavallo del bianco · e4 pedone del bianco · f4 pedone del bianco · g4 pedone del bianco · b3 pedone del bianco · e3 donna del bianco · e2 torre del bianco · h2 pedone del bianco · c1 torre del bianco · g1 re del bianco \| e8 torre del nero · h8 torre del nero · a7 pedone del nero · c7 pedone del nero · d7 alfiere del nero · f7 pedone del nero · g7 pedone del nero · h7 re del nero · c6 pedone del nero · d6 pedone del nero · e6 cavallo del nero · h6 pedone del nero · b5 donna del nero · f5 cavallo del bianco · h5 cavallo del bianco · e4 pedone del bianco · f4 pedone del bianco · g4 pedone del bianco · b3 pedone del bianco · e3 donna del bianco · e2 torre del bianco · h2 pedone del bianco · c1 torre del bianco · g1 re del bianco \| e8 torre del nero · h8 torre del nero · a7 pedone del nero · c7 pedone del nero · d7 alfiere del nero · f7 pedone del nero · g7 pedone del nero · h7 re del nero · c6 pedone del nero · d6 pedone del nero · e6 cavallo del nero · h6 pedone del nero · b5 donna del nero · f5 cavallo del bianco · h5 cavallo del bianco · e4 pedone del bianco · f4 pedone del bianco · g4 pedone del bianco · b3 pedone del bianco · e3 donna del bianco · e2 torre del bianco · h2 pedone del bianco · c1 torre del bianco · g1 re del bianco \| e8 torre del nero · h8 torre del nero · a7 pedone del nero · c7 pedone del nero · d7 alfiere del nero · f7 pedone del nero · g7 pedone del nero · h7 re del nero · c6 pedone del nero · d6 pedone del nero · e6 cavallo del nero · h6 pedone del nero · b5 donna del nero · f5 cavallo del bianco · h5 cavallo del bianco · e4 pedone del bianco · f4 pedone del bianco · g4 pedone del bianco · b3 pedone del bianco · e3 donna del bianco · e2 torre del bianco · h2 pedone del bianco · c1 torre del bianco · g1 re del bianco \| e8 torre del nero · h8 torre del nero · a7 pedone del nero · c7 pedone del nero · d7 alfiere del nero · f7 pedone del nero · g7 pedone del nero · h7 re del nero · c6 pedone del nero · d6 pedone del nero · e6 cavallo del nero · h6 pedone del nero · b5 donna del nero · f5 cavallo del bianco · h5 cavallo del bianco · e4 pedone del bianco · f4 pedone del bianco · g4 pedone del bianco · b3 pedone del bianco · e3 donna del bianco · e2 torre del bianco · h2 pedone del bianco · c1 torre del bianco · g1 re del bianco \| e8 torre del nero · h8 torre del nero · a7 pedone del nero · c7 pedone del nero · d7 alfiere del nero · f7 pedone del nero · g7 pedone del nero · h7 re del nero · c6 pedone del nero · d6 pedone del nero · e6 cavallo del nero · h6 pedone del nero · b5 donna del nero · f5 cavallo del bianco · h5 cavallo del bianco · e4 pedone del bianco · f4 pedone del bianco · g4 pedone del bianco · b3 pedone del bianco · e3 donna del bianco · e2 torre del bianco · h2 pedone del bianco · c1 torre del bianco · g1 re del bianco \| e8 torre del nero · h8 torre del nero · a7 pedone del nero · c7 pedone del nero · d7 alfiere del nero · f7 pedone del nero · g7 pedone del nero · h7 re del nero · c6 pedone del nero · d6 pedone del nero · e6 cavallo del nero · h6 pedone del nero · b5 donna del nero · f5 cavallo del bianco · h5 cavallo del bianco · e4 pedone del bianco · f4 pedone del bianco · g4 pedone del bianco · b3 pedone del bianco · e3 donna del bianco · e2 torre del bianco · h2 pedone del bianco · c1 torre del bianco · g1 re del bianco \| 2 \| \| 1 \| e8 torre del nero · h8 torre del nero · a7 pedone del nero · c7 pedone del nero · d7 alfiere del nero · f7 pedone del nero · g7 pedone del nero · h7 re del nero · c6 pedone del nero · d6 pedone del nero · e6 cavallo del nero · h6 pedone del nero · b5 donna del nero · f5 cavallo del bianco · h5 cavallo del bianco · e4 pedone del bianco · f4 pedone del bianco · g4 pedone del bianco · b3 pedone del bianco · e3 donna del bianco · e2 torre del bianco · h2 pedone del bianco · c1 torre del bianco · g1 re del bianco \| e8 torre del nero · h8 torre del nero · a7 pedone del nero · c7 pedone del nero · d7 alfiere del nero · f7 pedone del nero · g7 pedone del nero · h7 re del nero · c6 pedone del nero · d6 pedone del nero · e6 cavallo del nero · h6 pedone del nero · b5 donna del nero · f5 cavallo del bianco · h5 cavallo del bianco · e4 pedone del bianco · f4 pedone del bianco · g4 pedone del bianco · b3 pedone del bianco · e3 donna del bianco · e2 torre del bianco · h2 pedone del bianco · c1 torre del bianco · g1 re del bianco \| e8 torre del nero · h8 torre del nero · a7 pedone del nero · c7 pedone del nero · d7 alfiere del nero · f7 pedone del nero · g7 pedone del nero · h7 re del nero · c6 pedone del nero · d6 pedone del nero · e6 cavallo del nero · h6 pedone del nero · b5 donna del nero · f5 cavallo del bianco · h5 cavallo del bianco · e4 pedone del bianco · f4 pedone del bianco · g4 pedone del bianco · b3 pedone del bianco · e3 donna del bianco · e2 torre del bianco · h2 pedone del bianco · c1 torre del bianco · g1 re del bianco \| e8 torre del nero · h8 torre del nero · a7 pedone del nero · c7 pedone del nero · d7 alfiere del nero · f7 pedone del nero · g7 pedone del nero · h7 re del nero · c6 pedone del nero · d6 pedone del nero · e6 cavallo del nero · h6 pedone del nero · b5 donna del nero · f5 cavallo del bianco · h5 cavallo del bianco · e4 pedone del bianco · f4 pedone del bianco · g4 pedone del bianco · b3 pedone del bianco · e3 donna del bianco · e2 torre del bianco · h2 pedone del bianco · c1 torre del bianco · g1 re del bianco \| e8 torre del nero · h8 torre del nero · a7 pedone del nero · c7 pedone del nero · d7 alfiere del nero · f7 pedone del nero · g7 pedone del nero · h7 re del nero · c6 pedone del nero · d6 pedone del nero · e6 cavallo del nero · h6 pedone del nero · b5 donna del nero · f5 cavallo del bianco · h5 cavallo del bianco · e4 pedone del bianco · f4 pedone del bianco · g4 pedone del bianco · b3 pedone del bianco · e3 donna del bianco · e2 torre del bianco · h2 pedone del bianco · c1 torre del bianco · g1 re del bianco \| e8 torre del nero · h8 torre del nero · a7 pedone del nero · c7 pedone del nero · d7 alfiere del nero · f7 pedone del nero · g7 pedone del nero · h7 re del nero · c6 pedone del nero · d6 pedone del nero · e6 cavallo del nero · h6 pedone del nero · b5 donna del nero · f5 cavallo del bianco · h5 cavallo del bianco · e4 pedone del bianco · f4 pedone del bianco · g4 pedone del bianco · b3 pedone del bianco · e3 donna del bianco · e2 torre del bianco · h2 pedone del bianco · c1 torre del bianco · g1 re del bianco \| e8 torre del nero · h8 torre del nero · a7 pedone del nero · c7 pedone del nero · d7 alfiere del nero · f7 pedone del nero · g7 pedone del nero · h7 re del nero · c6 pedone del nero · d6 pedone del nero · e6 cavallo del nero · h6 pedone del nero · b5 donna del nero · f5 cavallo del bianco · h5 cavallo del bianco · e4 pedone del bianco · f4 pedone del bianco · g4 pedone del bianco · b3 pedone del bianco · e3 donna del bianco · e2 torre del bianco · h2 pedone del bianco · c1 torre del bianco · g1 re del bianco \| e8 torre del nero · h8 torre del nero · a7 pedone del nero · c7 pedone del nero · d7 alfiere del nero · f7 pedone del nero · g7 pedone del nero · h7 re del nero · c6 pedone del nero · d6 pedone del nero · e6 cavallo del nero · h6 pedone del nero · b5 donna del nero · f5 cavallo del bianco · h5 cavallo del bianco · e4 pedone del bianco · f4 pedone del bianco · g4 pedone del bianco · b3 pedone del bianco · e3 donna del bianco · e2 torre del bianco · h2 pedone del bianco · c1 torre del bianco · g1 re del bianco \| 1 \| \| \| a \| b \| c \| d \| e \| f \| g \| h \| \|Posizione dopo 27…Db5 | | | | | | | | |   |
| | a | b | c | d | e | f | g | h |   |
| 8 | e8 torre del nero · h8 torre del nero · a7 pedone del nero · c7 pedone del nero · d7 alfiere del nero · f7 pedone del nero · g7 pedone del nero · h7 re del nero · c6 pedone del nero · d6 pedone del nero · e6 cavallo del nero · h6 pedone del nero · b5 donna del nero · f5 cavallo del bianco · h5 cavallo del bianco · e4 pedone del bianco · f4 pedone del bianco · g4 pedone del bianco · b3 pedone del bianco · e3 donna del bianco · e2 torre del bianco · h2 pedone del bianco · c1 torre del bianco · g1 re del bianco | e8 torre del nero · h8 torre del nero · a7 pedone del nero · c7 pedone del nero · d7 alfiere del nero · f7 pedone del nero · g7 pedone del nero · h7 re del nero · c6 pedone del nero · d6 pedone del nero · e6 cavallo del nero · h6 pedone del nero · b5 donna del nero · f5 cavallo del bianco · h5 cavallo del bianco · e4 pedone del bianco · f4 pedone del bianco · g4 pedone del bianco · b3 pedone del bianco · e3 donna del bianco · e2 torre del bianco · h2 pedone del bianco · c1 torre del bianco · g1 re del bianco | e8 torre del nero · h8 torre del nero · a7 pedone del nero · c7 pedone del nero · d7 alfiere del nero · f7 pedone del nero · g7 pedone del nero · h7 re del nero · c6 pedone del nero · d6 pedone del nero · e6 cavallo del nero · h6 pedone del nero · b5 donna del nero · f5 cavallo del bianco · h5 cavallo del bianco · e4 pedone del bianco · f4 pedone del bianco · g4 pedone del bianco · b3 pedone del bianco · e3 donna del bianco · e2 torre del bianco · h2 pedone del bianco · c1 torre del bianco · g1 re del bianco | e8 torre del nero · h8 torre del nero · a7 pedone del nero · c7 pedone del nero · d7 alfiere del nero · f7 pedone del nero · g7 pedone del nero · h7 re del nero · c6 pedone del nero · d6 pedone del nero · e6 cavallo del nero · h6 pedone del nero · b5 donna del nero · f5 cavallo del bianco · h5 cavallo del bianco · e4 pedone del bianco · f4 pedone del bianco · g4 pedone del bianco · b3 pedone del bianco · e3 donna del bianco · e2 torre del bianco · h2 pedone del bianco · c1 torre del bianco · g1 re del bianco | e8 torre del nero · h8 torre del nero · a7 pedone del nero · c7 pedone del nero · d7 alfiere del nero · f7 pedone del nero · g7 pedone del nero · h7 re del nero · c6 pedone del nero · d6 pedone del nero · e6 cavallo del nero · h6 pedone del nero · b5 donna del nero · f5 cavallo del bianco · h5 cavallo del bianco · e4 pedone del bianco · f4 pedone del bianco · g4 pedone del bianco · b3 pedone del bianco · e3 donna del bianco · e2 torre del bianco · h2 pedone del bianco · c1 torre del bianco · g1 re del bianco | e8 torre del nero · h8 torre del nero · a7 pedone del nero · c7 pedone del nero · d7 alfiere del nero · f7 pedone del nero · g7 pedone del nero · h7 re del nero · c6 pedone del nero · d6 pedone del nero · e6 cavallo del nero · h6 pedone del nero · b5 donna del nero · f5 cavallo del bianco · h5 cavallo del bianco · e4 pedone del bianco · f4 pedone del bianco · g4 pedone del bianco · b3 pedone del bianco · e3 donna del bianco · e2 torre del bianco · h2 pedone del bianco · c1 torre del bianco · g1 re del bianco | e8 torre del nero · h8 torre del nero · a7 pedone del nero · c7 pedone del nero · d7 alfiere del nero · f7 pedone del nero · g7 pedone del nero · h7 re del nero · c6 pedone del nero · d6 pedone del nero · e6 cavallo del nero · h6 pedone del nero · b5 donna del nero · f5 cavallo del bianco · h5 cavallo del bianco · e4 pedone del bianco · f4 pedone del bianco · g4 pedone del bianco · b3 pedone del bianco · e3 donna del bianco · e2 torre del bianco · h2 pedone del bianco · c1 torre del bianco · g1 re del bianco | e8 torre del nero · h8 torre del nero · a7 pedone del nero · c7 pedone del nero · d7 alfiere del nero · f7 pedone del nero · g7 pedone del nero · h7 re del nero · c6 pedone del nero · d6 pedone del nero · e6 cavallo del nero · h6 pedone del nero · b5 donna del nero · f5 cavallo del bianco · h5 cavallo del bianco · e4 pedone del bianco · f4 pedone del bianco · g4 pedone del bianco · b3 pedone del bianco · e3 donna del bianco · e2 torre del bianco · h2 pedone del bianco · c1 torre del bianco · g1 re del bianco | 8 |
| 7 | e8 torre del nero · h8 torre del nero · a7 pedone del nero · c7 pedone del nero · d7 alfiere del nero · f7 pedone del nero · g7 pedone del nero · h7 re del nero · c6 pedone del nero · d6 pedone del nero · e6 cavallo del nero · h6 pedone del nero · b5 donna del nero · f5 cavallo del bianco · h5 cavallo del bianco · e4 pedone del bianco · f4 pedone del bianco · g4 pedone del bianco · b3 pedone del bianco · e3 donna del bianco · e2 torre del bianco · h2 pedone del bianco · c1 torre del bianco · g1 re del bianco | e8 torre del nero · h8 torre del nero · a7 pedone del nero · c7 pedone del nero · d7 alfiere del nero · f7 pedone del nero · g7 pedone del nero · h7 re del nero · c6 pedone del nero · d6 pedone del nero · e6 cavallo del nero · h6 pedone del nero · b5 donna del nero · f5 cavallo del bianco · h5 cavallo del bianco · e4 pedone del bianco · f4 pedone del bianco · g4 pedone del bianco · b3 pedone del bianco · e3 donna del bianco · e2 torre del bianco · h2 pedone del bianco · c1 torre del bianco · g1 re del bianco | e8 torre del nero · h8 torre del nero · a7 pedone del nero · c7 pedone del nero · d7 alfiere del nero · f7 pedone del nero · g7 pedone del nero · h7 re del nero · c6 pedone del nero · d6 pedone del nero · e6 cavallo del nero · h6 pedone del nero · b5 donna del nero · f5 cavallo del bianco · h5 cavallo del bianco · e4 pedone del bianco · f4 pedone del bianco · g4 pedone del bianco · b3 pedone del bianco · e3 donna del bianco · e2 torre del bianco · h2 pedone del bianco · c1 torre del bianco · g1 re del bianco | e8 torre del nero · h8 torre del nero · a7 pedone del nero · c7 pedone del nero · d7 alfiere del nero · f7 pedone del nero · g7 pedone del nero · h7 re del nero · c6 pedone del nero · d6 pedone del nero · e6 cavallo del nero · h6 pedone del nero · b5 donna del nero · f5 cavallo del bianco · h5 cavallo del bianco · e4 pedone del bianco · f4 pedone del bianco · g4 pedone del bianco · b3 pedone del bianco · e3 donna del bianco · e2 torre del bianco · h2 pedone del bianco · c1 torre del bianco · g1 re del bianco | e8 torre del nero · h8 torre del nero · a7 pedone del nero · c7 pedone del nero · d7 alfiere del nero · f7 pedone del nero · g7 pedone del nero · h7 re del nero · c6 pedone del nero · d6 pedone del nero · e6 cavallo del nero · h6 pedone del nero · b5 donna del nero · f5 cavallo del bianco · h5 cavallo del bianco · e4 pedone del bianco · f4 pedone del bianco · g4 pedone del bianco · b3 pedone del bianco · e3 donna del bianco · e2 torre del bianco · h2 pedone del bianco · c1 torre del bianco · g1 re del bianco | e8 torre del nero · h8 torre del nero · a7 pedone del nero · c7 pedone del nero · d7 alfiere del nero · f7 pedone del nero · g7 pedone del nero · h7 re del nero · c6 pedone del nero · d6 pedone del nero · e6 cavallo del nero · h6 pedone del nero · b5 donna del nero · f5 cavallo del bianco · h5 cavallo del bianco · e4 pedone del bianco · f4 pedone del bianco · g4 pedone del bianco · b3 pedone del bianco · e3 donna del bianco · e2 torre del bianco · h2 pedone del bianco · c1 torre del bianco · g1 re del bianco | e8 torre del nero · h8 torre del nero · a7 pedone del nero · c7 pedone del nero · d7 alfiere del nero · f7 pedone del nero · g7 pedone del nero · h7 re del nero · c6 pedone del nero · d6 pedone del nero · e6 cavallo del nero · h6 pedone del nero · b5 donna del nero · f5 cavallo del bianco · h5 cavallo del bianco · e4 pedone del bianco · f4 pedone del bianco · g4 pedone del bianco · b3 pedone del bianco · e3 donna del bianco · e2 torre del bianco · h2 pedone del bianco · c1 torre del bianco · g1 re del bianco | e8 torre del nero · h8 torre del nero · a7 pedone del nero · c7 pedone del nero · d7 alfiere del nero · f7 pedone del nero · g7 pedone del nero · h7 re del nero · c6 pedone del nero · d6 pedone del nero · e6 cavallo del nero · h6 pedone del nero · b5 donna del nero · f5 cavallo del bianco · h5 cavallo del bianco · e4 pedone del bianco · f4 pedone del bianco · g4 pedone del bianco · b3 pedone del bianco · e3 donna del bianco · e2 torre del bianco · h2 pedone del bianco · c1 torre del bianco · g1 re del bianco | 7 |
| 6 | e8 torre del nero · h8 torre del nero · a7 pedone del nero · c7 pedone del nero · d7 alfiere del nero · f7 pedone del nero · g7 pedone del nero · h7 re del nero · c6 pedone del nero · d6 pedone del nero · e6 cavallo del nero · h6 pedone del nero · b5 donna del nero · f5 cavallo del bianco · h5 cavallo del bianco · e4 pedone del bianco · f4 pedone del bianco · g4 pedone del bianco · b3 pedone del bianco · e3 donna del bianco · e2 torre del bianco · h2 pedone del bianco · c1 torre del bianco · g1 re del bianco | e8 torre del nero · h8 torre del nero · a7 pedone del nero · c7 pedone del nero · d7 alfiere del nero · f7 pedone del nero · g7 pedone del nero · h7 re del nero · c6 pedone del nero · d6 pedone del nero · e6 cavallo del nero · h6 pedone del nero · b5 donna del nero · f5 cavallo del bianco · h5 cavallo del bianco · e4 pedone del bianco · f4 pedone del bianco · g4 pedone del bianco · b3 pedone del bianco · e3 donna del bianco · e2 torre del bianco · h2 pedone del bianco · c1 torre del bianco · g1 re del bianco | e8 torre del nero · h8 torre del nero · a7 pedone del nero · c7 pedone del nero · d7 alfiere del nero · f7 pedone del nero · g7 pedone del nero · h7 re del nero · c6 pedone del nero · d6 pedone del nero · e6 cavallo del nero · h6 pedone del nero · b5 donna del nero · f5 cavallo del bianco · h5 cavallo del bianco · e4 pedone del bianco · f4 pedone del bianco · g4 pedone del bianco · b3 pedone del bianco · e3 donna del bianco · e2 torre del bianco · h2 pedone del bianco · c1 torre del bianco · g1 re del bianco | e8 torre del nero · h8 torre del nero · a7 pedone del nero · c7 pedone del nero · d7 alfiere del nero · f7 pedone del nero · g7 pedone del nero · h7 re del nero · c6 pedone del nero · d6 pedone del nero · e6 cavallo del nero · h6 pedone del nero · b5 donna del nero · f5 cavallo del bianco · h5 cavallo del bianco · e4 pedone del bianco · f4 pedone del bianco · g4 pedone del bianco · b3 pedone del bianco · e3 donna del bianco · e2 torre del bianco · h2 pedone del bianco · c1 torre del bianco · g1 re del bianco | e8 torre del nero · h8 torre del nero · a7 pedone del nero · c7 pedone del nero · d7 alfiere del nero · f7 pedone del nero · g7 pedone del nero · h7 re del nero · c6 pedone del nero · d6 pedone del nero · e6 cavallo del nero · h6 pedone del nero · b5 donna del nero · f5 cavallo del bianco · h5 cavallo del bianco · e4 pedone del bianco · f4 pedone del bianco · g4 pedone del bianco · b3 pedone del bianco · e3 donna del bianco · e2 torre del bianco · h2 pedone del bianco · c1 torre del bianco · g1 re del bianco | e8 torre del nero · h8 torre del nero · a7 pedone del nero · c7 pedone del nero · d7 alfiere del nero · f7 pedone del nero · g7 pedone del nero · h7 re del nero · c6 pedone del nero · d6 pedone del nero · e6 cavallo del nero · h6 pedone del nero · b5 donna del nero · f5 cavallo del bianco · h5 cavallo del bianco · e4 pedone del bianco · f4 pedone del bianco · g4 pedone del bianco · b3 pedone del bianco · e3 donna del bianco · e2 torre del bianco · h2 pedone del bianco · c1 torre del bianco · g1 re del bianco | e8 torre del nero · h8 torre del nero · a7 pedone del nero · c7 pedone del nero · d7 alfiere del nero · f7 pedone del nero · g7 pedone del nero · h7 re del nero · c6 pedone del nero · d6 pedone del nero · e6 cavallo del nero · h6 pedone del nero · b5 donna del nero · f5 cavallo del bianco · h5 cavallo del bianco · e4 pedone del bianco · f4 pedone del bianco · g4 pedone del bianco · b3 pedone del bianco · e3 donna del bianco · e2 torre del bianco · h2 pedone del bianco · c1 torre del bianco · g1 re del bianco | e8 torre del nero · h8 torre del nero · a7 pedone del nero · c7 pedone del nero · d7 alfiere del nero · f7 pedone del nero · g7 pedone del nero · h7 re del nero · c6 pedone del nero · d6 pedone del nero · e6 cavallo del nero · h6 pedone del nero · b5 donna del nero · f5 cavallo del bianco · h5 cavallo del bianco · e4 pedone del bianco · f4 pedone del bianco · g4 pedone del bianco · b3 pedone del bianco · e3 donna del bianco · e2 torre del bianco · h2 pedone del bianco · c1 torre del bianco · g1 re del bianco | 6 |
| 5 | e8 torre del nero · h8 torre del nero · a7 pedone del nero · c7 pedone del nero · d7 alfiere del nero · f7 pedone del nero · g7 pedone del nero · h7 re del nero · c6 pedone del nero · d6 pedone del nero · e6 cavallo del nero · h6 pedone del nero · b5 donna del nero · f5 cavallo del bianco · h5 cavallo del bianco · e4 pedone del bianco · f4 pedone del bianco · g4 pedone del bianco · b3 pedone del bianco · e3 donna del bianco · e2 torre del bianco · h2 pedone del bianco · c1 torre del bianco · g1 re del bianco | e8 torre del nero · h8 torre del nero · a7 pedone del nero · c7 pedone del nero · d7 alfiere del nero · f7 pedone del nero · g7 pedone del nero · h7 re del nero · c6 pedone del nero · d6 pedone del nero · e6 cavallo del nero · h6 pedone del nero · b5 donna del nero · f5 cavallo del bianco · h5 cavallo del bianco · e4 pedone del bianco · f4 pedone del bianco · g4 pedone del bianco · b3 pedone del bianco · e3 donna del bianco · e2 torre del bianco · h2 pedone del bianco · c1 torre del bianco · g1 re del bianco | e8 torre del nero · h8 torre del nero · a7 pedone del nero · c7 pedone del nero · d7 alfiere del nero · f7 pedone del nero · g7 pedone del nero · h7 re del nero · c6 pedone del nero · d6 pedone del nero · e6 cavallo del nero · h6 pedone del nero · b5 donna del nero · f5 cavallo del bianco · h5 cavallo del bianco · e4 pedone del bianco · f4 pedone del bianco · g4 pedone del bianco · b3 pedone del bianco · e3 donna del bianco · e2 torre del bianco · h2 pedone del bianco · c1 torre del bianco · g1 re del bianco | e8 torre del nero · h8 torre del nero · a7 pedone del nero · c7 pedone del nero · d7 alfiere del nero · f7 pedone del nero · g7 pedone del nero · h7 re del nero · c6 pedone del nero · d6 pedone del nero · e6 cavallo del nero · h6 pedone del nero · b5 donna del nero · f5 cavallo del bianco · h5 cavallo del bianco · e4 pedone del bianco · f4 pedone del bianco · g4 pedone del bianco · b3 pedone del bianco · e3 donna del bianco · e2 torre del bianco · h2 pedone del bianco · c1 torre del bianco · g1 re del bianco | e8 torre del nero · h8 torre del nero · a7 pedone del nero · c7 pedone del nero · d7 alfiere del nero · f7 pedone del nero · g7 pedone del nero · h7 re del nero · c6 pedone del nero · d6 pedone del nero · e6 cavallo del nero · h6 pedone del nero · b5 donna del nero · f5 cavallo del bianco · h5 cavallo del bianco · e4 pedone del bianco · f4 pedone del bianco · g4 pedone del bianco · b3 pedone del bianco · e3 donna del bianco · e2 torre del bianco · h2 pedone del bianco · c1 torre del bianco · g1 re del bianco | e8 torre del nero · h8 torre del nero · a7 pedone del nero · c7 pedone del nero · d7 alfiere del nero · f7 pedone del nero · g7 pedone del nero · h7 re del nero · c6 pedone del nero · d6 pedone del nero · e6 cavallo del nero · h6 pedone del nero · b5 donna del nero · f5 cavallo del bianco · h5 cavallo del bianco · e4 pedone del bianco · f4 pedone del bianco · g4 pedone del bianco · b3 pedone del bianco · e3 donna del bianco · e2 torre del bianco · h2 pedone del bianco · c1 torre del bianco · g1 re del bianco | e8 torre del nero · h8 torre del nero · a7 pedone del nero · c7 pedone del nero · d7 alfiere del nero · f7 pedone del nero · g7 pedone del nero · h7 re del nero · c6 pedone del nero · d6 pedone del nero · e6 cavallo del nero · h6 pedone del nero · b5 donna del nero · f5 cavallo del bianco · h5 cavallo del bianco · e4 pedone del bianco · f4 pedone del bianco · g4 pedone del bianco · b3 pedone del bianco · e3 donna del bianco · e2 torre del bianco · h2 pedone del bianco · c1 torre del bianco · g1 re del bianco | e8 torre del nero · h8 torre del nero · a7 pedone del nero · c7 pedone del nero · d7 alfiere del nero · f7 pedone del nero · g7 pedone del nero · h7 re del nero · c6 pedone del nero · d6 pedone del nero · e6 cavallo del nero · h6 pedone del nero · b5 donna del nero · f5 cavallo del bianco · h5 cavallo del bianco · e4 pedone del bianco · f4 pedone del bianco · g4 pedone del bianco · b3 pedone del bianco · e3 donna del bianco · e2 torre del bianco · h2 pedone del bianco · c1 torre del bianco · g1 re del bianco | 5 |
| 4 | e8 torre del nero · h8 torre del nero · a7 pedone del nero · c7 pedone del nero · d7 alfiere del nero · f7 pedone del nero · g7 pedone del nero · h7 re del nero · c6 pedone del nero · d6 pedone del nero · e6 cavallo del nero · h6 pedone del nero · b5 donna del nero · f5 cavallo del bianco · h5 cavallo del bianco · e4 pedone del bianco · f4 pedone del bianco · g4 pedone del bianco · b3 pedone del bianco · e3 donna del bianco · e2 torre del bianco · h2 pedone del bianco · c1 torre del bianco · g1 re del bianco | e8 torre del nero · h8 torre del nero · a7 pedone del nero · c7 pedone del nero · d7 alfiere del nero · f7 pedone del nero · g7 pedone del nero · h7 re del nero · c6 pedone del nero · d6 pedone del nero · e6 cavallo del nero · h6 pedone del nero · b5 donna del nero · f5 cavallo del bianco · h5 cavallo del bianco · e4 pedone del bianco · f4 pedone del bianco · g4 pedone del bianco · b3 pedone del bianco · e3 donna del bianco · e2 torre del bianco · h2 pedone del bianco · c1 torre del bianco · g1 re del bianco | e8 torre del nero · h8 torre del nero · a7 pedone del nero · c7 pedone del nero · d7 alfiere del nero · f7 pedone del nero · g7 pedone del nero · h7 re del nero · c6 pedone del nero · d6 pedone del nero · e6 cavallo del nero · h6 pedone del nero · b5 donna del nero · f5 cavallo del bianco · h5 cavallo del bianco · e4 pedone del bianco · f4 pedone del bianco · g4 pedone del bianco · b3 pedone del bianco · e3 donna del bianco · e2 torre del bianco · h2 pedone del bianco · c1 torre del bianco · g1 re del bianco | e8 torre del nero · h8 torre del nero · a7 pedone del nero · c7 pedone del nero · d7 alfiere del nero · f7 pedone del nero · g7 pedone del nero · h7 re del nero · c6 pedone del nero · d6 pedone del nero · e6 cavallo del nero · h6 pedone del nero · b5 donna del nero · f5 cavallo del bianco · h5 cavallo del bianco · e4 pedone del bianco · f4 pedone del bianco · g4 pedone del bianco · b3 pedone del bianco · e3 donna del bianco · e2 torre del bianco · h2 pedone del bianco · c1 torre del bianco · g1 re del bianco | e8 torre del nero · h8 torre del nero · a7 pedone del nero · c7 pedone del nero · d7 alfiere del nero · f7 pedone del nero · g7 pedone del nero · h7 re del nero · c6 pedone del nero · d6 pedone del nero · e6 cavallo del nero · h6 pedone del nero · b5 donna del nero · f5 cavallo del bianco · h5 cavallo del bianco · e4 pedone del bianco · f4 pedone del bianco · g4 pedone del bianco · b3 pedone del bianco · e3 donna del bianco · e2 torre del bianco · h2 pedone del bianco · c1 torre del bianco · g1 re del bianco | e8 torre del nero · h8 torre del nero · a7 pedone del nero · c7 pedone del nero · d7 alfiere del nero · f7 pedone del nero · g7 pedone del nero · h7 re del nero · c6 pedone del nero · d6 pedone del nero · e6 cavallo del nero · h6 pedone del nero · b5 donna del nero · f5 cavallo del bianco · h5 cavallo del bianco · e4 pedone del bianco · f4 pedone del bianco · g4 pedone del bianco · b3 pedone del bianco · e3 donna del bianco · e2 torre del bianco · h2 pedone del bianco · c1 torre del bianco · g1 re del bianco | e8 torre del nero · h8 torre del nero · a7 pedone del nero · c7 pedone del nero · d7 alfiere del nero · f7 pedone del nero · g7 pedone del nero · h7 re del nero · c6 pedone del nero · d6 pedone del nero · e6 cavallo del nero · h6 pedone del nero · b5 donna del nero · f5 cavallo del bianco · h5 cavallo del bianco · e4 pedone del bianco · f4 pedone del bianco · g4 pedone del bianco · b3 pedone del bianco · e3 donna del bianco · e2 torre del bianco · h2 pedone del bianco · c1 torre del bianco · g1 re del bianco | e8 torre del nero · h8 torre del nero · a7 pedone del nero · c7 pedone del nero · d7 alfiere del nero · f7 pedone del nero · g7 pedone del nero · h7 re del nero · c6 pedone del nero · d6 pedone del nero · e6 cavallo del nero · h6 pedone del nero · b5 donna del nero · f5 cavallo del bianco · h5 cavallo del bianco · e4 pedone del bianco · f4 pedone del bianco · g4 pedone del bianco · b3 pedone del bianco · e3 donna del bianco · e2 torre del bianco · h2 pedone del bianco · c1 torre del bianco · g1 re del bianco | 4 |
| 3 | e8 torre del nero · h8 torre del nero · a7 pedone del nero · c7 pedone del nero · d7 alfiere del nero · f7 pedone del nero · g7 pedone del nero · h7 re del nero · c6 pedone del nero · d6 pedone del nero · e6 cavallo del nero · h6 pedone del nero · b5 donna del nero · f5 cavallo del bianco · h5 cavallo del bianco · e4 pedone del bianco · f4 pedone del bianco · g4 pedone del bianco · b3 pedone del bianco · e3 donna del bianco · e2 torre del bianco · h2 pedone del bianco · c1 torre del bianco · g1 re del bianco | e8 torre del nero · h8 torre del nero · a7 pedone del nero · c7 pedone del nero · d7 alfiere del nero · f7 pedone del nero · g7 pedone del nero · h7 re del nero · c6 pedone del nero · d6 pedone del nero · e6 cavallo del nero · h6 pedone del nero · b5 donna del nero · f5 cavallo del bianco · h5 cavallo del bianco · e4 pedone del bianco · f4 pedone del bianco · g4 pedone del bianco · b3 pedone del bianco · e3 donna del bianco · e2 torre del bianco · h2 pedone del bianco · c1 torre del bianco · g1 re del bianco | e8 torre del nero · h8 torre del nero · a7 pedone del nero · c7 pedone del nero · d7 alfiere del nero · f7 pedone del nero · g7 pedone del nero · h7 re del nero · c6 pedone del nero · d6 pedone del nero · e6 cavallo del nero · h6 pedone del nero · b5 donna del nero · f5 cavallo del bianco · h5 cavallo del bianco · e4 pedone del bianco · f4 pedone del bianco · g4 pedone del bianco · b3 pedone del bianco · e3 donna del bianco · e2 torre del bianco · h2 pedone del bianco · c1 torre del bianco · g1 re del bianco | e8 torre del nero · h8 torre del nero · a7 pedone del nero · c7 pedone del nero · d7 alfiere del nero · f7 pedone del nero · g7 pedone del nero · h7 re del nero · c6 pedone del nero · d6 pedone del nero · e6 cavallo del nero · h6 pedone del nero · b5 donna del nero · f5 cavallo del bianco · h5 cavallo del bianco · e4 pedone del bianco · f4 pedone del bianco · g4 pedone del bianco · b3 pedone del bianco · e3 donna del bianco · e2 torre del bianco · h2 pedone del bianco · c1 torre del bianco · g1 re del bianco | e8 torre del nero · h8 torre del nero · a7 pedone del nero · c7 pedone del nero · d7 alfiere del nero · f7 pedone del nero · g7 pedone del nero · h7 re del nero · c6 pedone del nero · d6 pedone del nero · e6 cavallo del nero · h6 pedone del nero · b5 donna del nero · f5 cavallo del bianco · h5 cavallo del bianco · e4 pedone del bianco · f4 pedone del bianco · g4 pedone del bianco · b3 pedone del bianco · e3 donna del bianco · e2 torre del bianco · h2 pedone del bianco · c1 torre del bianco · g1 re del bianco | e8 torre del nero · h8 torre del nero · a7 pedone del nero · c7 pedone del nero · d7 alfiere del nero · f7 pedone del nero · g7 pedone del nero · h7 re del nero · c6 pedone del nero · d6 pedone del nero · e6 cavallo del nero · h6 pedone del nero · b5 donna del nero · f5 cavallo del bianco · h5 cavallo del bianco · e4 pedone del bianco · f4 pedone del bianco · g4 pedone del bianco · b3 pedone del bianco · e3 donna del bianco · e2 torre del bianco · h2 pedone del bianco · c1 torre del bianco · g1 re del bianco | e8 torre del nero · h8 torre del nero · a7 pedone del nero · c7 pedone del nero · d7 alfiere del nero · f7 pedone del nero · g7 pedone del nero · h7 re del nero · c6 pedone del nero · d6 pedone del nero · e6 cavallo del nero · h6 pedone del nero · b5 donna del nero · f5 cavallo del bianco · h5 cavallo del bianco · e4 pedone del bianco · f4 pedone del bianco · g4 pedone del bianco · b3 pedone del bianco · e3 donna del bianco · e2 torre del bianco · h2 pedone del bianco · c1 torre del bianco · g1 re del bianco | e8 torre del nero · h8 torre del nero · a7 pedone del nero · c7 pedone del nero · d7 alfiere del nero · f7 pedone del nero · g7 pedone del nero · h7 re del nero · c6 pedone del nero · d6 pedone del nero · e6 cavallo del nero · h6 pedone del nero · b5 donna del nero · f5 cavallo del bianco · h5 cavallo del bianco · e4 pedone del bianco · f4 pedone del bianco · g4 pedone del bianco · b3 pedone del bianco · e3 donna del bianco · e2 torre del bianco · h2 pedone del bianco · c1 torre del bianco · g1 re del bianco | 3 |
| 2 | e8 torre del nero · h8 torre del nero · a7 pedone del nero · c7 pedone del nero · d7 alfiere del nero · f7 pedone del nero · g7 pedone del nero · h7 re del nero · c6 pedone del nero · d6 pedone del nero · e6 cavallo del nero · h6 pedone del nero · b5 donna del nero · f5 cavallo del bianco · h5 cavallo del bianco · e4 pedone del bianco · f4 pedone del bianco · g4 pedone del bianco · b3 pedone del bianco · e3 donna del bianco · e2 torre del bianco · h2 pedone del bianco · c1 torre del bianco · g1 re del bianco | e8 torre del nero · h8 torre del nero · a7 pedone del nero · c7 pedone del nero · d7 alfiere del nero · f7 pedone del nero · g7 pedone del nero · h7 re del nero · c6 pedone del nero · d6 pedone del nero · e6 cavallo del nero · h6 pedone del nero · b5 donna del nero · f5 cavallo del bianco · h5 cavallo del bianco · e4 pedone del bianco · f4 pedone del bianco · g4 pedone del bianco · b3 pedone del bianco · e3 donna del bianco · e2 torre del bianco · h2 pedone del bianco · c1 torre del bianco · g1 re del bianco | e8 torre del nero · h8 torre del nero · a7 pedone del nero · c7 pedone del nero · d7 alfiere del nero · f7 pedone del nero · g7 pedone del nero · h7 re del nero · c6 pedone del nero · d6 pedone del nero · e6 cavallo del nero · h6 pedone del nero · b5 donna del nero · f5 cavallo del bianco · h5 cavallo del bianco · e4 pedone del bianco · f4 pedone del bianco · g4 pedone del bianco · b3 pedone del bianco · e3 donna del bianco · e2 torre del bianco · h2 pedone del bianco · c1 torre del bianco · g1 re del bianco | e8 torre del nero · h8 torre del nero · a7 pedone del nero · c7 pedone del nero · d7 alfiere del nero · f7 pedone del nero · g7 pedone del nero · h7 re del nero · c6 pedone del nero · d6 pedone del nero · e6 cavallo del nero · h6 pedone del nero · b5 donna del nero · f5 cavallo del bianco · h5 cavallo del bianco · e4 pedone del bianco · f4 pedone del bianco · g4 pedone del bianco · b3 pedone del bianco · e3 donna del bianco · e2 torre del bianco · h2 pedone del bianco · c1 torre del bianco · g1 re del bianco | e8 torre del nero · h8 torre del nero · a7 pedone del nero · c7 pedone del nero · d7 alfiere del nero · f7 pedone del nero · g7 pedone del nero · h7 re del nero · c6 pedone del nero · d6 pedone del nero · e6 cavallo del nero · h6 pedone del nero · b5 donna del nero · f5 cavallo del bianco · h5 cavallo del bianco · e4 pedone del bianco · f4 pedone del bianco · g4 pedone del bianco · b3 pedone del bianco · e3 donna del bianco · e2 torre del bianco · h2 pedone del bianco · c1 torre del bianco · g1 re del bianco | e8 torre del nero · h8 torre del nero · a7 pedone del nero · c7 pedone del nero · d7 alfiere del nero · f7 pedone del nero · g7 pedone del nero · h7 re del nero · c6 pedone del nero · d6 pedone del nero · e6 cavallo del nero · h6 pedone del nero · b5 donna del nero · f5 cavallo del bianco · h5 cavallo del bianco · e4 pedone del bianco · f4 pedone del bianco · g4 pedone del bianco · b3 pedone del bianco · e3 donna del bianco · e2 torre del bianco · h2 pedone del bianco · c1 torre del bianco · g1 re del bianco | e8 torre del nero · h8 torre del nero · a7 pedone del nero · c7 pedone del nero · d7 alfiere del nero · f7 pedone del nero · g7 pedone del nero · h7 re del nero · c6 pedone del nero · d6 pedone del nero · e6 cavallo del nero · h6 pedone del nero · b5 donna del nero · f5 cavallo del bianco · h5 cavallo del bianco · e4 pedone del bianco · f4 pedone del bianco · g4 pedone del bianco · b3 pedone del bianco · e3 donna del bianco · e2 torre del bianco · h2 pedone del bianco · c1 torre del bianco · g1 re del bianco | e8 torre del nero · h8 torre del nero · a7 pedone del nero · c7 pedone del nero · d7 alfiere del nero · f7 pedone del nero · g7 pedone del nero · h7 re del nero · c6 pedone del nero · d6 pedone del nero · e6 cavallo del nero · h6 pedone del nero · b5 donna del nero · f5 cavallo del bianco · h5 cavallo del bianco · e4 pedone del bianco · f4 pedone del bianco · g4 pedone del bianco · b3 pedone del bianco · e3 donna del bianco · e2 torre del bianco · h2 pedone del bianco · c1 torre del bianco · g1 re del bianco | 2 |
| 1 | e8 torre del nero · h8 torre del nero · a7 pedone del nero · c7 pedone del nero · d7 alfiere del nero · f7 pedone del nero · g7 pedone del nero · h7 re del nero · c6 pedone del nero · d6 pedone del nero · e6 cavallo del nero · h6 pedone del nero · b5 donna del nero · f5 cavallo del bianco · h5 cavallo del bianco · e4 pedone del bianco · f4 pedone del bianco · g4 pedone del bianco · b3 pedone del bianco · e3 donna del bianco · e2 torre del bianco · h2 pedone del bianco · c1 torre del bianco · g1 re del bianco | e8 torre del nero · h8 torre del nero · a7 pedone del nero · c7 pedone del nero · d7 alfiere del nero · f7 pedone del nero · g7 pedone del nero · h7 re del nero · c6 pedone del nero · d6 pedone del nero · e6 cavallo del nero · h6 pedone del nero · b5 donna del nero · f5 cavallo del bianco · h5 cavallo del bianco · e4 pedone del bianco · f4 pedone del bianco · g4 pedone del bianco · b3 pedone del bianco · e3 donna del bianco · e2 torre del bianco · h2 pedone del bianco · c1 torre del bianco · g1 re del bianco | e8 torre del nero · h8 torre del nero · a7 pedone del nero · c7 pedone del nero · d7 alfiere del nero · f7 pedone del nero · g7 pedone del nero · h7 re del nero · c6 pedone del nero · d6 pedone del nero · e6 cavallo del nero · h6 pedone del nero · b5 donna del nero · f5 cavallo del bianco · h5 cavallo del bianco · e4 pedone del bianco · f4 pedone del bianco · g4 pedone del bianco · b3 pedone del bianco · e3 donna del bianco · e2 torre del bianco · h2 pedone del bianco · c1 torre del bianco · g1 re del bianco | e8 torre del nero · h8 torre del nero · a7 pedone del nero · c7 pedone del nero · d7 alfiere del nero · f7 pedone del nero · g7 pedone del nero · h7 re del nero · c6 pedone del nero · d6 pedone del nero · e6 cavallo del nero · h6 pedone del nero · b5 donna del nero · f5 cavallo del bianco · h5 cavallo del bianco · e4 pedone del bianco · f4 pedone del bianco · g4 pedone del bianco · b3 pedone del bianco · e3 donna del bianco · e2 torre del bianco · h2 pedone del bianco · c1 torre del bianco · g1 re del bianco | e8 torre del nero · h8 torre del nero · a7 pedone del nero · c7 pedone del nero · d7 alfiere del nero · f7 pedone del nero · g7 pedone del nero · h7 re del nero · c6 pedone del nero · d6 pedone del nero · e6 cavallo del nero · h6 pedone del nero · b5 donna del nero · f5 cavallo del bianco · h5 cavallo del bianco · e4 pedone del bianco · f4 pedone del bianco · g4 pedone del bianco · b3 pedone del bianco · e3 donna del bianco · e2 torre del bianco · h2 pedone del bianco · c1 torre del bianco · g1 re del bianco | e8 torre del nero · h8 torre del nero · a7 pedone del nero · c7 pedone del nero · d7 alfiere del nero · f7 pedone del nero · g7 pedone del nero · h7 re del nero · c6 pedone del nero · d6 pedone del nero · e6 cavallo del nero · h6 pedone del nero · b5 donna del nero · f5 cavallo del bianco · h5 cavallo del bianco · e4 pedone del bianco · f4 pedone del bianco · g4 pedone del bianco · b3 pedone del bianco · e3 donna del bianco · e2 torre del bianco · h2 pedone del bianco · c1 torre del bianco · g1 re del bianco | e8 torre del nero · h8 torre del nero · a7 pedone del nero · c7 pedone del nero · d7 alfiere del nero · f7 pedone del nero · g7 pedone del nero · h7 re del nero · c6 pedone del nero · d6 pedone del nero · e6 cavallo del nero · h6 pedone del nero · b5 donna del nero · f5 cavallo del bianco · h5 cavallo del bianco · e4 pedone del bianco · f4 pedone del bianco · g4 pedone del bianco · b3 pedone del bianco · e3 donna del bianco · e2 torre del bianco · h2 pedone del bianco · c1 torre del bianco · g1 re del bianco | e8 torre del nero · h8 torre del nero · a7 pedone del nero · c7 pedone del nero · d7 alfiere del nero · f7 pedone del nero · g7 pedone del nero · h7 re del nero · c6 pedone del nero · d6 pedone del nero · e6 cavallo del nero · h6 pedone del nero · b5 donna del nero · f5 cavallo del bianco · h5 cavallo del bianco · e4 pedone del bianco · f4 pedone del bianco · g4 pedone del bianco · b3 pedone del bianco · e3 donna del bianco · e2 torre del bianco · h2 pedone del bianco · c1 torre del bianco · g1 re del bianco | 1 |
| | a | b | c | d | e | f | g | h |   |

28. Cfxg7! Cc5?
Così si perde senza lottare; d'altra parte sembra che Bernstein fosse in zeitnot (il tempo a disposizione era allora di due ore per 30 mosse). Comunque, secondo Capablanca il Nero perdeva in ogni modo: se 28…Cxg7, seguiva 29. Cf6+ Rg6 30. Cxd7 f6 31. e5 Rg7 32. Cxf6 Te7 33. Ce4; se invece 28…Td8, allora 29. f5 Cf8 30. Dc3 Dc5+ 31. Dxc5 dxc5 32. e5
29. Cxe8 Axe8 30. Dc3 f6 31. Cxf6+ Rg6 32. Ch5 Tg8 33. f5+ Rg5 34. De3+ Rh4 35. Dg3+ Rg5 36. h4# (1-0)
Un finale poco frequente.